# Afro-Américains
Les Afro-Américains, Noirs américains ou Africains-Américains (en anglais : African Americans, Black Americans et Afro-Americans) constituent une catégorie du bureau du recensement des États-Unis désignant le groupe ethnique ayant une culture et une histoire communes, que sont censés former tous les citoyens des États-Unis d'ascendance, y compris partielle, africaine subsaharienne. La grande majorité des Afro-Américains sont des descendants des esclaves déportés en Amérique septentrionale entre 1526, et 1860.
Longtemps victimes de l'esclavage, de la ségrégation raciale et de la discrimination, leur déségrégation commence avec la promulgation du Treizième amendement de la Constitution des États-Unis du 6 décembre 1865 abolissant l'esclavage, du Quatorzième amendement de la Constitution des États-Unis de 1868, accordant la citoyenneté à toute personne née ou naturalisée aux États-Unis et interdisant toute restriction à ce droit, et du Quinzième amendement de la Constitution des États-Unis, de 1870, garantissant le droit de vote à tous les citoyens des États-Unis, amendements dont l'application fut entravée dans les États du Sud par les lois Jim Crow et le terrorisme exercé par le Ku Klux Klan. Grâce, notamment, au mouvement américain des droits civiques auquel s’agrègent diverses organisations comme la National Association for the Advancement of Colored People, la Conférence du leadership chrétien du Sud, la Student Nonviolent Coordinating Committee, etc., qui atteignent leur point culminant entre les années 1954 et 1968, seront enfin votées différentes lois fédérales comme le Civil Rights Act de 1964, le Voting Rights Act de 1965 et le Civil Rights Act de 1968 mettant fin à la ségrégation raciale sur l'ensemble des États des États-Unis.

## Dénomination
Les premiers termes utilisés pour désigner les Afro-Américains font généralement référence à la couleur de peau : « colored » (litt. coloré), « person of color » (litt. personne de couleur) ou encore « negro » (du mot espagnol negro signifiant « noir »). Ce dernier terme est sujet à controverse, en raison notamment de sa connotation péjorative et de l’histoire qui lui est associée. Il est fréquent que l'expression « the N-word » (le mot en N) soit employée à la place de ce terme.
Bien que l'usage du terme « Afro-Américains » (en anglais : African American ou African-American) remonte à 1782, et qu'il ait été utilisé par des abolitionnistes du XVIIe siècle comme James Forten ou Robert Purvis, il n'est néanmoins popularisé par Malcolm X que dans les années 1960, puis par Jesse Jackson avant de devenir une expression commune à la fin des années 1980. Son but était de définir les Américains de couleur de peau noire par un enracinement dans une histoire et une culture spécifique, et de façon ethnique au sens actuel du terme (approche socio-culturelle et socio-historique d'une communauté) comme le sont les citoyens qui ont une origine italienne ou irlandaise, et non plus par leur seule couleur de peau.
Selon le Bureau du recensement des États-Unis, les termes « Noir Américain » et « Afro-Américain » sont synonymes et désignent « une personne ayant des origines dans n'importe quel groupe racial noir d'Afrique ».
Depuis le recensement de 2000, cette catégorie est utilisée par le Bureau du recensement des États-Unis aux côtés des termes « Black » en français : « Noir » et « Negro » (terme désuet signifiant « noir ») pour élaborer les formulaires officiels destinés à préparer des statistiques ou à accompagner des politiques de discrimination positive. De plus, depuis 1960, il revient aux individus de choisir leurs catégories d'appartenance « raciales et ethniques » lors du recensement, selon le principe d'auto-identification, et non plus aux agents du Bureau du recensement des États-Unis,.
Des études montrent que la majorité des Afro-Américains n'ont pas de préférence entre les termes African American et Black American, bien qu'ils montrent une légère préférence pour Black American dans les contextes informels et African American dans les contextes plus formels.

## Histoire

### Époque coloniale

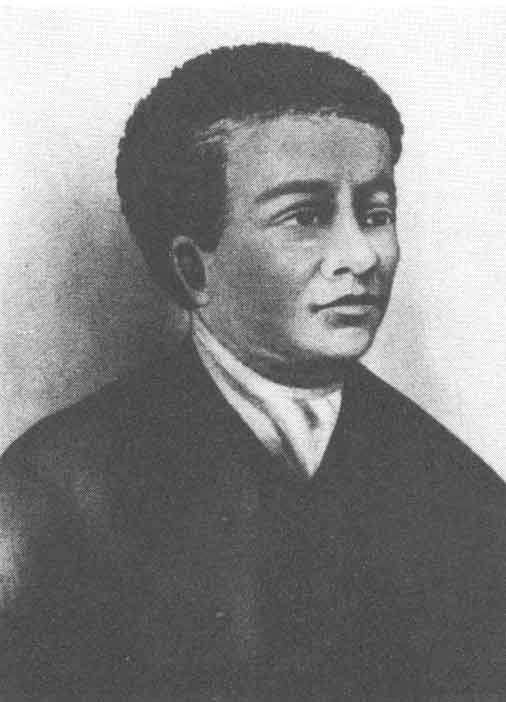
Benjamin Banneker (1731-1806), astronome et éditeur américain, fils d'esclave.

Les premiers esclaves africains débarquent au début du XVIIe siècle dans les Treize Colonies d'Amérique du Nord. Dès cette époque, on peut observer des métissages avec les Blancs. Pendant la guerre d'indépendance américaine, des soldats noirs, qu'ils soient esclaves ou libres, ont participé au conflit dans les deux camps, loyalistes et insurgés. On estime que 5 000 Afro-américains ont combattu aux côtés des Blancs américains et plusieurs d'entre eux furent affranchis. En 1779, environ 10 000 Noirs ont rejoint les rangs de l’armée britannique.
La révolution américaine plaça au cœur des débats politiques la place et le statut des Noirs dans la société. Les Noirs ont obtenu une émancipation relative dans les États du centre (Philadelphie) et en Nouvelle-Angleterre. L'esclavage est aboli en 1777 dans le Vermont,, en 1780 en Pennsylvanie,, en 1783 dans le Massachusetts.
Le Congrès continental discuta intensément de l'esclavage. Thomas Jefferson, dans la Déclaration d'indépendance américaine, préféra ignorer le sujet, afin de ne pas mécontenter les régions du Sud qui vivaient de l'économie de plantation. Si la Constitution américaine fondait les bases démocratiques de la nouvelle République, elle excluait les Noirs du droit de vote, de même que les femmes, les Amérindiens et les pauvres.

### Abolition de l'esclavage

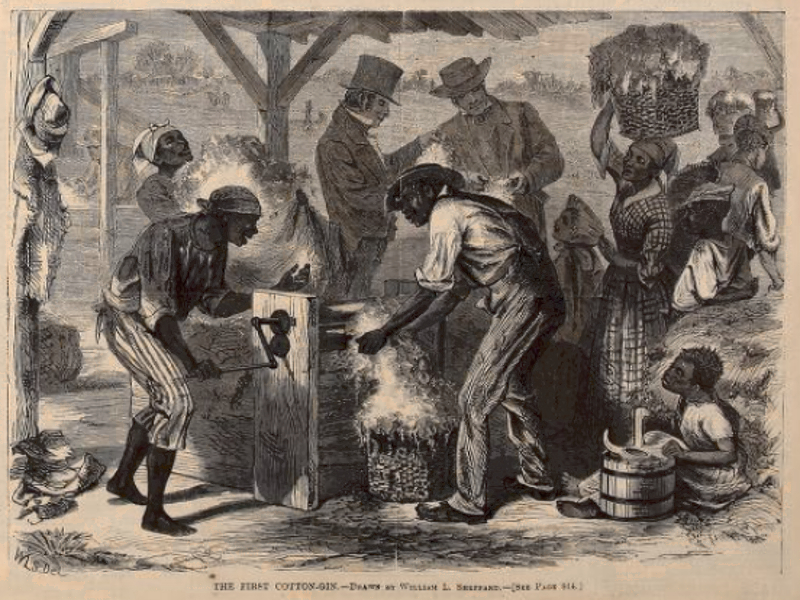
Égrenage du coton en 1869.

Dès 1770, les sociétés quakers de Nouvelle-Angleterre s'interdisent toutes pratiques esclavagistes. Seuls quelques États du Nord s'engagent rapidement dans la voie de l'abolition de l'esclavage : le Vermont l'interdit dès 1777,.
En 1807, la traite des Noirs est officiellement abolie aux États-Unis. Dans les années 1820, la Female Anti-slavery Society dénonce l'esclavage. En 1863 en pleine guerre de Sécession, le président Abraham Lincoln signe la Proclamation d'émancipation déclarant libre tout esclave résidant sur le territoire de la Confédération sudiste qui n'est pas sous contrôle de l'Union. En 1865 est promulgué le 13e amendement interdisant l'esclavage après cette guerre.
Après la guerre sont créées la plupart des « universités historiquement noires », afin d'accueillir les étudiants afro-américains refusés sur les campus blancs.
Il n'y eut aucune réquisition ou confiscation, aucune plantation n'est divisée ou morcelée. Au contraire, le président Andrew Johnson fait expulser les Noirs des parcelles de terrains que certains généraux nordistes leur avaient distribués. De manière générale, la structure économique du Sud, construite sur des caractéristiques racistes, est totalement conservée. Le système des métayers, forme d'exploitation souvent proche de l'esclavage, est créé pour les Noirs.

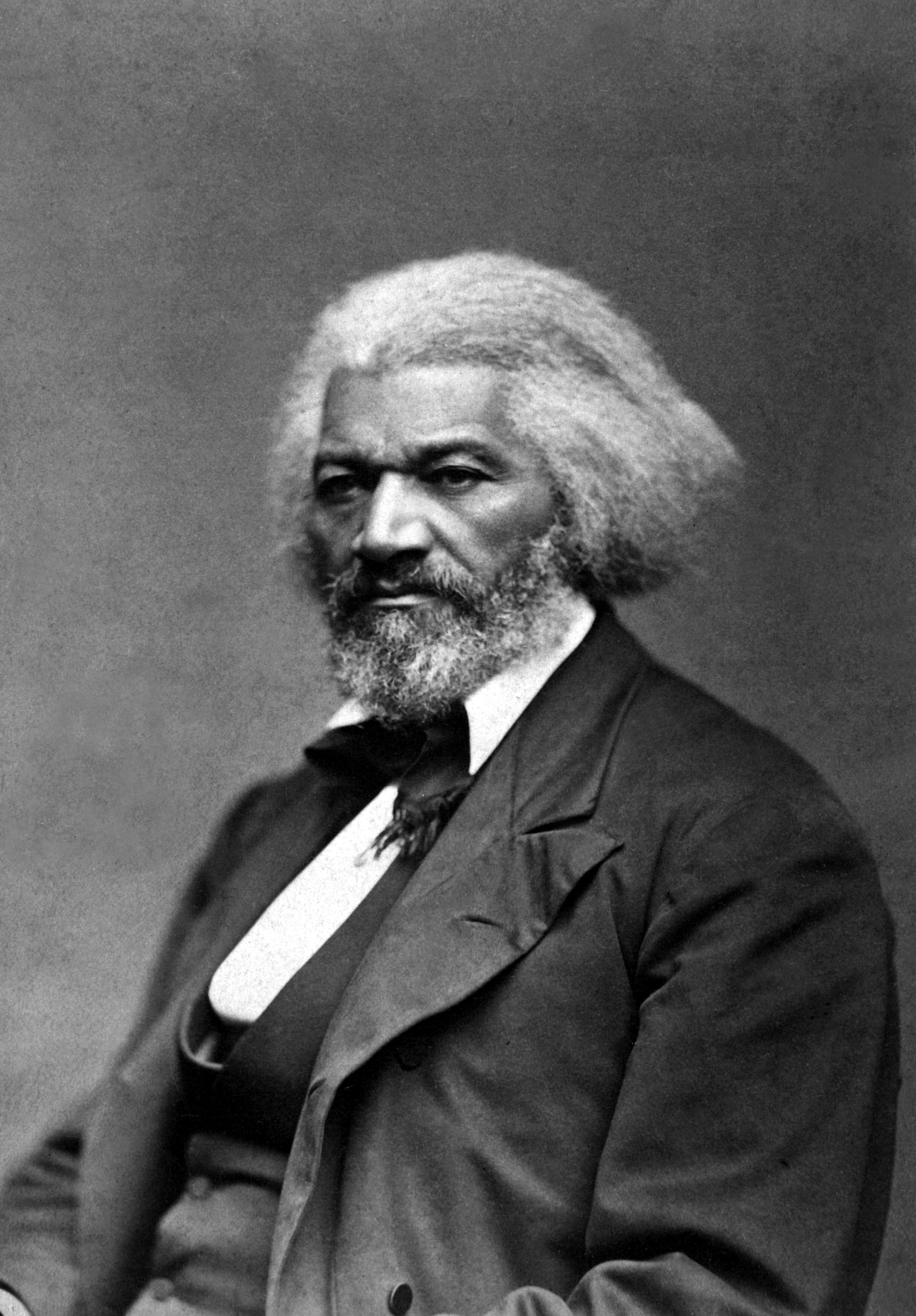
Frederick Douglass.
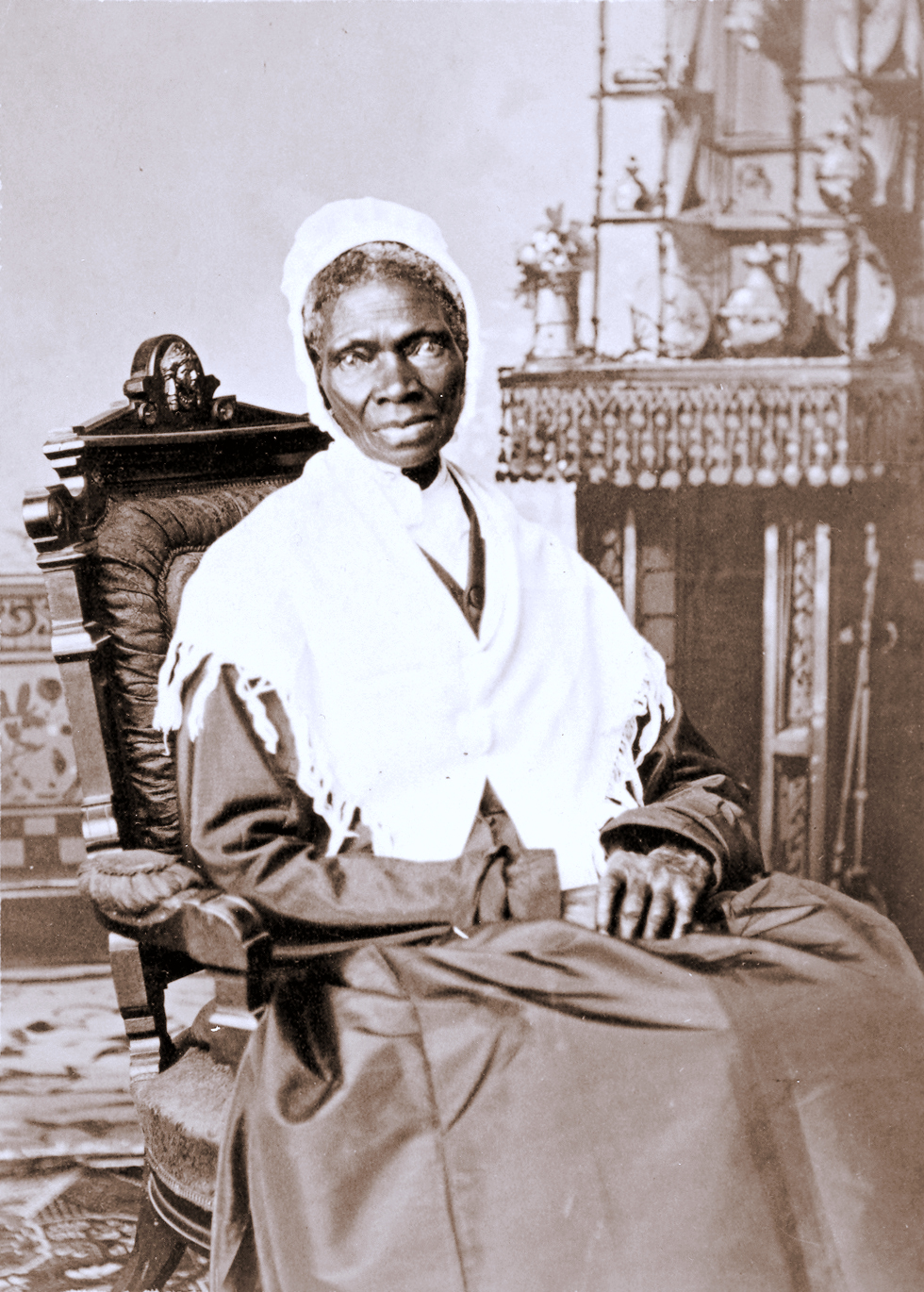
Sojourner Truth.
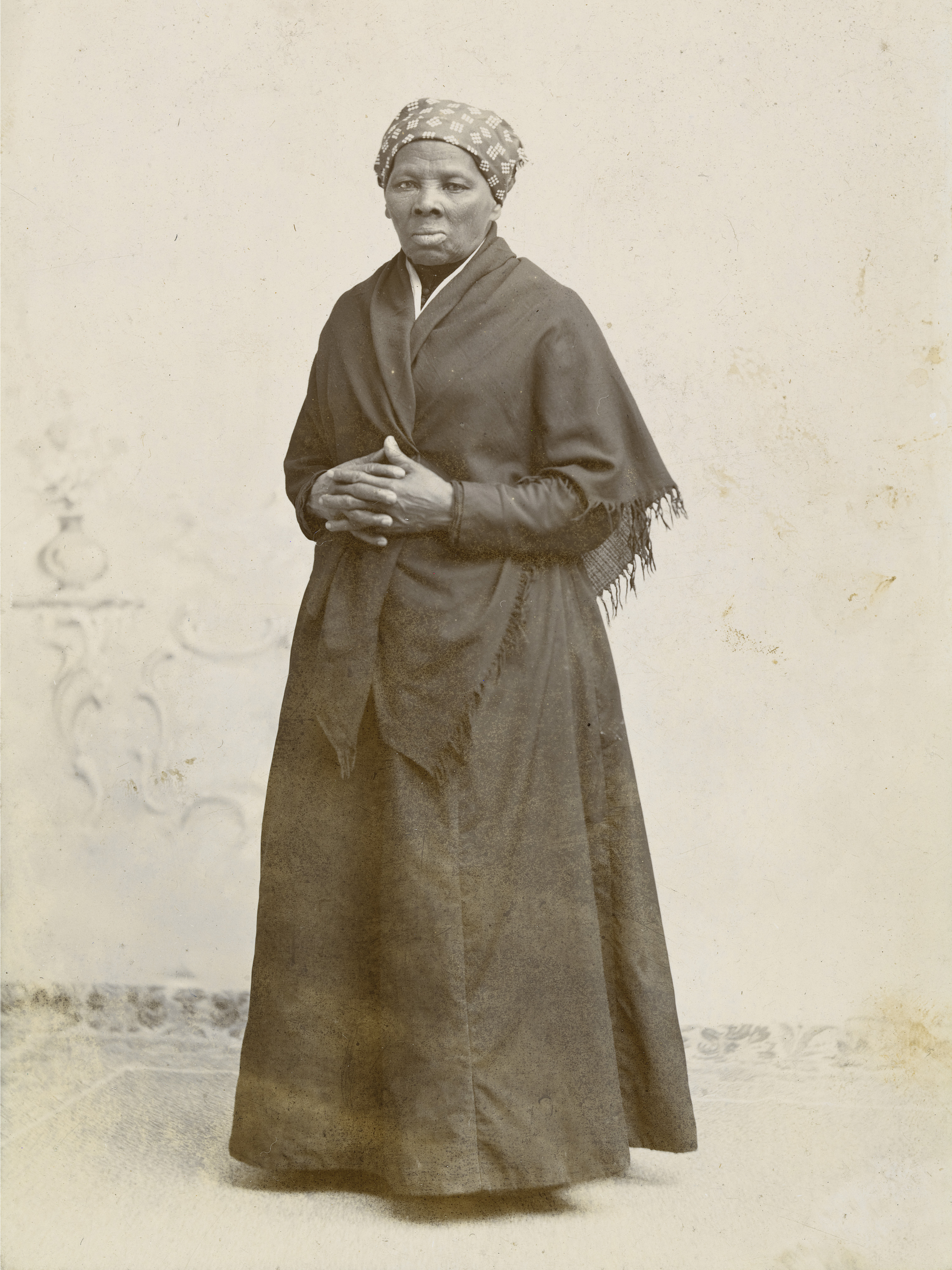
Harriet Tubman.

### Ségrégation raciale

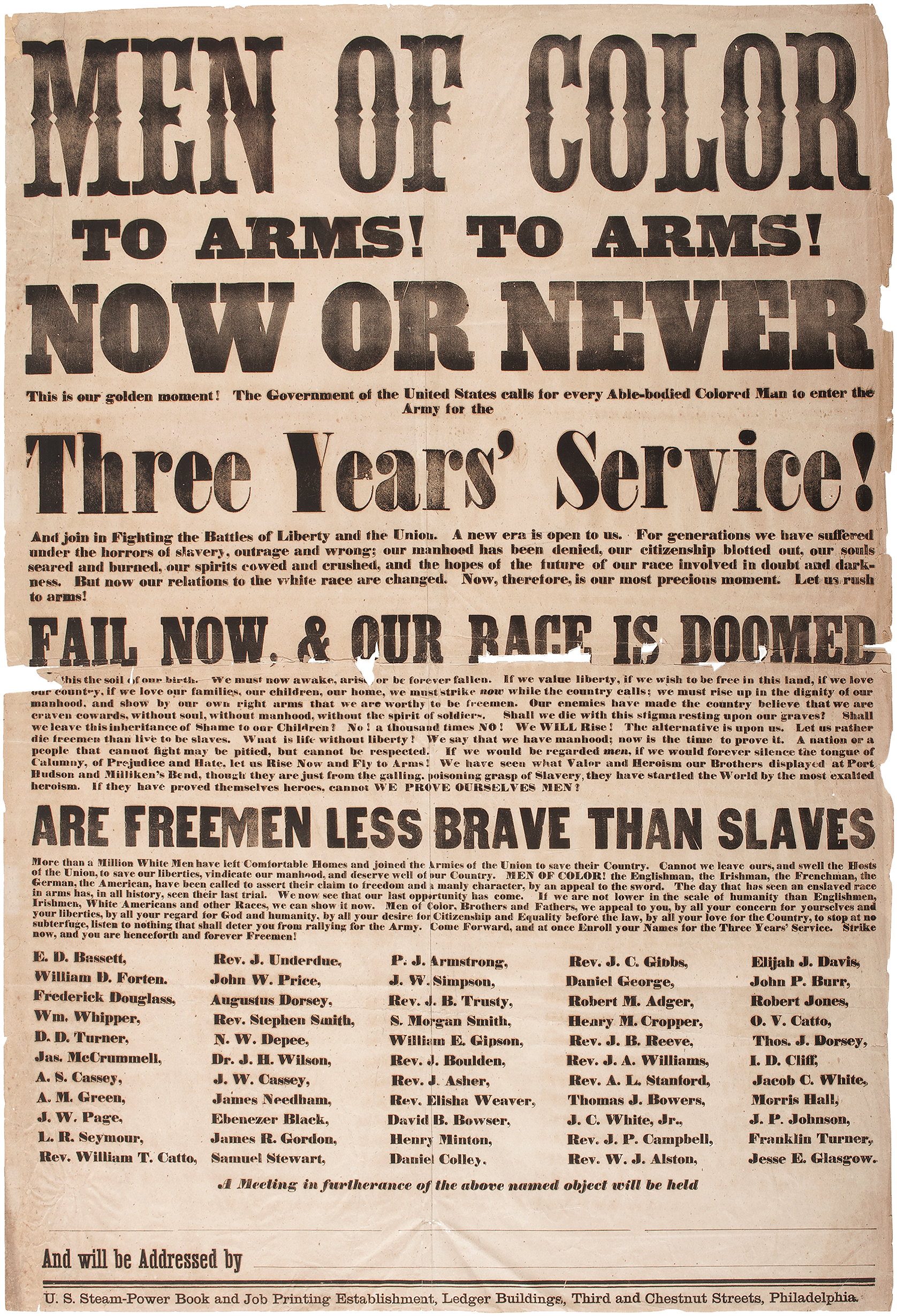
Affiche appelant les « hommes de couleur » à s'enrôler dans l'armée américaine après la Proclamation d'émancipation de 1863. Écrite par Frederick Douglass, elle est signée par 54 dirigeants de la communauté afro-américaine de Philadelphie (Pennsylvanie) où elle est publiée.

Après 1865, un grand nombre d'anciens esclaves se retrouvent sans travail et de nombreux planteurs font faillite. Commence alors un exode massif des Afro-Américains vers les villes industrielles du nord du pays. La guerre de Sécession laissa des rancœurs dans les États du Sud : après la fin de l'occupation militaire est mise en place la ségrégation par peur du métissage et par la psychose du viol des femmes blanches par les hommes africains. Les lois Jim Crow instaurent le développement séparé mais égal, c'est-à-dire la ségrégation dans les lieux publics.
Les États du Sud avaient profité également de la période pour voter des Codes noirs restreignant fortement les droits des Afro-Américains nouvellement affranchis. Ils adoptent une série de lois interdisant la possession d'armes par les Noirs, le droit de réunion après le crépuscule, et « l'oisiveté ». Au Mississippi, la loi leur interdit également de posséder de la terre. En Caroline du Sud, elle leur interdit l'exercice de toutes professions « artistiques, commerciales ou industrielles », leur permettant seulement de devenir domestiques ou valets de ferme. Plusieurs États (ainsi qu'au Nord, comme New York) leur interdisent le droit de vote sous divers prétextes (suffrage censitaire, interdiction de vote pour les analphabètes, etc.).
Les Noirs sont également victimes de violences, de lynchages et de la haine du Ku Klux Klan. La Louisiane tout entière est parcourue de bandes armées qui fouettent, battent ou tuent des Noirs impunément. Au début des années 1870, ces ligues atteignent 25 000 membres. Selon le général Philip Sheridan, gouverneur militaire de la région, plus de 3 500 Noirs sont massacrés dans les 10 ans qui suivent la guerre.

### Grande migration (1916-1930)
En septembre 1909, pour répondre aux émeutes raciales de Springfield et plus largement aux violences anti-Noirs, un groupe de réformateurs comprenant notamment W.E.B Du Bois et John Dewey se rassemble pour fonder la National Association for the Advancement of Colored People (NAACP).
Durant la première moitié du XXe siècle, plusieurs millions d’Afro-Américains quittent le sud des États-Unis pour rejoindre le nord, le Midwest et l’ouest du pays, dans un mouvement connu sous le nom de Grande migration (1916-1930). Ils espèrent échapper à la ségrégation et aux violences dont ils sont toujours victimes dans le Sud, accéder au droit de vote ainsi qu’à de meilleures conditions de vie. Le dynamisme industriel du Nord, les besoins en main d’œuvre consécutifs à l’intensification de la production militaire durant la Première Guerre mondiale offrent les conditions de cette vague migratoire.
De 1910 à 1930, la population noire des seules villes de Chicago, New York et Philadelphie passe de 226 000 à 902 000 individus. La concentration des Noirs dans les grandes villes du Nord conduit à la formation de quartiers à forte majorité afro-américaine comme le South Side de Chicago ou Harlem et le Bronx à New York.
La Grande migration s’accompagne d’un important transfert culturel : des formes musicales spécifiques au sud du pays, comme le boogie-woogie ou le blues, se répandent dans le nord. Le centre de gravité de la musique jazz se déplace de La Nouvelle-Orléans à Chicago et New York. Le quartier de Harlem à New York est le berceau d’un mouvement culturel, connu sous le nom de Renaissance de Harlem, dont la renommée dépasse les frontières du pays. Les écrivains Zora Neale Hurston, Langston Hughes, Claude McKay, Richard Wright et les artistes Lois Mailou Jones, William H. Johnson, Romare Bearden et Jacob Lawrence en sont les principaux représentants.

### Droits civiques et marche vers l'égalité
Au niveau politique, les premiers membres noirs du Congrès des États-Unis ont été élus sous l'étiquette Républicaine en novembre 1868, soit trois ans après l'abolition de l'esclavage. Il a fallu attendre 1934 pour que le parti démocrate présente ses premiers candidats noirs.
De 1936 à 1966, au moins 2 800 Noirs sont assassinés dans des lynchages. L’État de Caroline du Nord a instauré entre 1929 et 1974 un programme de stérilisation forcée visant les Noirs. Quelque 7 600 personnes, y compris des enfants, en ont été victimes.
Pendant la Grande Dépression des années 1930, les Afro-Américains sont particulièrement touchés par le chômage et la pauvreté. Si le New Deal lancé par le président Franklin Delano Roosevelt ne prévoyait aucune disposition particulière à leur égard, les Noirs américains profitèrent des différents programmes et des aides fédérales : ils bénéficièrent par exemple d'un tiers des aides au logement. C'est à partir de cette époque qu'ils changent leur appartenance politique, se tournant davantage vers le parti de Roosevelt, le parti démocrate.
La situation des Afro-Américains s'améliore lentement : leur intégration sociale progresse grâce à l'armée pendant la Seconde Guerre mondiale (700 000 Noirs dans l'Armée en 1944). Le conflit contre les forces de l'Axe a plutôt tendance à souder la nation, même si des émeutes raciales éclatent en 1943. Roosevelt prend des mesures pour limiter les discriminations dans l'administration fédérale (Executive Order 8802). En 1942, le Congress of Racial Equality est fondé pour lutter contre la discrimination dans les bâtiments publics du Nord du pays.
La Grande migration commencée dans l'Entre-deux-guerres se poursuit : plusieurs milliers de Noirs quittent le Sud pour travailler dans les métropoles californiennes. En menaçant en 1941 d'organiser une grande marche de protestation sur la capitale, des dirigeants syndicaux dont Asa Philip Randolph obtiennent du gouvernement un début de déségrégation dans les usines du Nord.
Les premières mesures contre la ségrégation sont prises dans les États du Sud après la Seconde Guerre mondiale, compte tenu de l'effort de guerre soutenu par les Afro-américains dans l'armée du pays. En 1949, l'armée entre dans une phase de déségrégation totale. Grâce aux efforts de l'avocat afro-américain Thurgood Marshall et du NAACP, la ségrégation scolaire est déclarée inconstitutionnelle par la Cour suprême des États-Unis en 1954 (arrêt Brown v. Board of Education). Les autres lois Jim Crow ont été abolies par le Civil Rights Act de 1964 et le Voting Rights Act. Les mariages entre personnes noires et blanches ont été légalisés dans l'ensemble des États-Unis en 1967 par une décision de la Cour suprême.
Les années 1960 sont marquées par la figure de Martin Luther King (1929-1968) qui organisa et dirigea des marches pour le droit de vote, l'emploi des minorités, et d'autres droits civiques élémentaires pour les Afro-américains. Il est surtout connu pour son discours « I have a dream » (J'ai un rêve), prononcé le 28 août 1963 devant le Lincoln Memorial à Washington durant la marche pour l'emploi et la liberté. Il rencontre John F. Kennedy qui lui apporte son soutien pour la lutte contre la discrimination raciale. Martin Luther King et le mouvement des droits civiques ne sont pourtant pas appréciés de l'opinion publique et la marche est rejetée par les deux tiers des Américains. D'après les sondages effectués par The New York Times en 1964, les New-Yorkais voient en Martin Luther King un « extrémiste » et jugent « excessives » les revendications de droits civiques.
En 1963, 59 % des personnes blanches se déclarent favorables à l’interdiction des mariages interraciaux, 55 % refusent de vivre à côté de personnes noires, et 90 % s'opposent à ce que leur fille sorte avec l’une d’elles. En 1966, les électeurs de Californie obtiennent par référendum l’annulation de dispositions favorables à la mixité raciale du logement.
La déségrégation prend une tournure violente avec de nombreux assassinats, des émeutes dans certaines villes et dans les ghettos : entre 1965 et 1968, les violences font 250 morts et 8 000 blessés dans tout le pays. En 1968, un rapport de la commission Kerner s'intéresse aux causes de ces violences et représente le point de départ de la politique de discrimination positive.

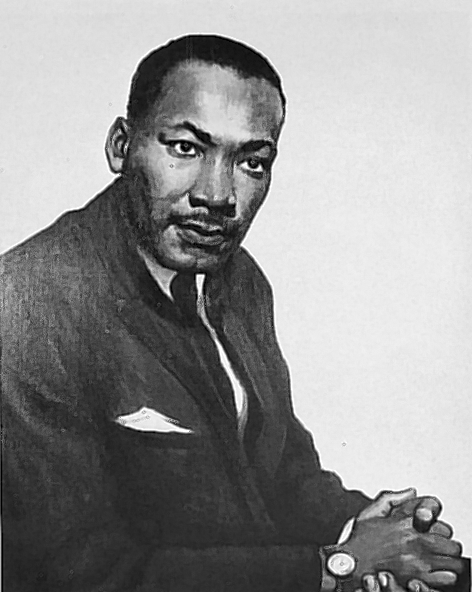
Martin Luther King.
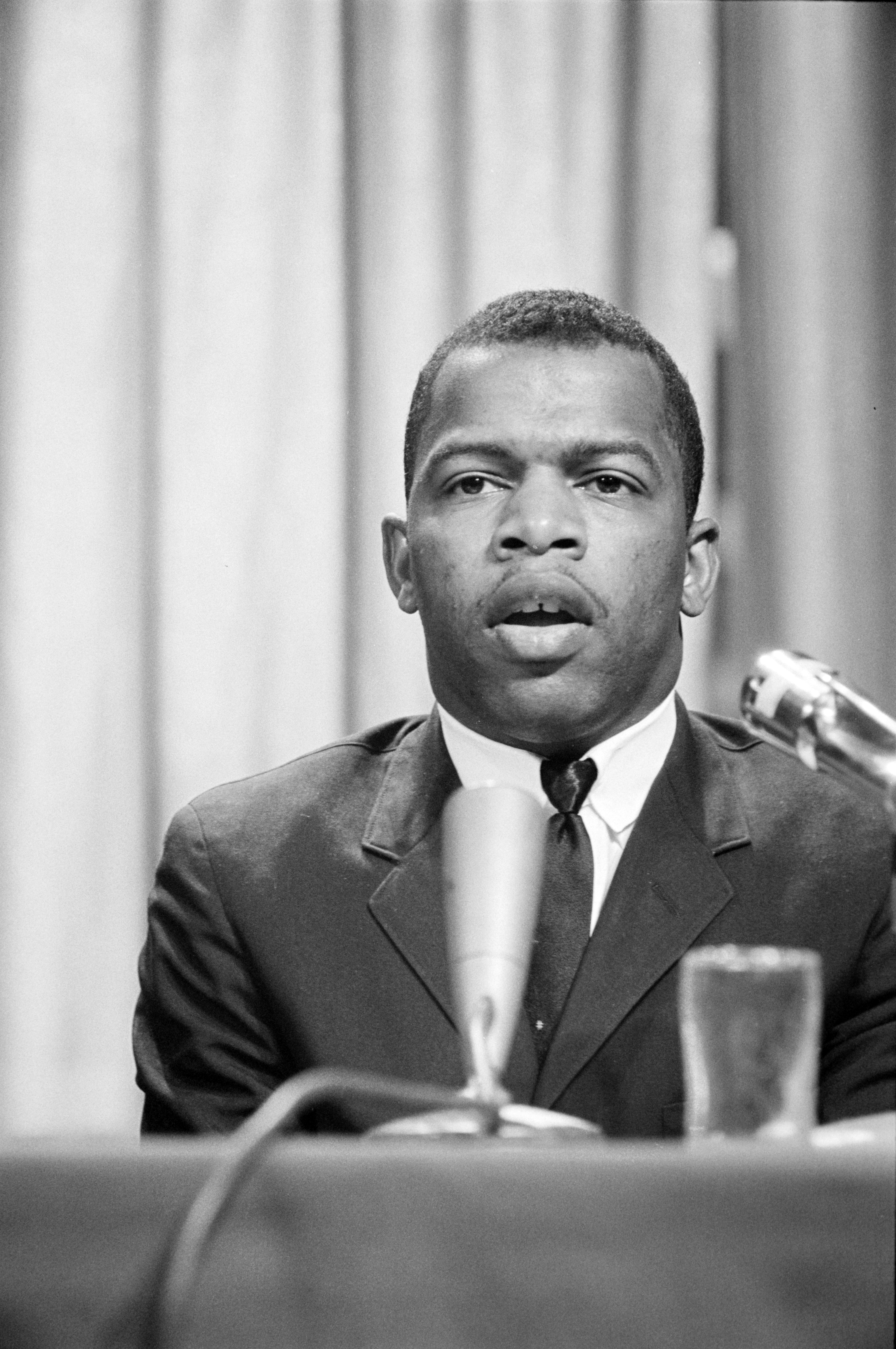
John Lewis.
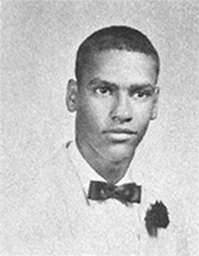
Huey P. Newton.
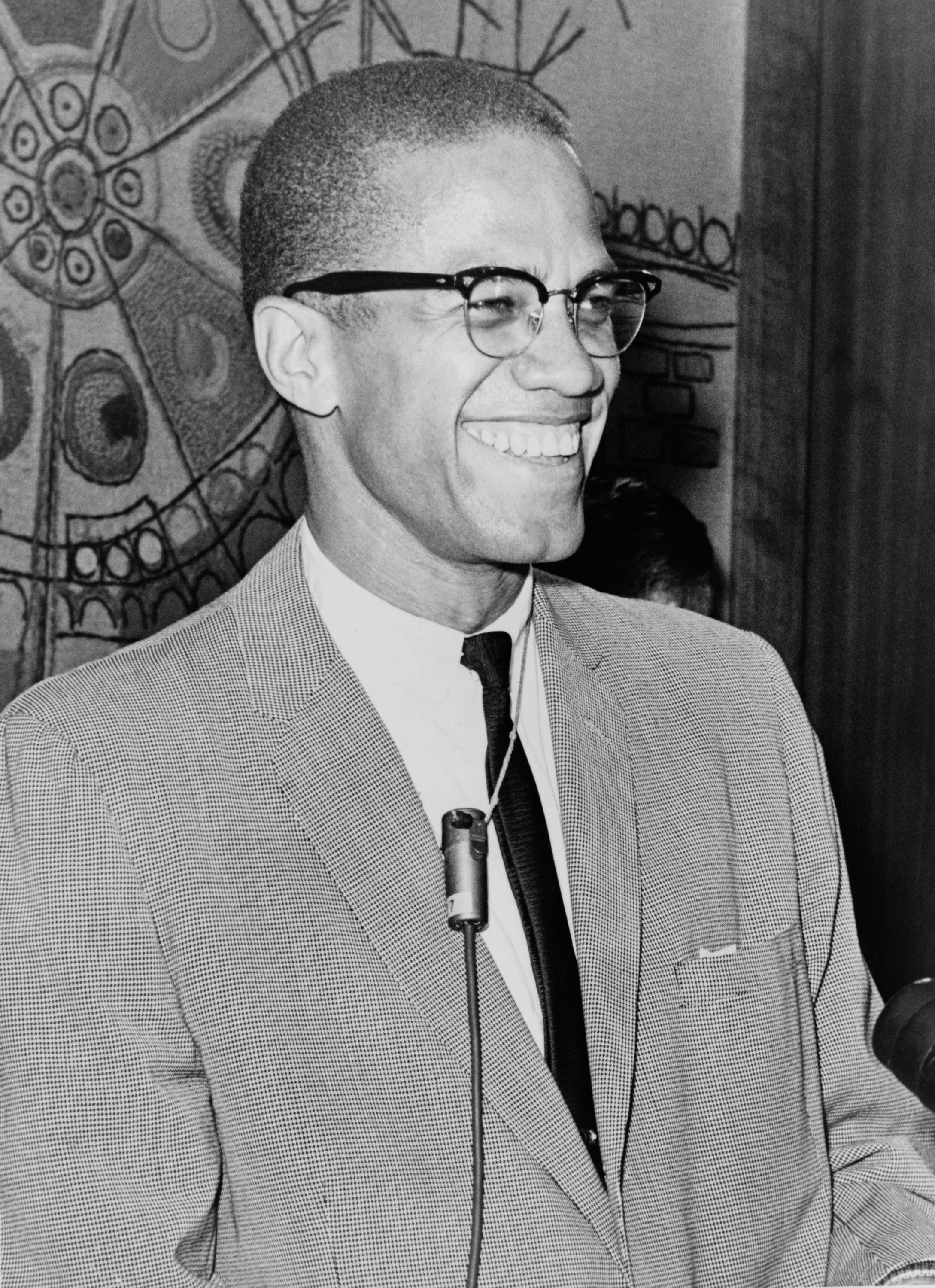
Malcolm X.
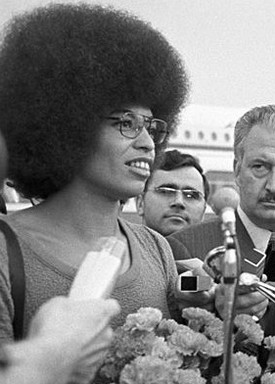
Angela Davis.
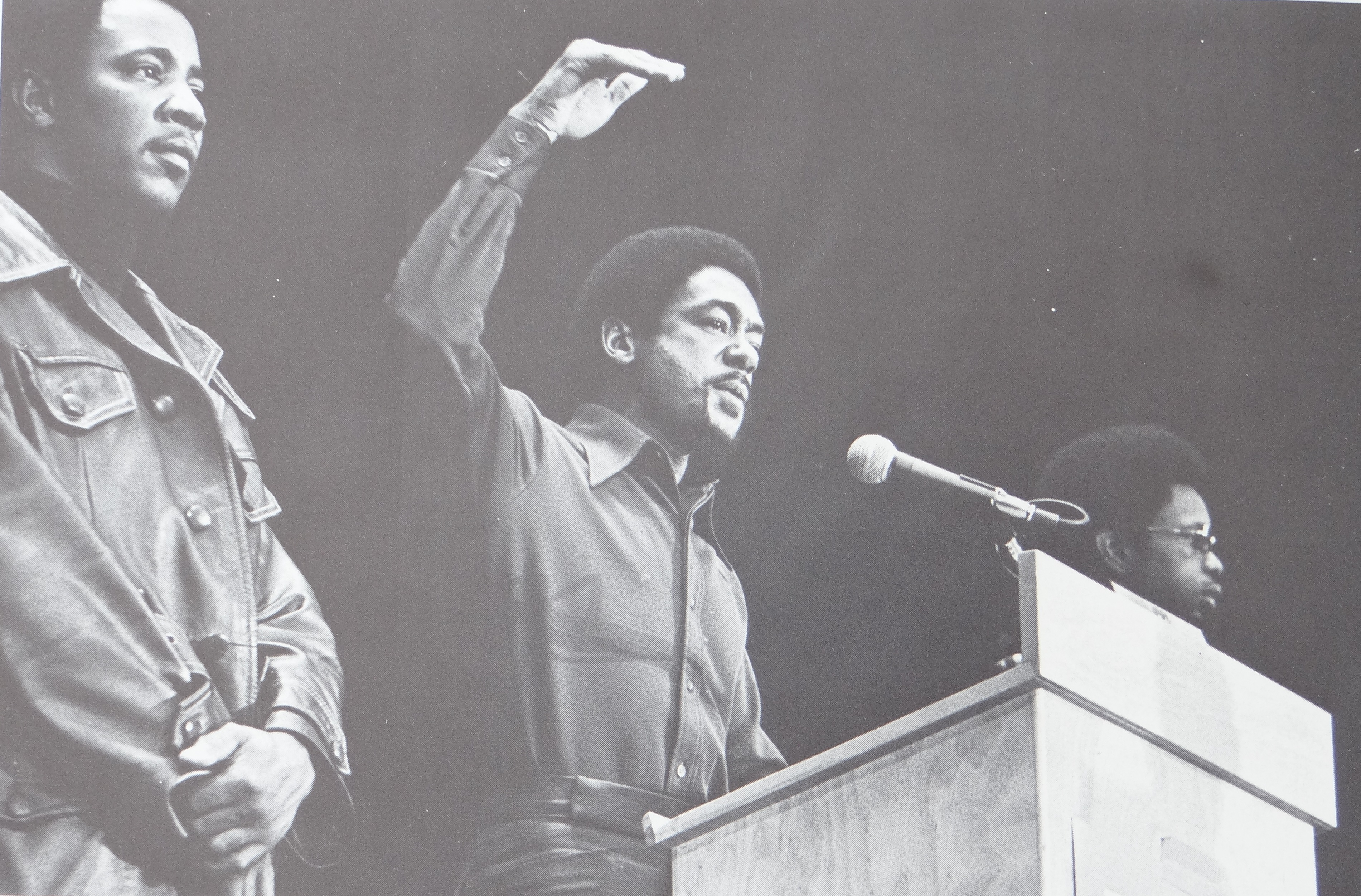
Bobby Seale.

### Époque contemporaine
Le Black Panther Party (BPP) est fondé en 1966. Dès 1967, le FBI réoriente le programme COINTELPRO en direction des mouvements noirs et notamment les Blacks Panthers. Dans une note interne, le FBI définit son objectif comme étant de « démasquer, briser, fourvoyer, discréditer, ou au moins neutraliser les activités des organisations nationalistes noires qui prêchent la haine ». Outre les méthodes de répression classiques (filatures, écoutes téléphoniques, lettres anonymes, agents doubles, etc.), le FBI se livre à la propagation de fausses nouvelles et réalise des assassinats. Pour la seule année 1970, trente-huit militants sont tués lors de raids organisés contre les bureaux du BPP. Le 4 décembre 1969, le leader des Panthères de Chicago, Fred Hampton, est exécuté dans son lit par un agent du FBI infiltré.
En 1973, Bobby Seale se présente pour le BPP à la mairie d'Oakland (Californie), se concentrant sur les services sociaux et la politisation de la communauté noire. Il obtient 19,26 % des voix et est qualifié pour le second tour, où il échoue cependant.
L’acquittement d’un policier filmé en train de matraquer un automobiliste noir déclenche les émeutes de 1992 à Los Angeles, qui aboutissent à une cinquantaine de morts et 10 000 arrestations.
Les Noirs sont 2,8 fois plus concernés par le risque d'être tués par la police que les Blancs alors qu'il leur arrive plus souvent de n'être pas armés au moment de l'interpellation. Le mouvement Black Lives Matter se forme en 2013 pour protester contre les violences et les discriminations de la part des forces de l'ordre dont les Noirs sont victimes. La justice a également tendance à être plus sévère avec les Afro-américains.
En 2018, le National Memorial for Peace and Justice, un mémorial pour les victimes de lynchages afro-américaines est ouvert dans la ville de Montgomery (Alabama).

## Discrimination positive
Le premier à utiliser l'expression Affirmative action est le président américain John Fitzgerald Kennedy ; elle fut ensuite reprise par son successeur à la Maison-Blanche, Lyndon B. Johnson. Leur idée était que, malgré les lois en faveur de l'égalité, les Noirs resteraient en retard par rapport au reste de la population américaine. Le but était de faire en sorte que les Noirs soient davantage représentés dans les emplois qualifiés, les universités, les médias, etc. Dès les années 1960, des emplois préférentiels sont mis en place. Mais il ne s'agit en aucun cas d'une politique de quotas : en 2003, la Cour Suprême a condamné le principe des quotas comme étant contraire à l'égalité devant la loi et à la libre concurrence. Les résultats sont jugés convaincants aux États-Unis : en 1960, 13 % des Afro-Américains appartenaient aux classes moyennes, ils sont 66 % en 2000. Le nombre de Noirs appartenant à la classe moyenne a été multiplié par quatre et le nombre de Noirs pauvres a diminué de moitié. Les disparités ethniques sont d'ailleurs beaucoup plus fortes en Amérique latine qui a pourtant une réputation de métissage.

## Représentation politique
Les premiers élus noirs apparaissent pendant la période dite de la Reconstruction, juste après la guerre de Sécession, avec entre autres deux élus afro-américains au Sénat des États-Unis : Hiram Rhodes Revels et Blanche Bruce, tous deux élus du Mississippi. Mais la reprise en main des États sudistes par les démocrates conservateurs (les redeemers), le compromis de 1877 et la fin de l'occupation militaire, les violences, les intimidations pour dissuader les Noirs de voter et les fraudes électorales marquent la fin de cette période. L'instauration des lois Jim Crow met fin à toute représentation politique des Noirs du Sud pendant près de trois-quarts de siècle : aucun Noir ne siège au Congrès pour un État du Deep South de 1897 (fin du mandat de George Washington Murray) à 1973 (début du mandat d'Andrew Young) et pour un État du Sud en général de 1901 (fin du mandat de George Henry White (en)) à 1971 (début du mandat de Parren Mitchell). Durant cette période, des Noirs sont cependant élus par des État du Nord, du Midwest et de l'Ouest.
Nadia Mohamed devient mairesse élue de Saint Louis Park dans le Minnesota. Cette élection fait d'elle la première maire noire de la ville en 170 ans, la première maire américaine d'origine somalienne du Minnesota, la première maire musulmane de la ville et la deuxième maire somalienne connue de l'histoire des États-Unis.

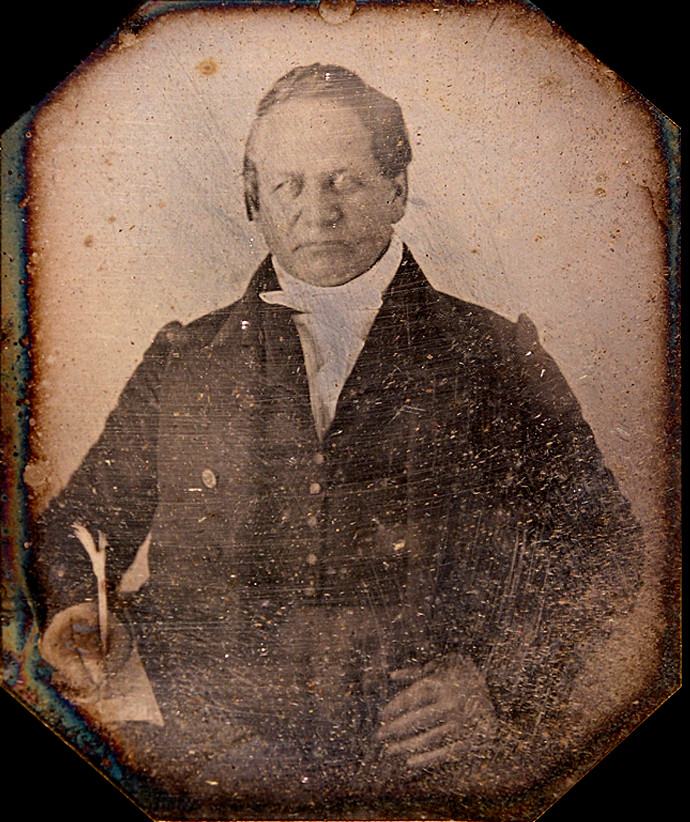
Alexander Twilight (en), premier Afro-Américain à siéger dans une législature d'État (1836-1857).
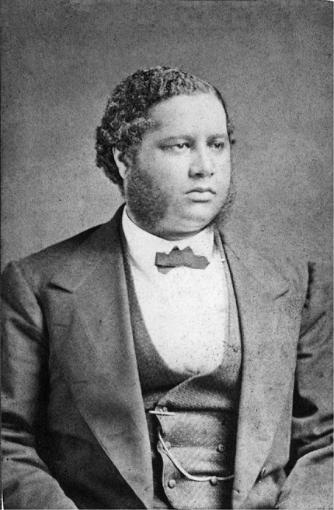
Francis Lewis Cardozo, premier Afro-Américain secrétaire (1868-1872) et trésorier d'un État (1872-1877).
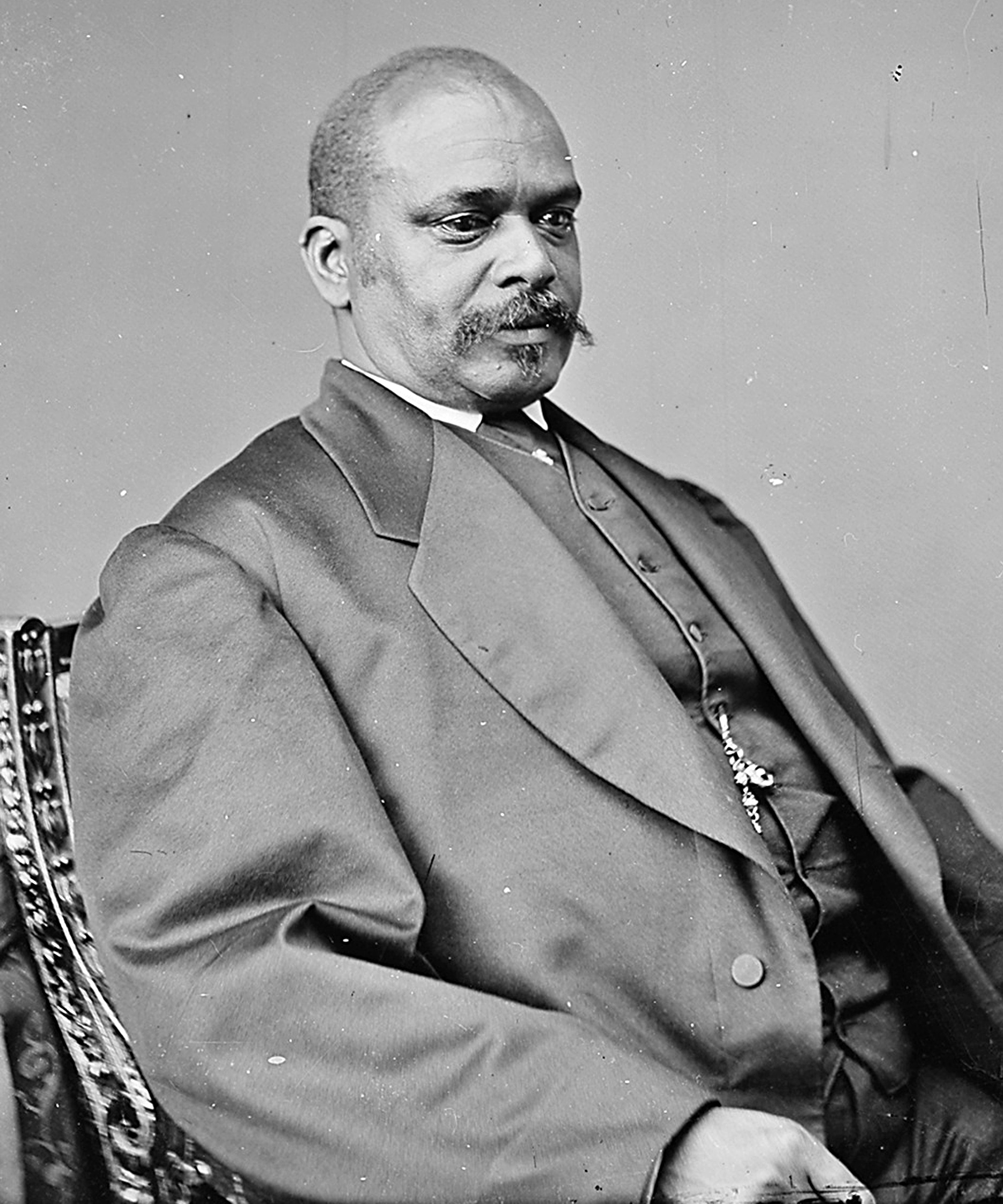
Oscar Dunn (en), premier Afro-Américain lieutenant-gouverneur d'un État (1868-1871).
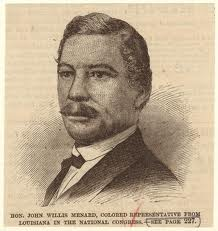
John Willis Menard, premier Afro-Américain élu au Congrès en 1868.
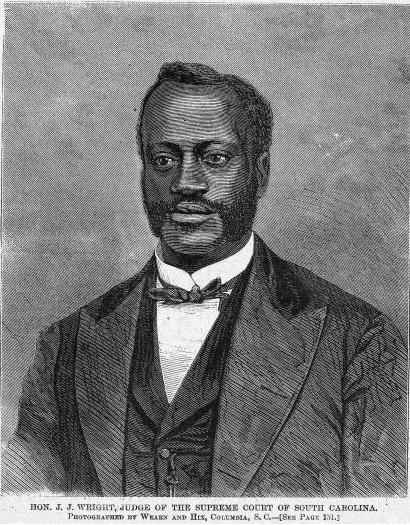
Jonathan Jasper Wright (en), premier Afro-Américain juge à la Cour suprême d'un État (1870-1877).
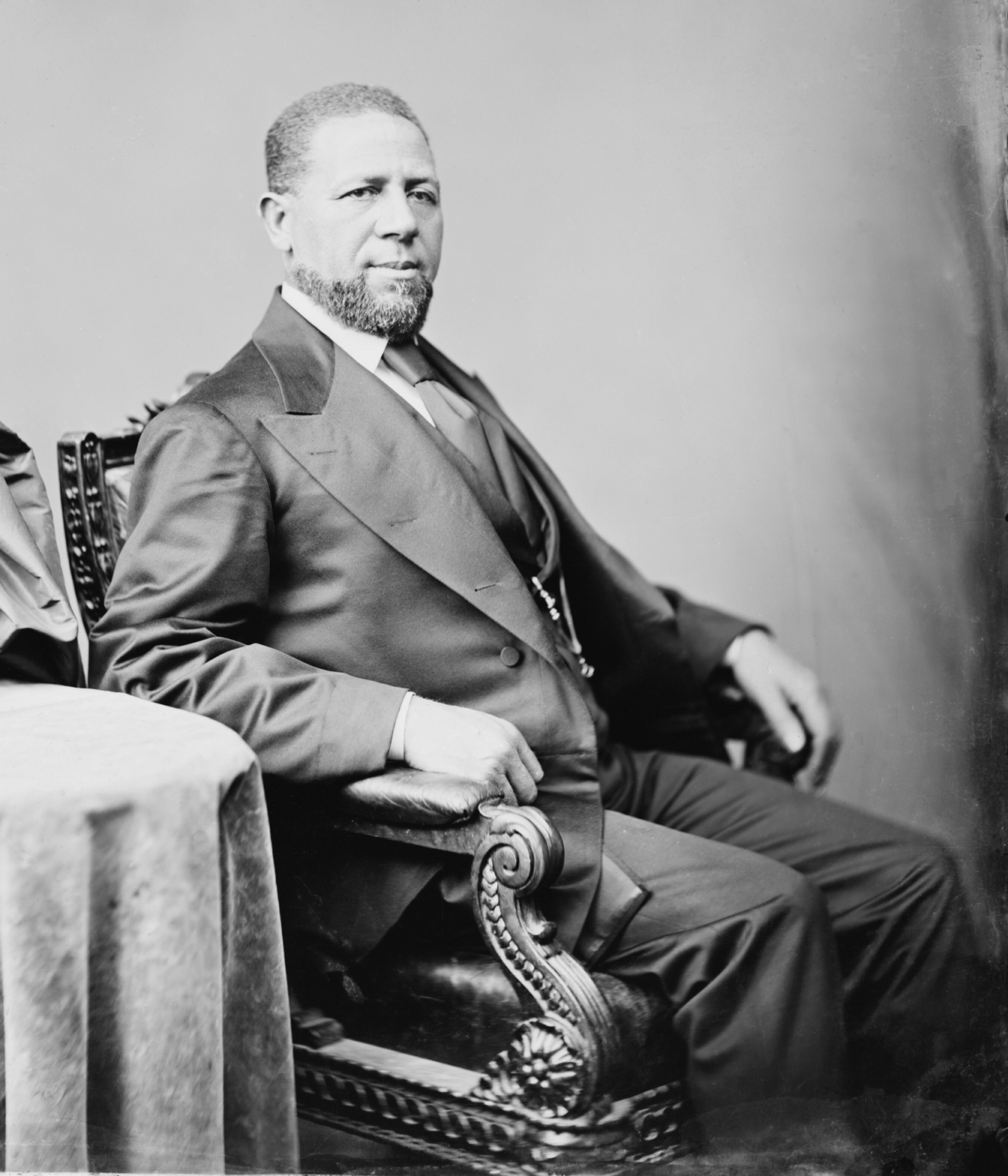
Hiram Rhodes Revels, premier Afro-Américain élu au Sénat et à siéger au Congrès en 1870.
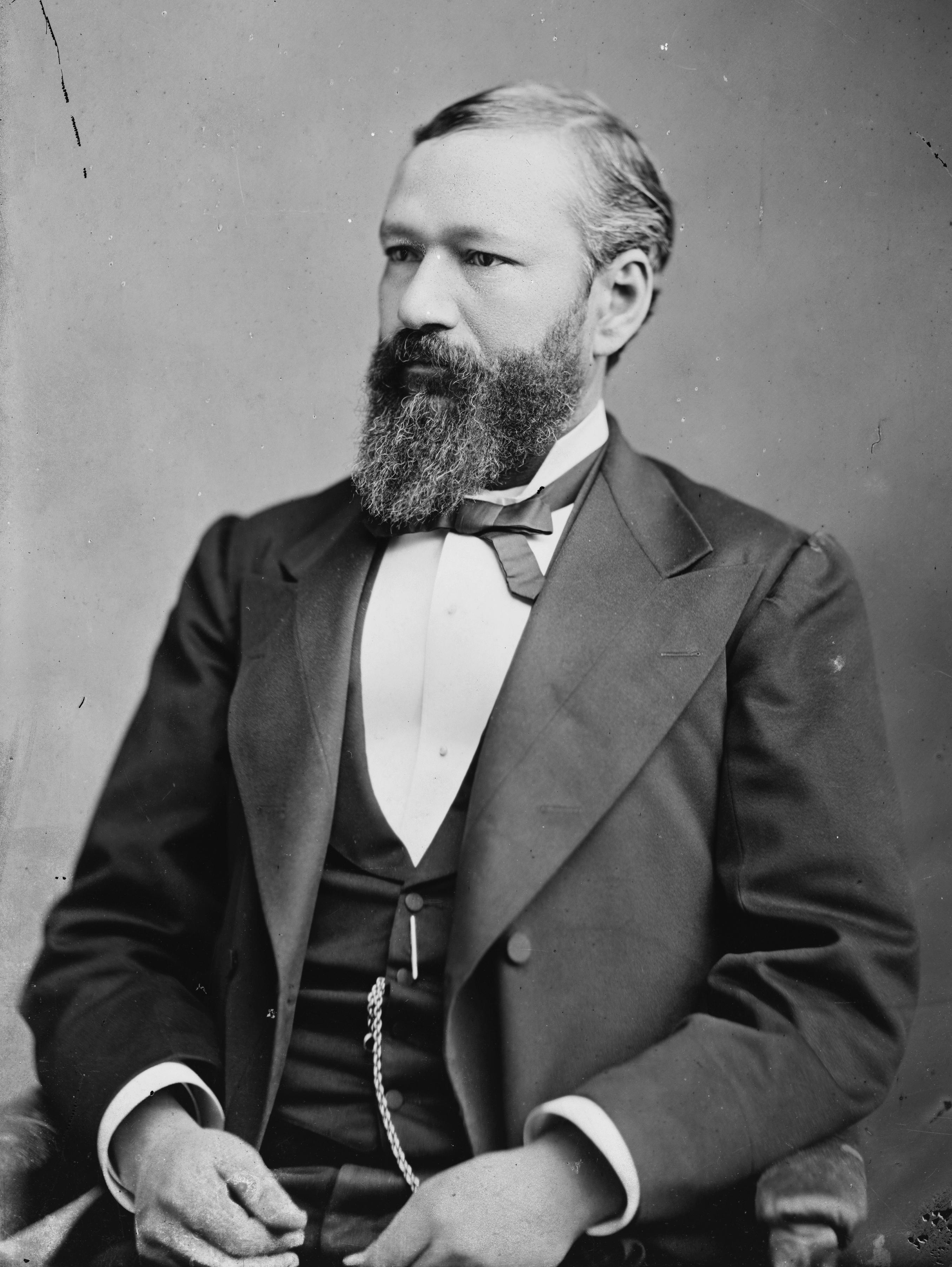
Pinckney Benton Stewart Pinchback, premier Afro-Américain gouverneur d'un État (1872-1873).
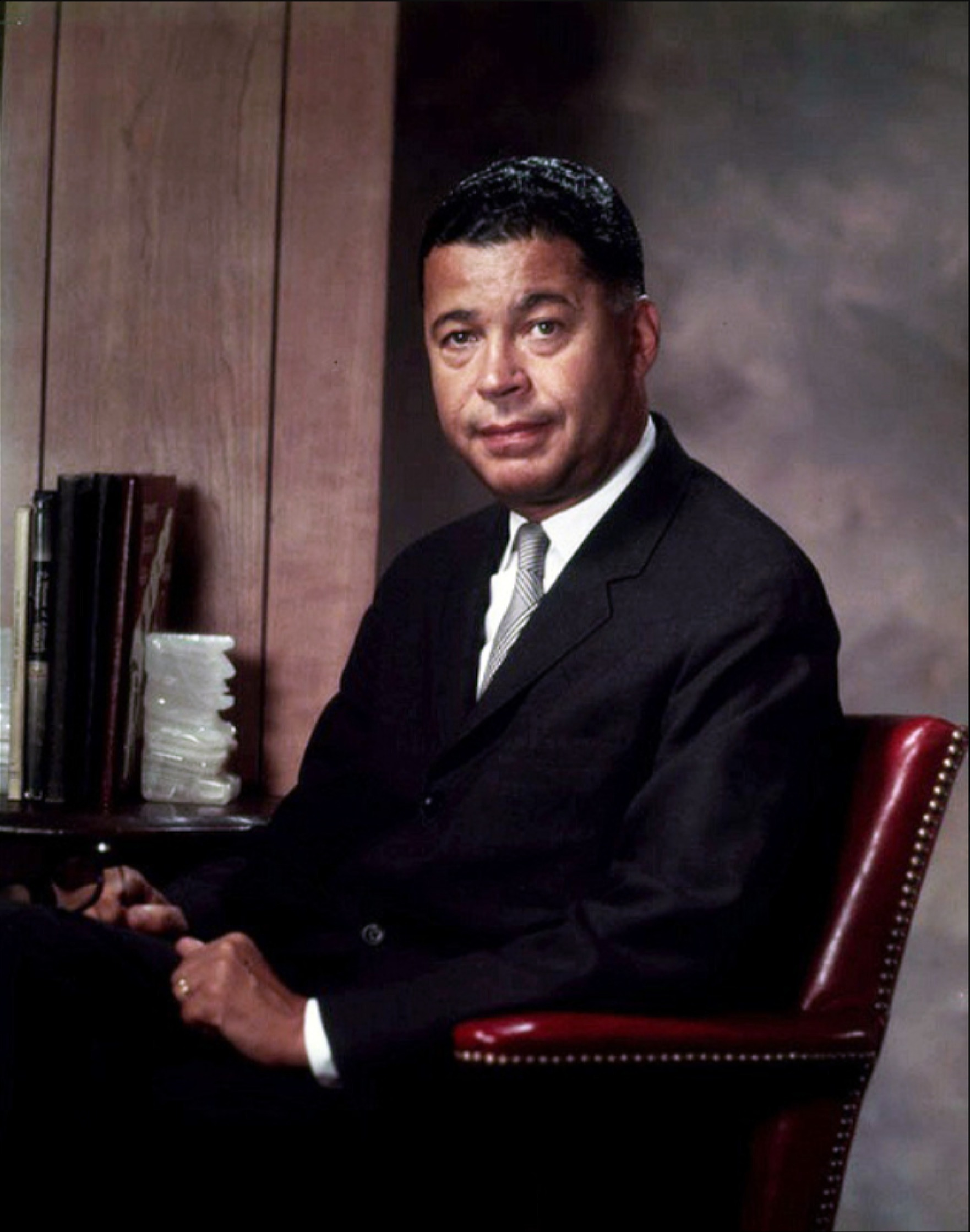
Edward Brooke, premier Afro-Américain procureur général d'un État (1963-1967).
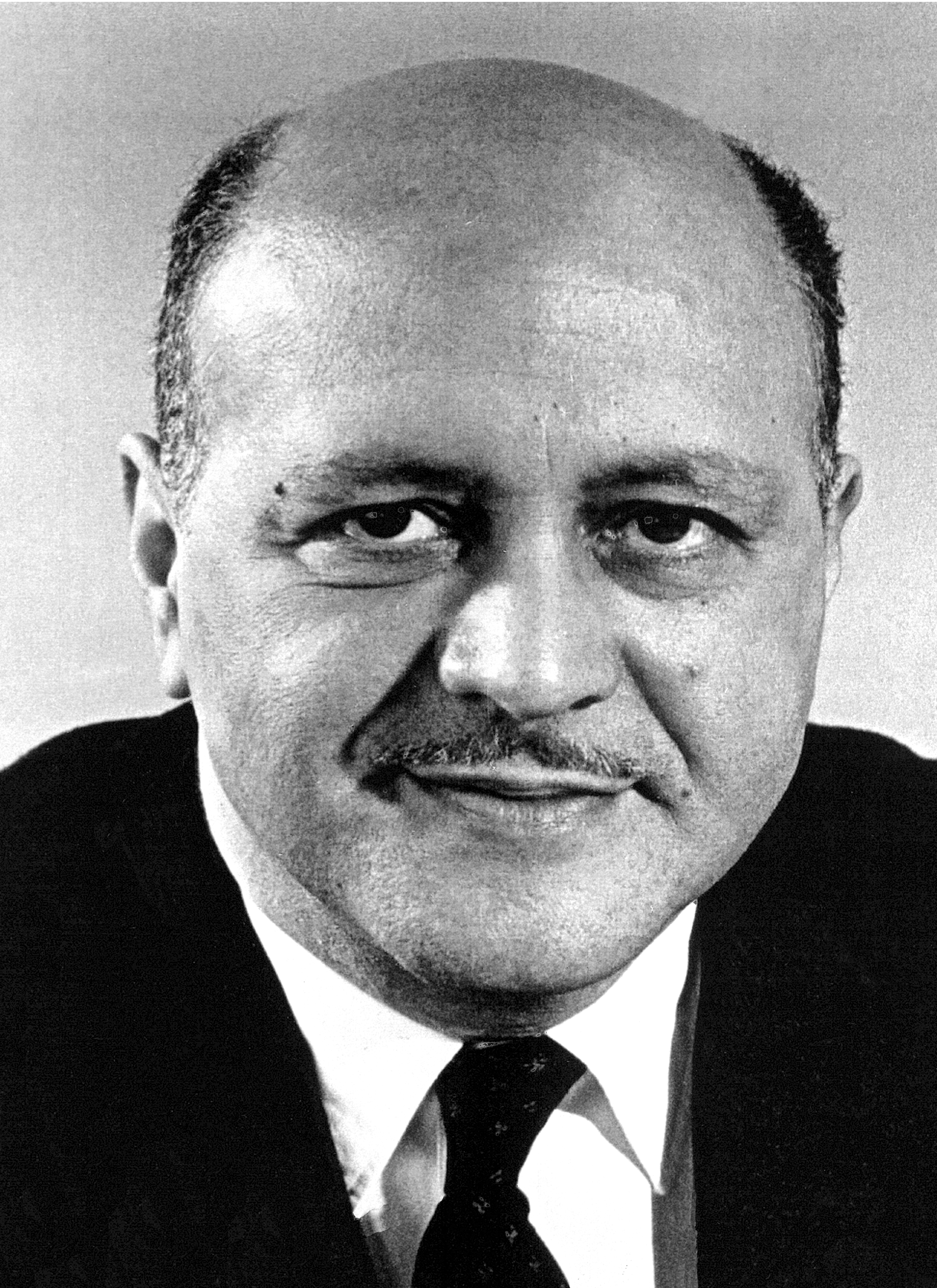
Robert C. Weaver, premier Afro-Américain membre d'un cabinet présidentiel (1966-1968).
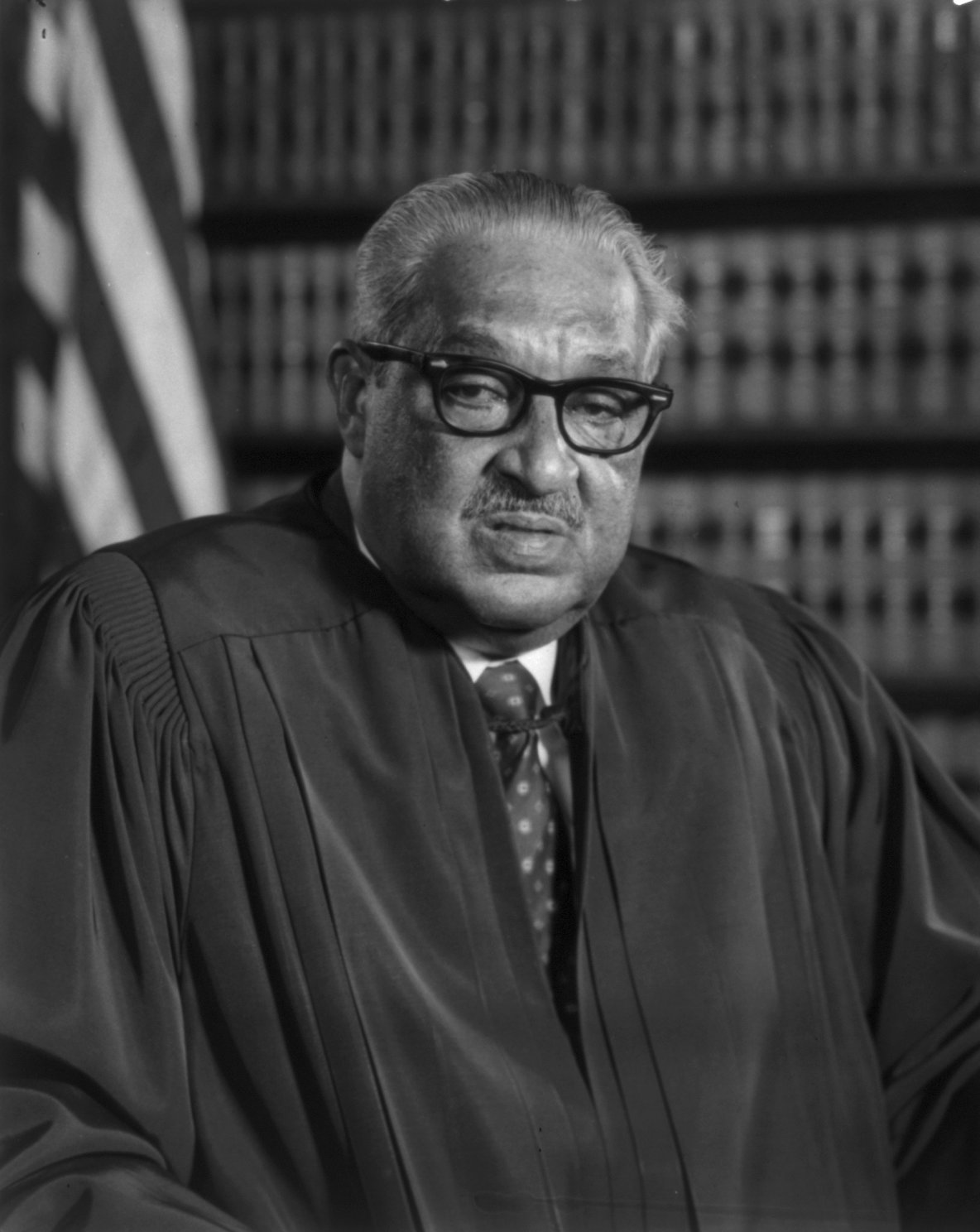
Thurgood Marshall, premier Afro-Américain juge à la Cour suprême des États-Unis (1967-1991).
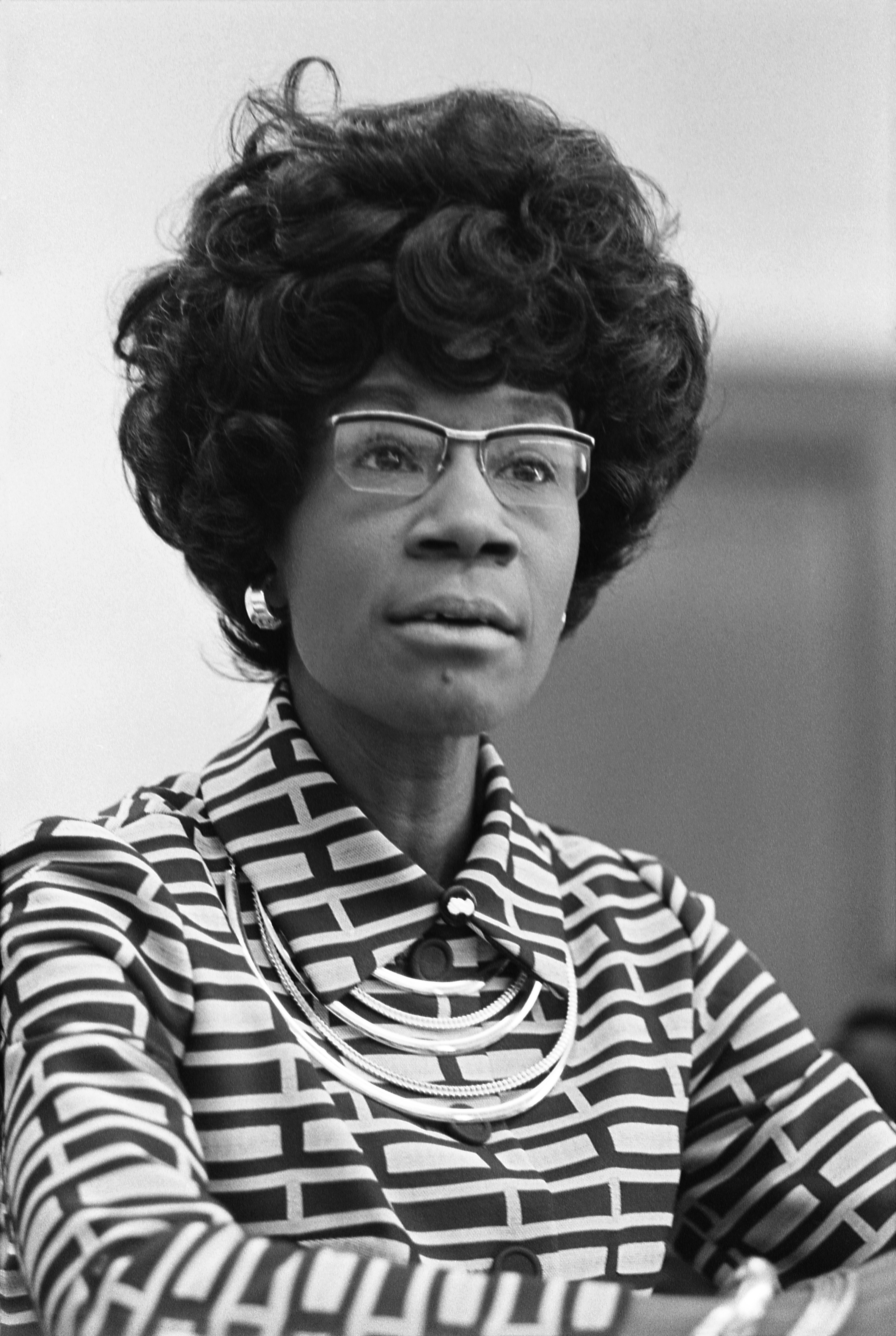
Shirley Chisholm, première Afro-Américaine à siéger au Congrès (1969-1983).
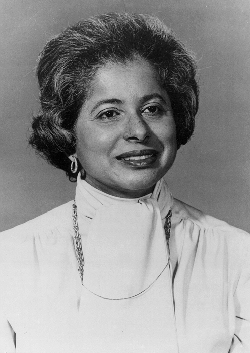
Patricia Roberts Harris, première Afro-Américaine membre d'un cabinet présidentiel (1979-1981).
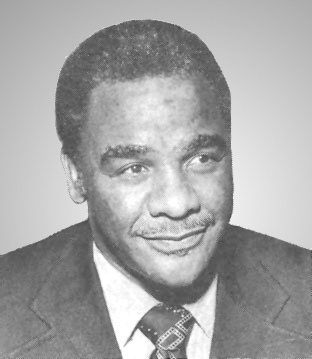
Harold Washington, premier Afro-Américain maire de Chicago (1980-1993).
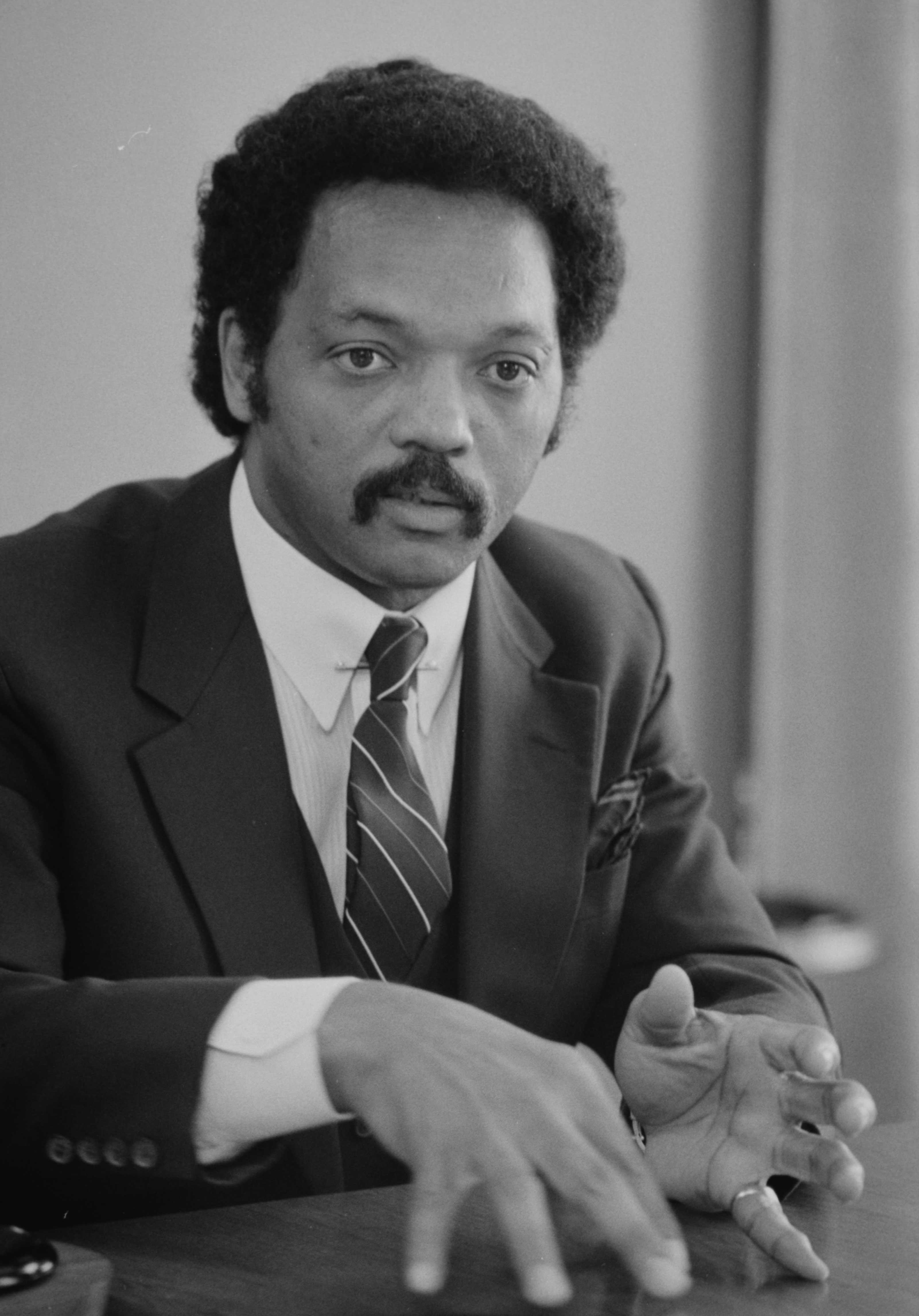
Jesse Jackson, premier Afro-Américain en mesure de remporter la primaire présidentielle d'un grand parti en 1988.
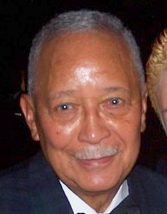
David Dinkins, premier Afro-Américain maire de New York (1990-1993).
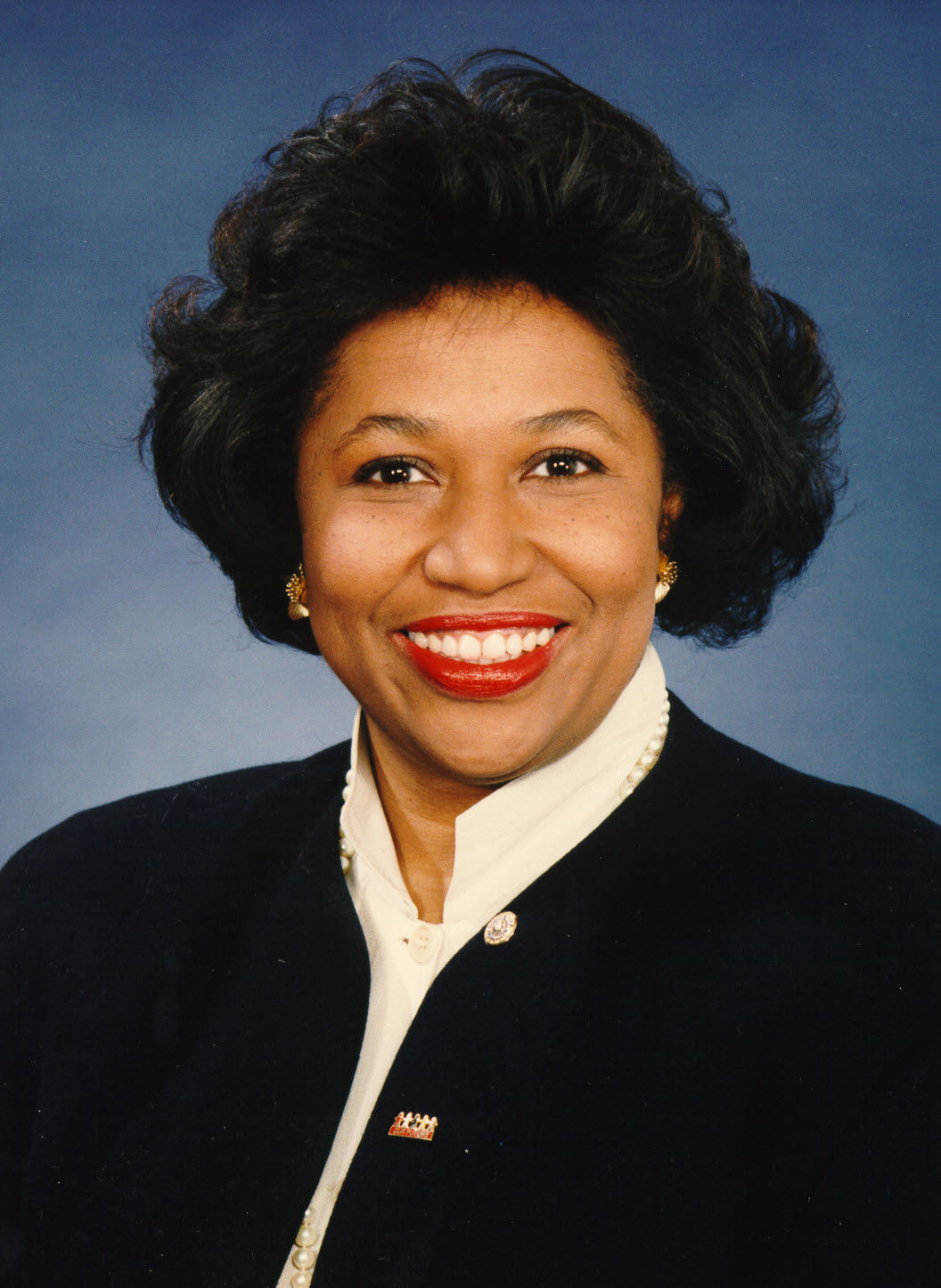
Carol Moseley-Braun, première Afro-Américaine à siéger au Sénat (1993-1999).
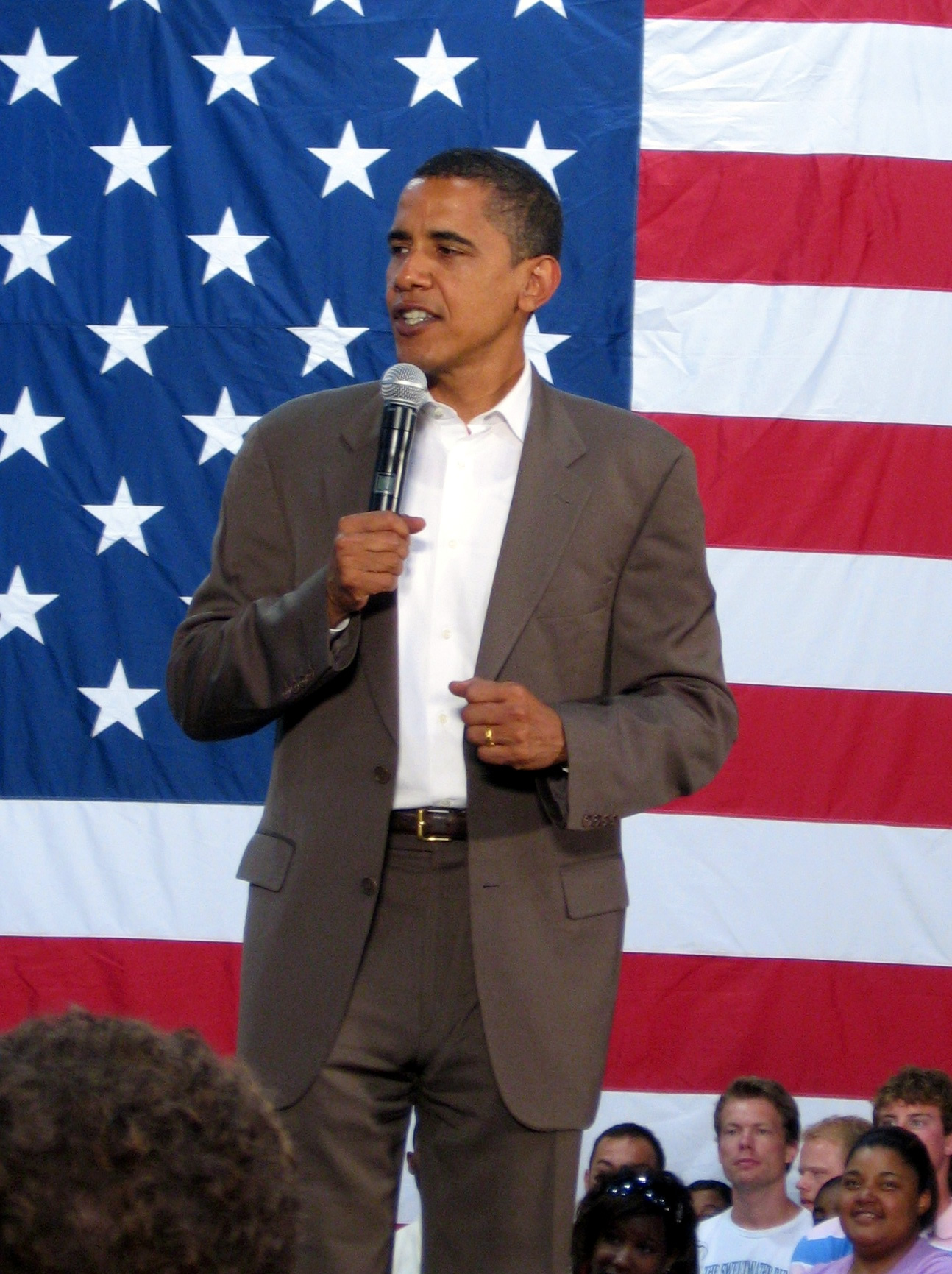
Barack Obama, premier Afro-Américain président des États-Unis (2009-2017).
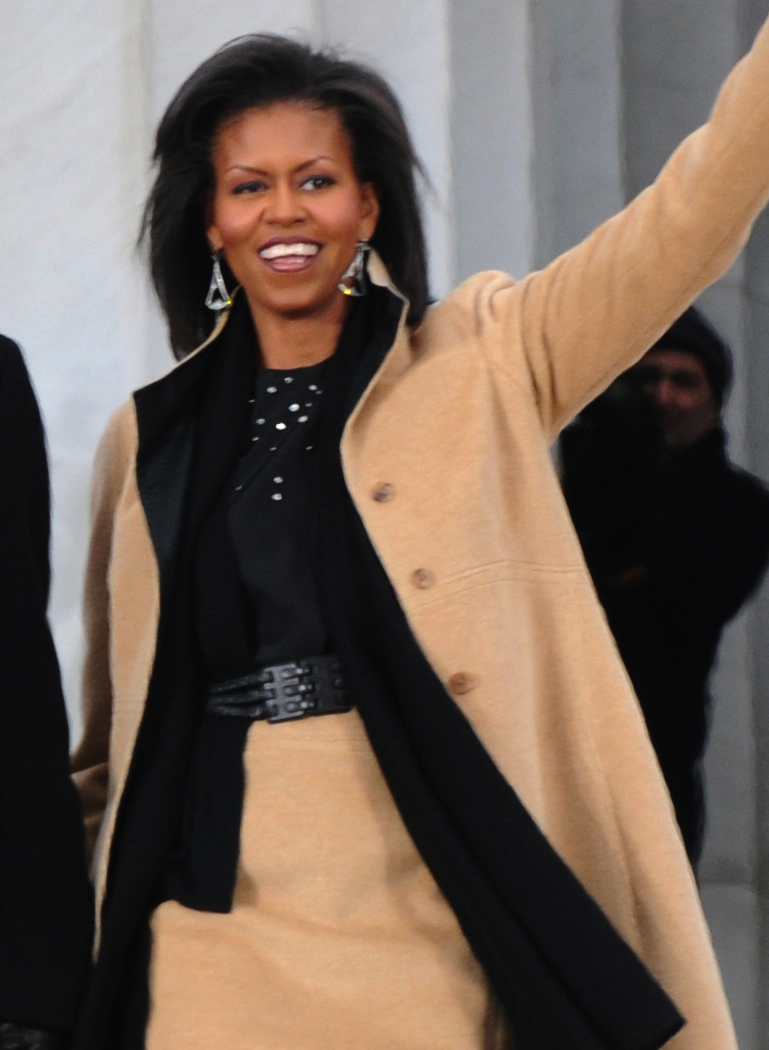
Michelle Obama, première Afro-Américaine première dame (2009-2017).
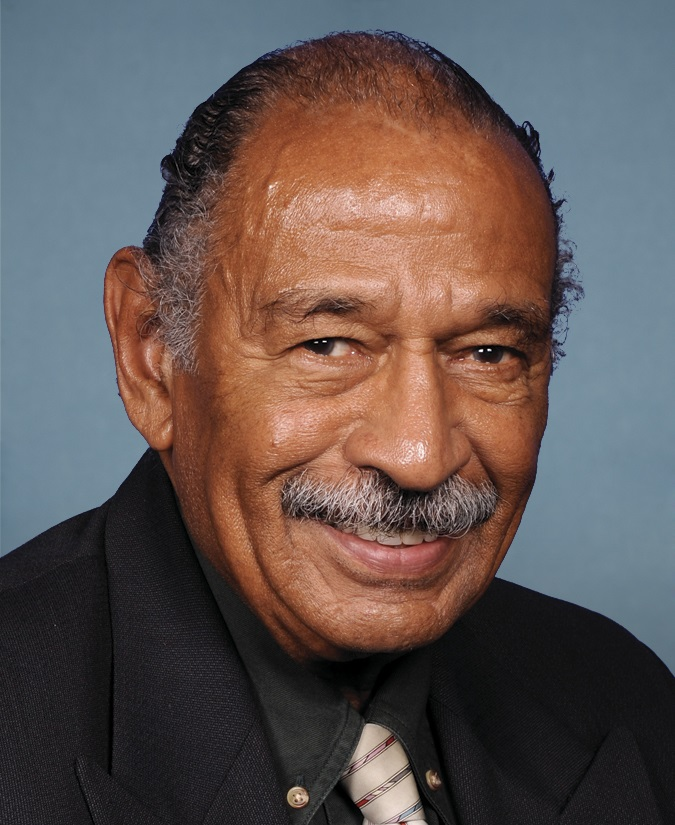
John Conyers, Afro-Américain ayant siégé le plus longtemps au Congrès (1965-2017).
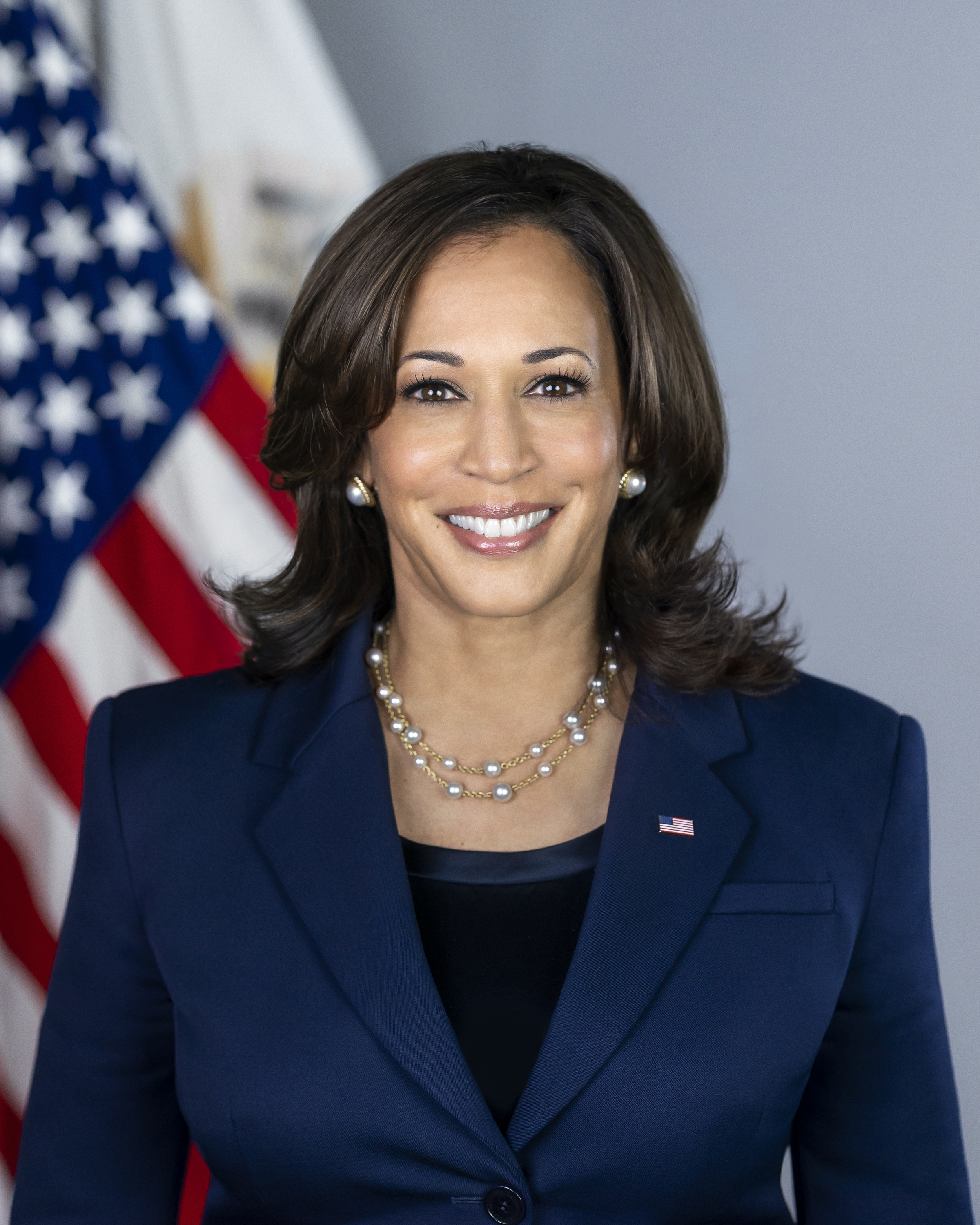
Kamala Harris, première Afro-Américaine vice-présidente des États-Unis (2021-2025).

| Année | Afro-Américains | Afro-Américains | Afro-Américains | National      | National        | National   |
| Année | Démocrate (%)   | Républicain (%) | Autres (%)      | Démocrate (%) | Républicain (%) | Autres (%) |
| ----- | --------------- | --------------- | --------------- | ------------- | --------------- | ---------- |
| 1976  | 83              | 17              | 0               | 50            | 48              | 2          |
| 1980  | 83              | 14              | 3               | 41            | 51              | 8          |
| 1984  | 91              | 9               | 0               | 41            | 59              | 0          |
| 1988  | 89              | 11              | 0               | 46            | 53              | 1          |
| 1992  | 83              | 10              | 7               | 43            | 37              | 19         |
| 1996  | 84              | 12              | 4               | 49            | 41              | 9          |
| 2000  | 90              | 10              | 0               | 48            | 48              | 2          |
| 2004  | 88              | 11              | 1               | 48            | 51              | 1          |
| 2008  | 95              | 4               | 1               | 53            | 45              | 2          |
| 2012  | 93              | 6               | 1               | 51            | 47              | 2          |
| 2016  | 89              | 8               | 3               | 48            | 46              | 6          |
| 2020  | 92              | 8               | 0               | 51            | 47              | 2          |

## Démographie

### Évolution de la population
- - de 2 %
- de 2 à 5 %
- de 5 à 10 %
- de 10 à 15 %
- de 15 à 20 %
- de 20 à 25 %
- de 25 à 30 %
- de 30 à 35 %
- de 35 à 40 %

| Année | Seulement afro-américains | Seulement afro-américains | Métis afro-américains | Métis afro-américains | Esclavage | Esclavage | Esclavage | Esclavage |
| Année | Nombre                    | % de la population        | Nombre                | % de la population    | Esclaves  | Esclaves  | Libres    | Libres    |
| Année | Nombre                    | % de la population        | Nombre                | % de la population    | Nombre    | %         | Nombre    | %         |
| ----- | ------------------------- | ------------------------- | --------------------- | --------------------- | --------- | --------- | --------- | --------- |
| 1790  | 757 208                   | 19,3                      |                       |                       | 697 681   | 92,1      | 59 727    | 7,9       |
| 1800  | 1 002 037                 | 18,9                      | 893 602               | 89,2                  | 108 435   | 10,8      |           |           |
| 1810  | 1 377 808                 | 19,0                      | 1 191 362             | 86,5                  | 186 446   | 13,5      |           |           |
| 1820  | 1 771 656                 | 18,4                      | 1 538 022             | 86,8                  | 233 634   | 13,2      |           |           |
| 1830  | 2 328 642                 | 18,1                      | 2 009 043             | 86,3                  | 319 599   | 13,7      |           |           |
| 1840  | 2 873 648                 | 16,8                      | 2 487 355             | 86,6                  | 386 293   | 13,4      |           |           |
| 1850  | 3 638 808                 | 15,7                      | 3 204 313             | 88,1                  | 434 495   | 11,9      |           |           |
| 1860  | 4 441 830                 | 14,1                      | 3 953 760             | 89,0                  | 488 070   | 11,0      |           |           |
| 1870  | 4 880 009                 | 12,7                      |                       |                       |           |           |           |           |
| 1880  | 6 580 793                 | 13,1                      |                       |                       |           |           |           |           |
| 1890  | 7 488 788                 | 11,9                      |                       |                       |           |           |           |           |
| 1900  | 8 833 994                 | 11,6                      |                       |                       |           |           |           |           |
| 1910  | 9 827 763                 | 10,7                      |                       |                       |           |           |           |           |
| 1920  | 10 463 131                | 9,9                       |                       |                       |           |           |           |           |
| 1930  | 11 891 143                | 9,7                       |                       |                       |           |           |           |           |
| 1940  | 12 865 518                | 9,8                       |                       |                       |           |           |           |           |
| 1950  | 15 042 286                | 10,0                      |                       |                       |           |           |           |           |
| 1960  | 18 871 831                | 10,5                      |                       |                       |           |           |           |           |
| 1970  | 22 580 289                | 11,1                      |                       |                       |           |           |           |           |
| 1980  | 26 495 025                | 11,7                      |                       |                       |           |           |           |           |
| 1990  | 29 986 060                | 12,1                      |                       |                       |           |           |           |           |
| 2000  | 34 658 190                | 12,3                      | 1 761 244             | 0,6                   |           |           |           |           |
| 2010  | 38 929 319                | 12,6                      | 3 091 424             | 1,0                   |           |           |           |           |
| 2020  | 46 936 733                | 12,4                      | 5 832 533             | 1,8                   |           |           |           |           |

Pourcentage d'Afro-Américains par État en 2010 :
- de 2 %
de 2 à 5 %
de 5 à 10 %
de 10 à 15 %
de 15 à 20 %
de 20 à 25 %
de 25 à 30 %
de 30 à 35 %
de 35 à 40 %

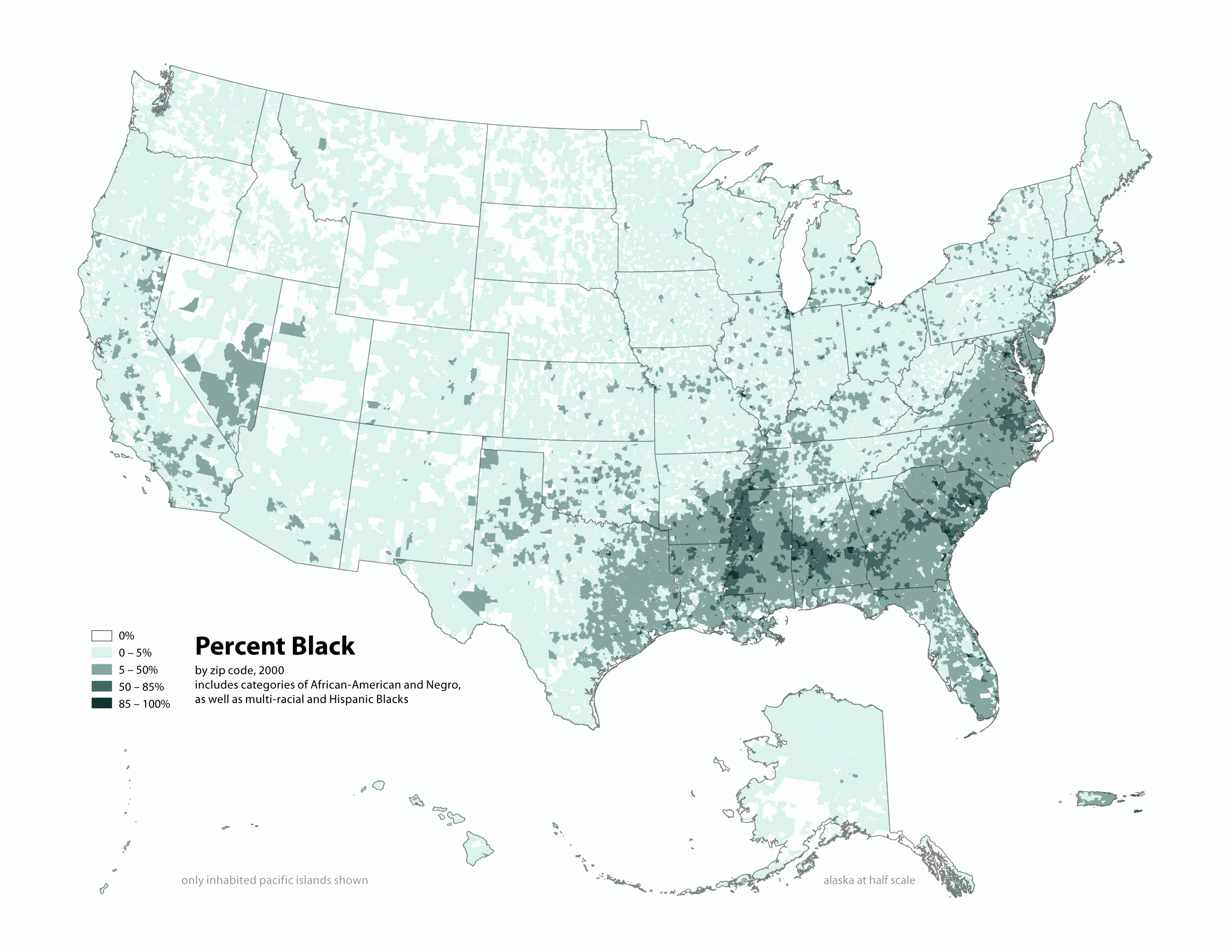
Pourcentage d'Afro-Américains par comté en 2000.

Le recensement de la population n'est pas obligatoire aux États-Unis. La mention de la « race » est basée, depuis 1960, sur le principe de l'auto-identification. D'ailleurs, la « race » n'est indiquée sur aucun document d'identité (permis de conduire, carte de sécurité sociale ou passeport). Il est également possible de choisir plusieurs « race » pour représenter son métissage depuis le recensement 2000.
Ceux dont les ancêtres ont été amenés en qualité d’esclaves d’Afrique aux Caraïbes ou en Amérique latine, mais qui sont venus aux États-Unis en personnes libres, se classent eux-mêmes dans la catégorie Afro-américains ou dans une autre catégorie qui peut être latino-américain, haïtiano-américain ou caribéen-américain.
Selon l'estimation officielle de 2005, environ 39,9 millions d'Afro-Américains vivent aux États-Unis soit 12,9 % de la population totale. 54,8 % résident dans les États du Sud, 17,6 % dans le Nord-Est, 18,7 % dans le Midwest et seulement 8,9 % dans les États de l'Ouest. 88 % vivent dans des aires urbaines. Avec plus de trois millions de résidents noirs, New York a la plus importante population noire urbaine des États-Unis. Parmi les villes de plus de 100 000 habitants, Gary dans l'Indiana a le plus fort pourcentage d'habitants noirs (84 %), suivi de peu par Détroit dans le Michigan (82 %). La Nouvelle-Orléans en Louisiane (67 %), Baltimore dans le Maryland (64 %), Atlanta en Géorgie (61 %) et Washington (60 %) sont aussi des centres importants de population noire.

### Langues
Selon l'American Community Survey pour la période 2013-2018, 91,06 % de la population afro-américaine âgée de plus de 5 ans déclare parler l'anglais à la maison, 2,8 % déclare parler l'espagnol, 1,82 % le créole haïtien, 0,83 % le français, 0,41 % l'amharique, 0,3 % le somali, 0,29 % le yoruba, 0,26 % une langue akan, 0,26 % le swahili, 0,22 l'arabe, 0,20 % l'igbo, 0,14 % le créole jamaïcain, 0,11 % le tigrigna, 0,10 % le portugais et 1,18 % une autre langue.

### Religions
| Religion                    | Afro-Américains | États-Unis |
| --------------------------- | --------------- | ---------- |
| Églises historiques noires  | 53              | 6,5        |
| Protestantisme évangélique  | 14              | 25,4       |
| Non affiliés                | 16              | 15,8       |
| Catholicisme                | 5               | 20,8       |
| Protestantisme traditionnel | 4               | 14,7       |
| Témoins de Jéhovah          | 2               | 0,8        |
| Islam                       | 2               | 0,9        |
| Agnosticisme                | 1               | 4,0        |
| Athéisme                    | 1               | 3,1        |
| Autres                      | 2               | 8,0        |

Selon le Pew Research Center, les Afro-Américains font preuve d'une plus forte religiosité que l'ensemble de la population, bien que celle-ci tende à diminuer, suivant la tendance générale aux États-Unis. Ainsi, la part d'entre eux à croire en Dieu passe de 97 % en 2007 à 93 % en 2014, contre 91 % en 2007 et 88 % en 2014 pour l'ensemble de la population). La part d'entre eux à considérer que la religion est « très importante » dans leur vie, bien que plus forte que la moyenne (75 % contre 53 % en 2014), tend elle aussi à diminuer (79 % pour les Afro-Américains et 56 % pour l'ensemble de la population). Enfin, tout en étant proportionnellement plus nombreux à assister au moins une fois par semaine à un service religieux et à prier quotidiennement (respectivement 47 % et 75 % contre 36 % et 55 % pour l’ensemble de la population). De plus 75 % d'entre eux déclarent prier quotidiennement, ces pratiques tendent elles aussi à diminuer puisque 53 % déclaraient assister au moins une fois par semaine à un service religieux en 2007 et 76 % affirmaient prier au moins une fois par jour.

### Métissage avec les populations européennes et amérindiennes
Des études génétiques montrent que la population afro-américaine présente en moyenne de 73,2 % à 82,1 % d'ascendance africaine subsaharienne, de 16,7 % à 24 % d'ascendance européenne[pas clair] et de 0,8 à 1,2 % d’ascendance amérindienne, avec de larges variations d'un individu à un autre,,.

### Inégalités sociales
Le patrimoine de la majorité des familles afro-américaines est inférieur à 20 000 dollars. Par conséquent, elles résident généralement dans des quartiers pauvres et sont contraintes de scolariser leurs enfants dans des écoles médiocres, celles-ci étant essentiellement financées par les taxes foncières.

### Santé
Les Afro-américains sont plus exposés à la précarité et des millions d'entre eux ne disposent pas d'assurance maladie. Ils sont plus touchés que la moyenne de la population par des maladies, comme le diabète (115 millions d’Américains souffrent de diabète ou de prédiabète). Lors de l'épidémie de Covid-19 en 2020, ils représentent une forte proportion des décès, notamment parce que les travailleurs noirs sont beaucoup moins susceptibles de pouvoir travailler à domicile, exerçant souvent des emplois du secteur des services.

## Culture
La culture afro-américaine commence à s'exprimer librement à Paris dans l'Entre-deux-guerres. En effet, durant cette période, la capitale française connait un intérêt particulier pour les arts africains. On peut voir au musée de l'Homme des expositions autour des objets et des masques notamment. Paul Morand choisit pour l'illustration de son roman Magie noire,, une illustration d'Aaron Douglas représentant Joséphine Baker bondissant comme sur l'illustration de Paul Colin,. Ce dernier exprime dans sa version de Joséphine Baker, des formes géométriques que l'on reconnait dans les statues africaines. Jules Pascin exprime également cet attrait parisien à la culture africaine et afro-américaine, dans Jazz Band en 1927 qui illustre des décors africains et non véritablement américains. Paris voit également s'ouvrir le premier Congrès panafricain en 1919. Enfin, Paris voit durant la Guerre arriver les groupes de jazz avec les troupes américaines, comme Harlem Hellfighters. Ils s'installent alors dans le quartier de Montmartre qui depuis la fin du XIXe siècle voit une population internationale et américaine arriver, attirée par les salaires et les nuits plus libres que celles américaines limitées par la prohibition. Montmartre devient alors « Black Montmartre » voyant se rencontrer les artistes et intellectuels africains, antillais ou afro-américains.
La culture afro-américaine trouve alors un terrain propice pour les artistes Afro-Américains, qui sont pour certains arrivés dès la Première Guerre mondiale et pour d'autres qui ont fui les lois de la ségrégation raciale. Leur production est empreinte de l'observation de l'art africain qu'il redécouvrent à Paris dans l'entre-deux-guerres. Paris est vu comme le lien entre leur histoire africaine, un retour aux origines et leur héritage américain, puisqu'à Paris, ils sont pleinement américains.
La production parisienne de ces artistes est alors empreinte de cette recherche et de cet encouragement de la part des intellectuels de la Renaissance de Harlem notamment. Néanmoins, on peut également trouver des artistes qui n'iront pas dans cette recherche des racines, mais plutôt vers une étude des grands courants artistiques français tel que Lois Mailou Jones et ses scènes champêtres. Son œuvre Jeanne, Martiniquais de 1938 montre son attachement au travail de Camille Pissarro ainsi qu'aux premiers travaux de Henri Matisse.
Paris joue alors un rôle de construction identitaire pour les artistes afro-américains mais ils vont se détacher de cette étape parisienne en voulant suivre le mouvement de l'art américain qui à ce moment était en quête d'une identité artistique propre face à l'Europe et à son modèle. Aux États-Unis, les mouvements du New Negro et de la Renaissance de Harlem vont jouer un rôle important dans l'élaboration d'un art afro-américain. Ainsi, Langston Hughes publie en 1926 dans The Nation, « The Negro Artist and the Racial Mountain » où il encourage l'indépendance de l'artiste afro-américain. Ces artistes ouvrent ainsi la voie à tout ce que les artistes africains-américains élaborent dans les années soixante.

### Artistes
- Ira Aldridge (1807-1867)
- William H. Johnson
- Paul Robeson (1898-1976)
- Romare Bearden, peintre
- Horace Pippin, peintre
- Henry Ossawa Tanner, peintre (1859-1937)
- Jacob Lawrence, peintre
- Jean-Michel Basquiat, peintre (1960-1988)
- Kehinde Wiley, peintre
- Kara Walker, artiste plasticienne
- Phase 2, graffeur
- Fab Five Freddy, graffeur
- Gordon Parks, photographe et cinéaste
- Kermit Oliver (1943), peintre, créateur de dessins pour Hermès

### Musique
La musique afro-américaine est de fait issue du croisement d'un ensemble de cultures, mélange des influences africaines, européennes et américaines. Le jazz est une musique afro-américaine, tout comme d'autres musiques d'Amérique latine, notamment celles de Cuba et du Brésil, où les descendants des esclaves déportés d'Afrique ont inventé des folklores originaux, des pas de danse et des mélodies populaires.

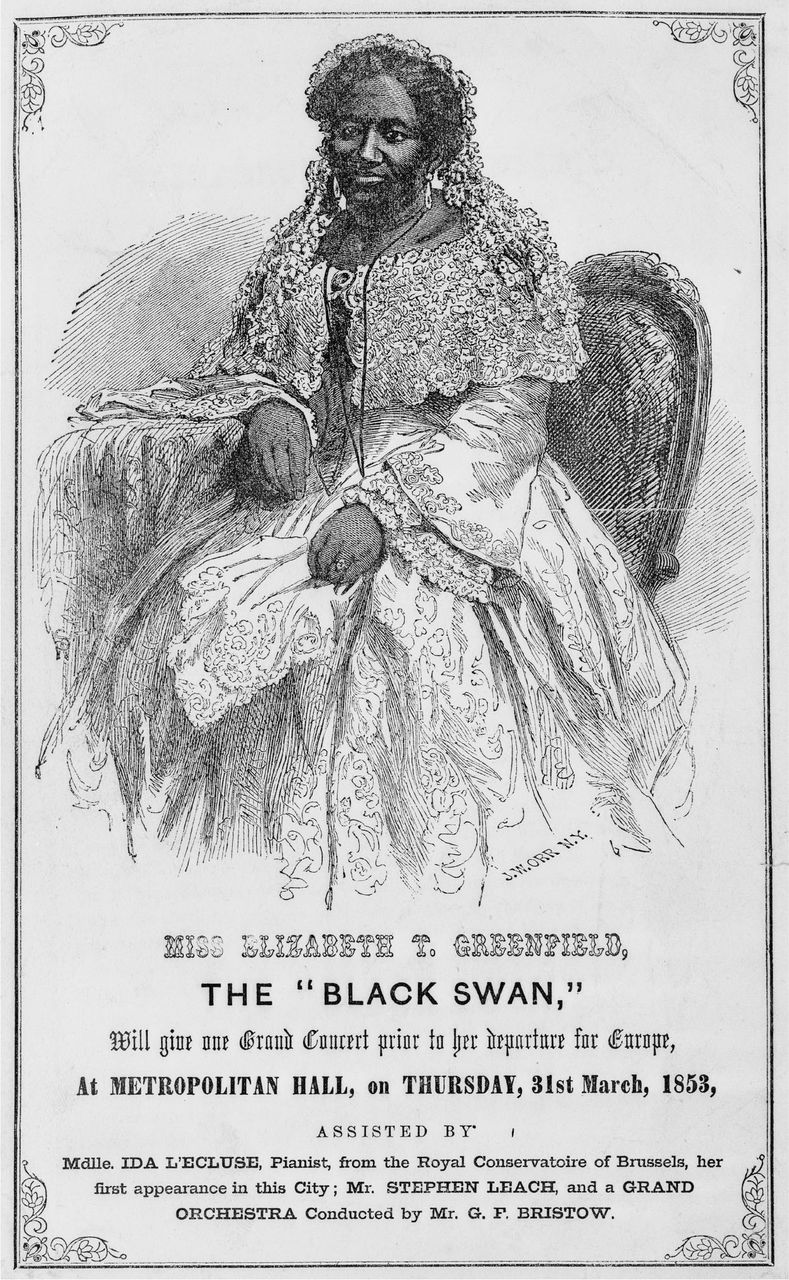
Elizabeth Greenfield, The Black Swann, première cantatrice classique afro-américaine.
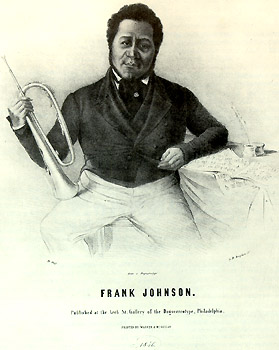
Francis Johnson, premier compositeur afro-américain à être publié en 1817[87].
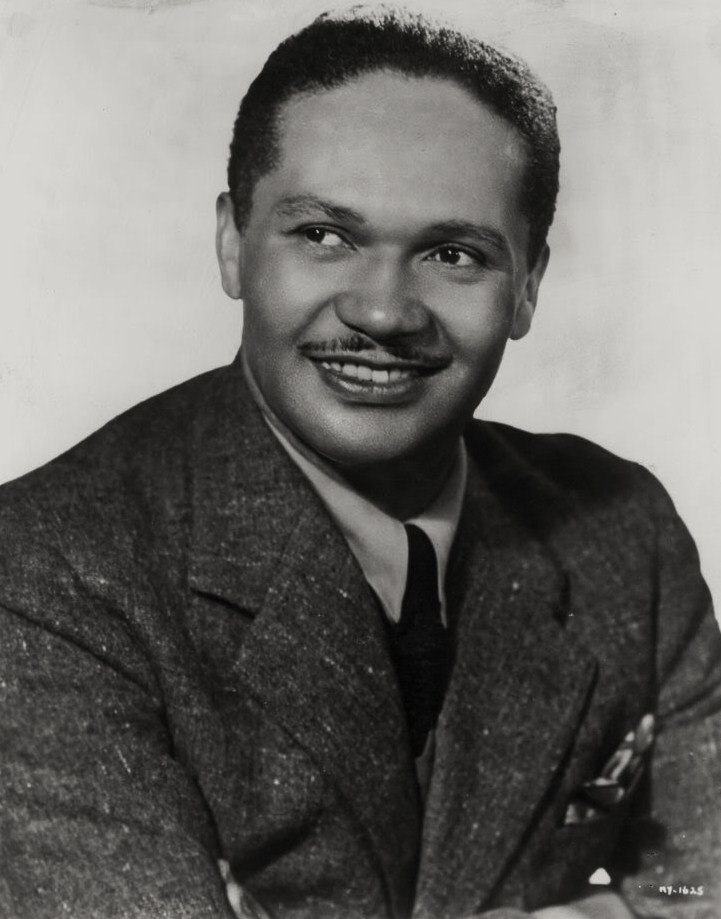
Todd Duncan, premier Afro-Américain à chanter pour un grand opéra américain en 1945[87].
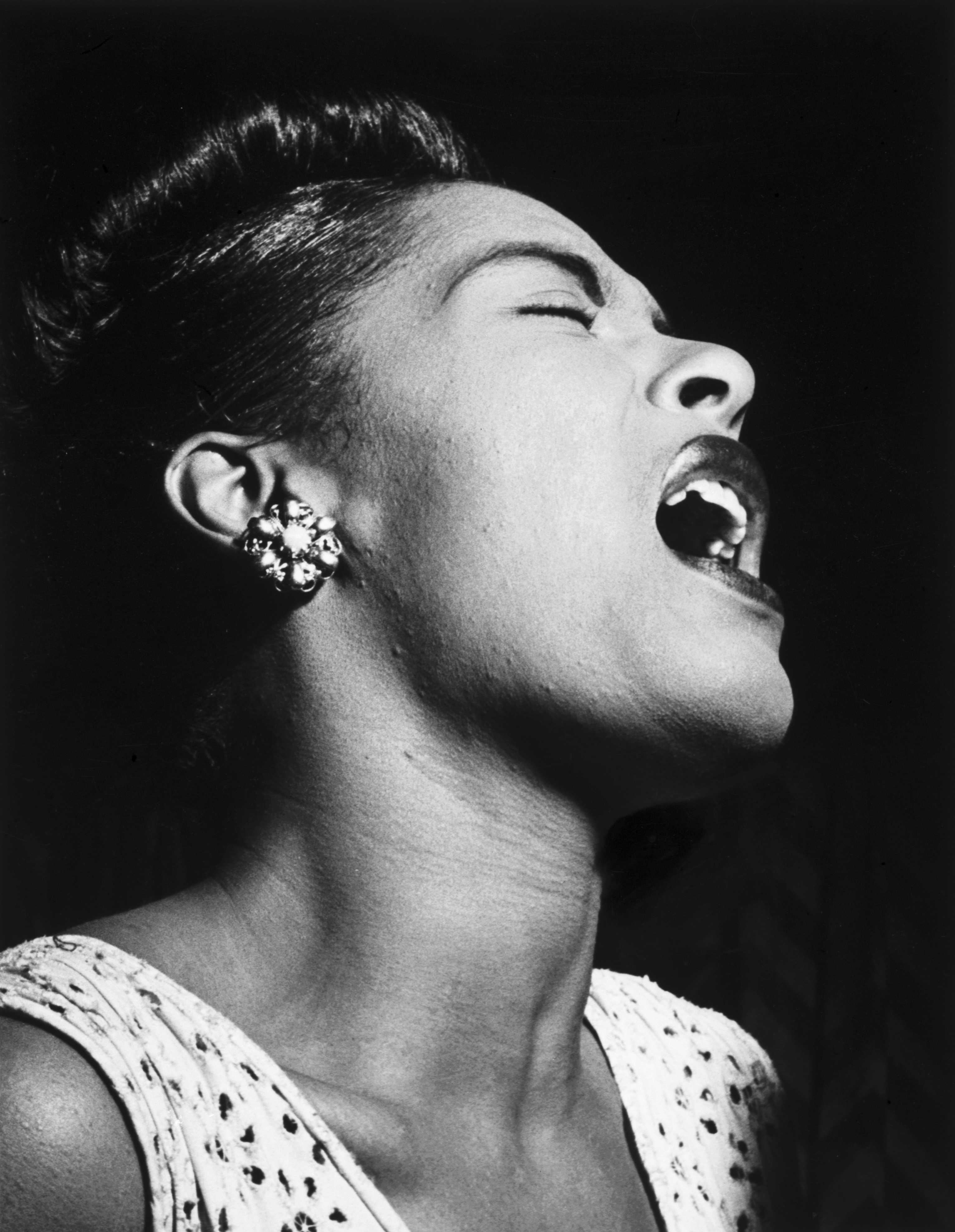
Billie Holiday, considérée comme l'une des plus influentes chanteuses de jazz.
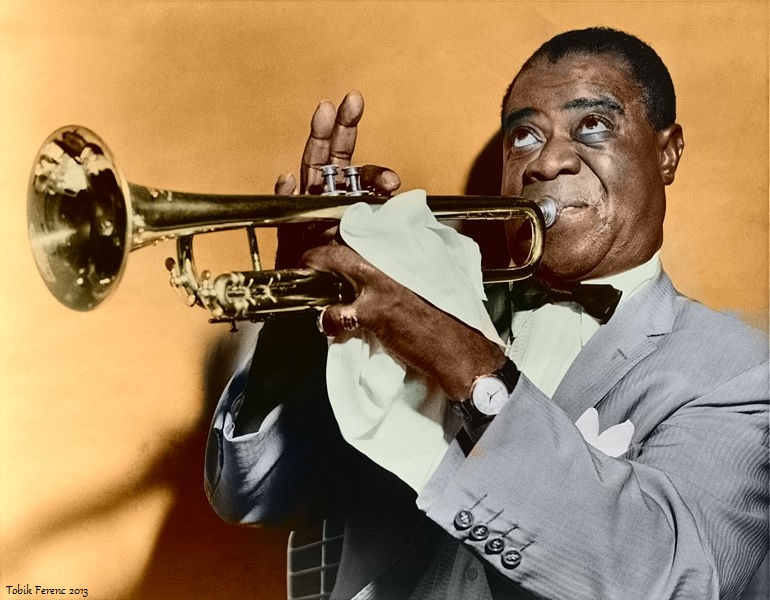
Louis Armstrong, considéré comme l'un des musiciens de jazz les plus influents[88].
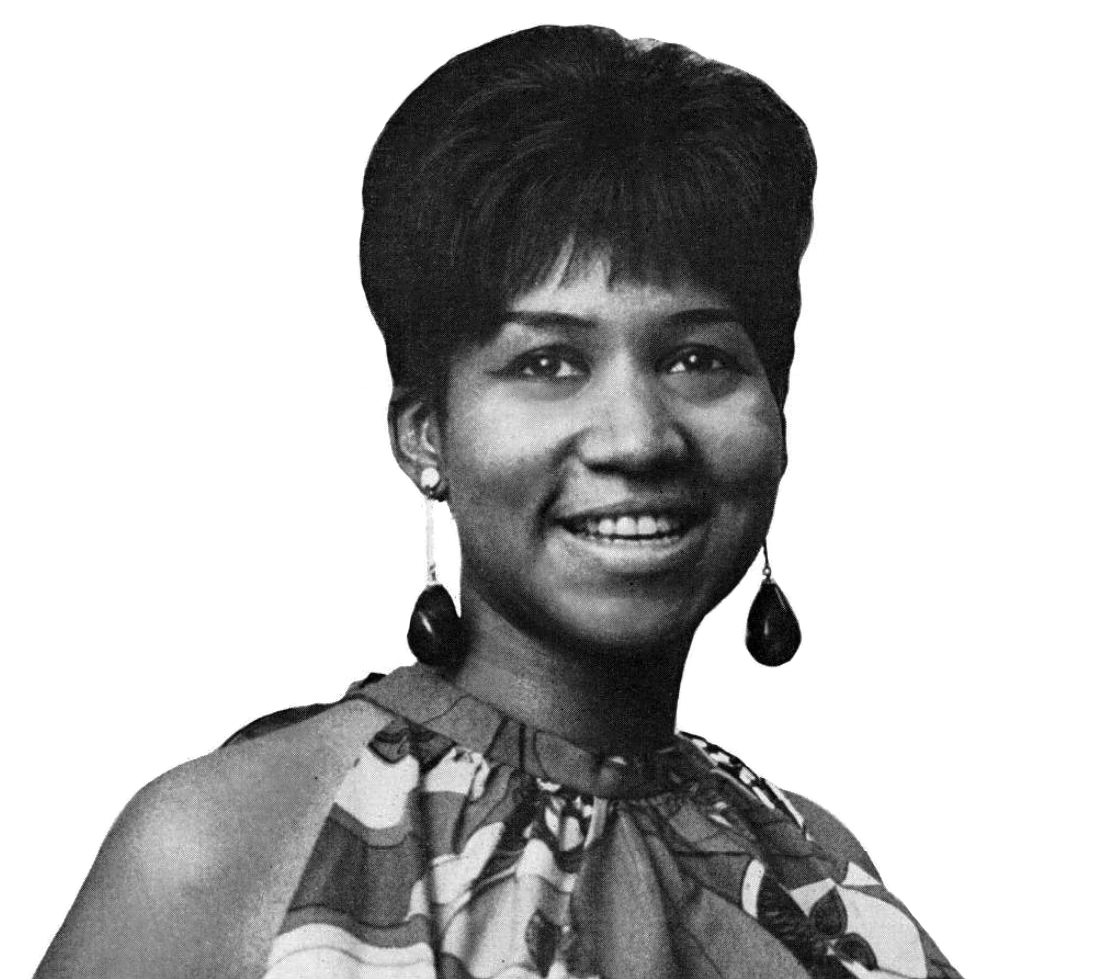
Aretha Franklin, première femme à entrer au Rock and Roll Hall of Fame en 1987[88].
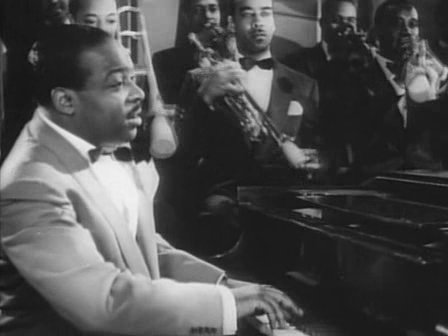
Count Basie, premier Afro-Américain à gagner un Grammy Award en 1958[87].
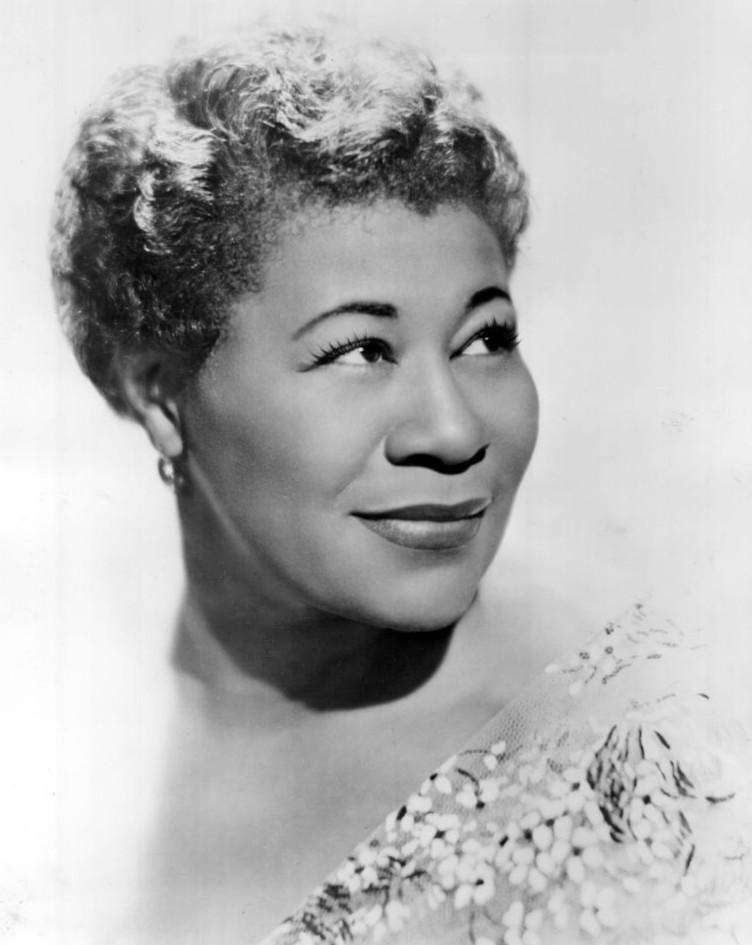
Ella Fitzgerald, première Afro-Américaine à gagner un Grammy Award en 1958, surnommée la « The First Lady of Song » en français : « Première dame de la chanson »[88].
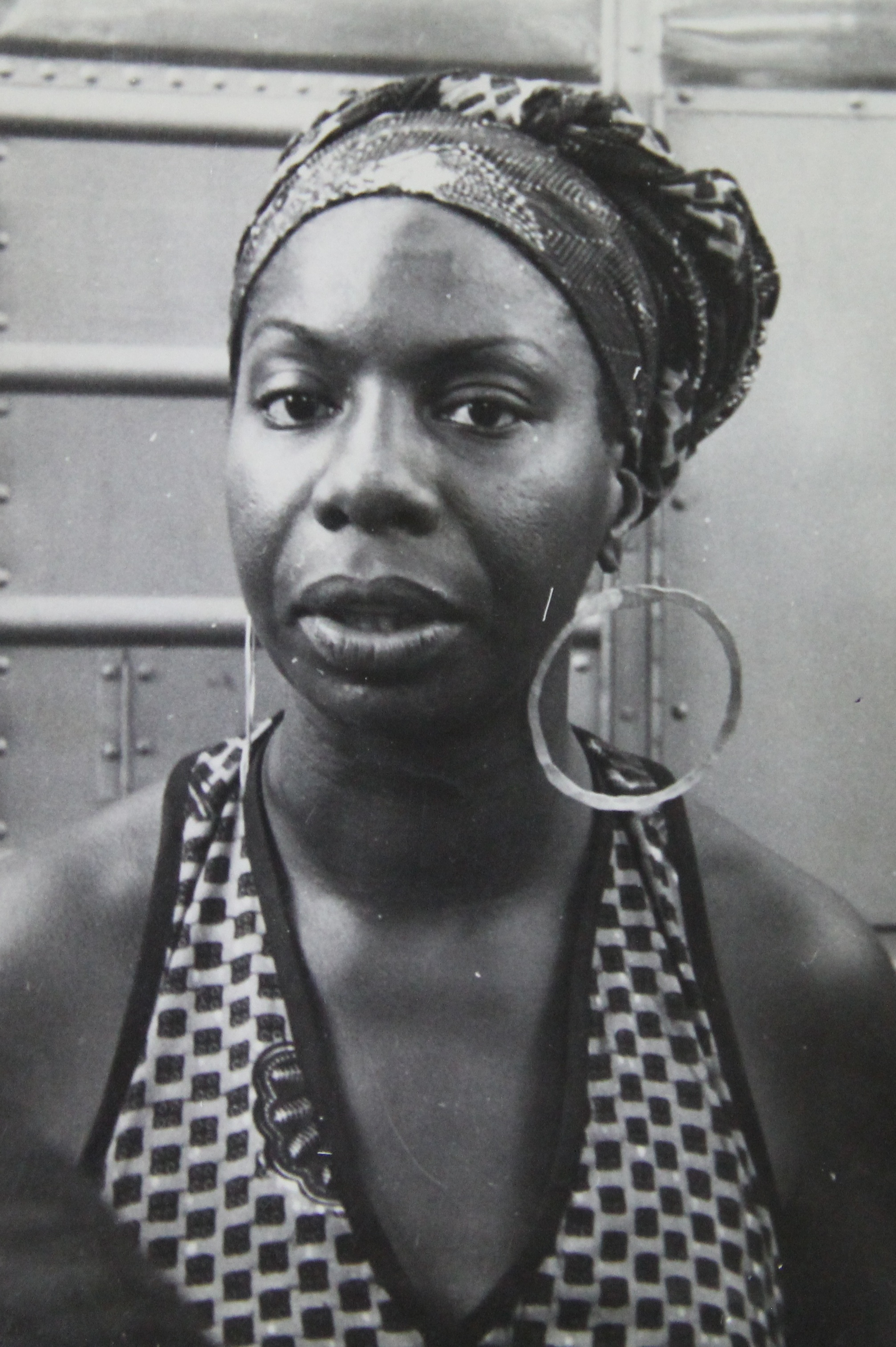
Nina Simone, surnommé la « High Priestess of Soul » en français : « Grande prêtresse de la soul » et figure du Mouvement des droits civiques.
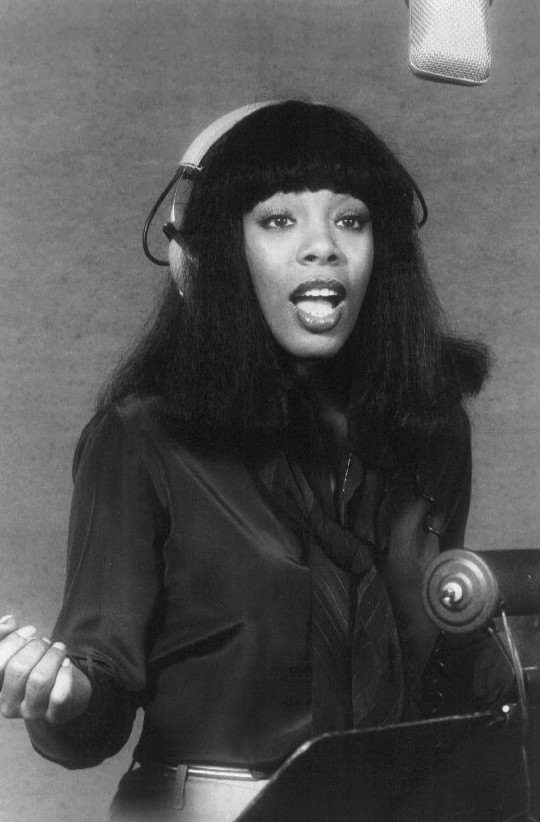
Donna Summer, considérée comme la « reine du disco »
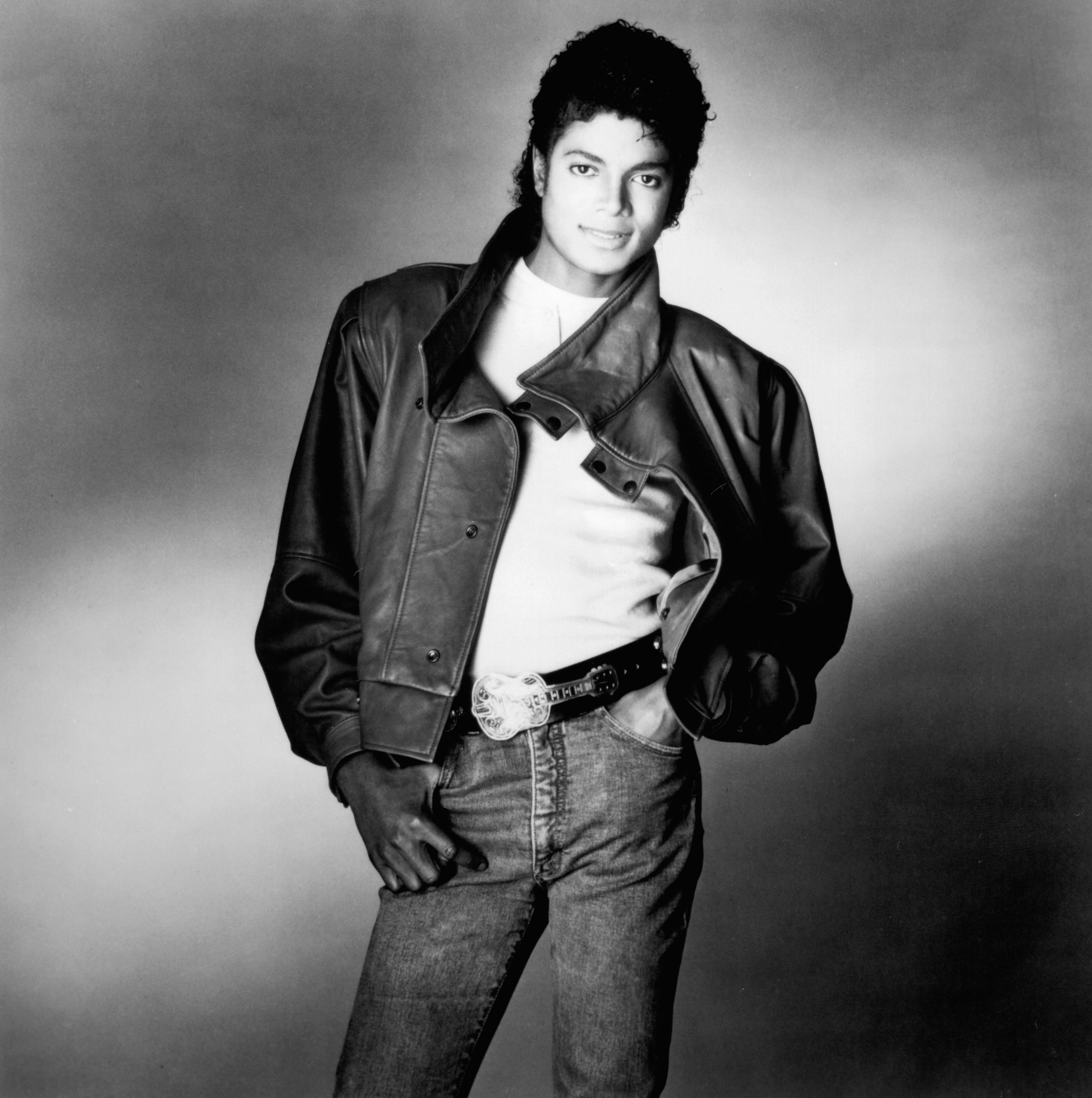
Michael Jackson, surnommé le « roi de la pop », premier vendeur de disques au monde avec environ 1 milliard de disques vendus (carrière solo + Jackson Five), album le plus vendu au monde avec Thriller (environ 100 millions de copies), premier artiste Afro-Américain à passer sur la chaîne MTV, premier artiste Afro-Américain le plus récompensé de l'histoire de la musique, élu artiste du millénaire en 2000[90].
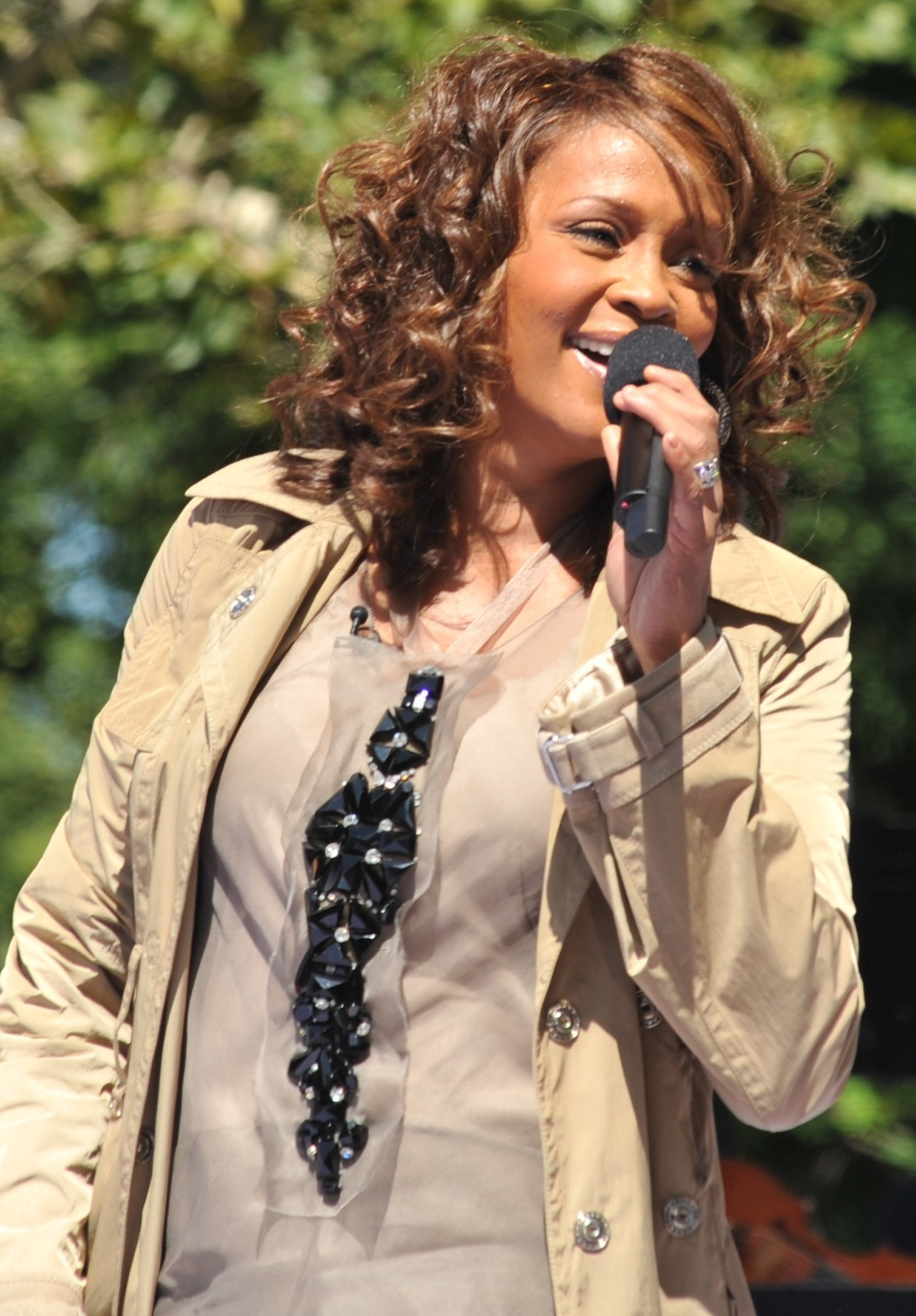
Whitney Houston, artiste féminine la plus récompensée aux American Music Awards[91].
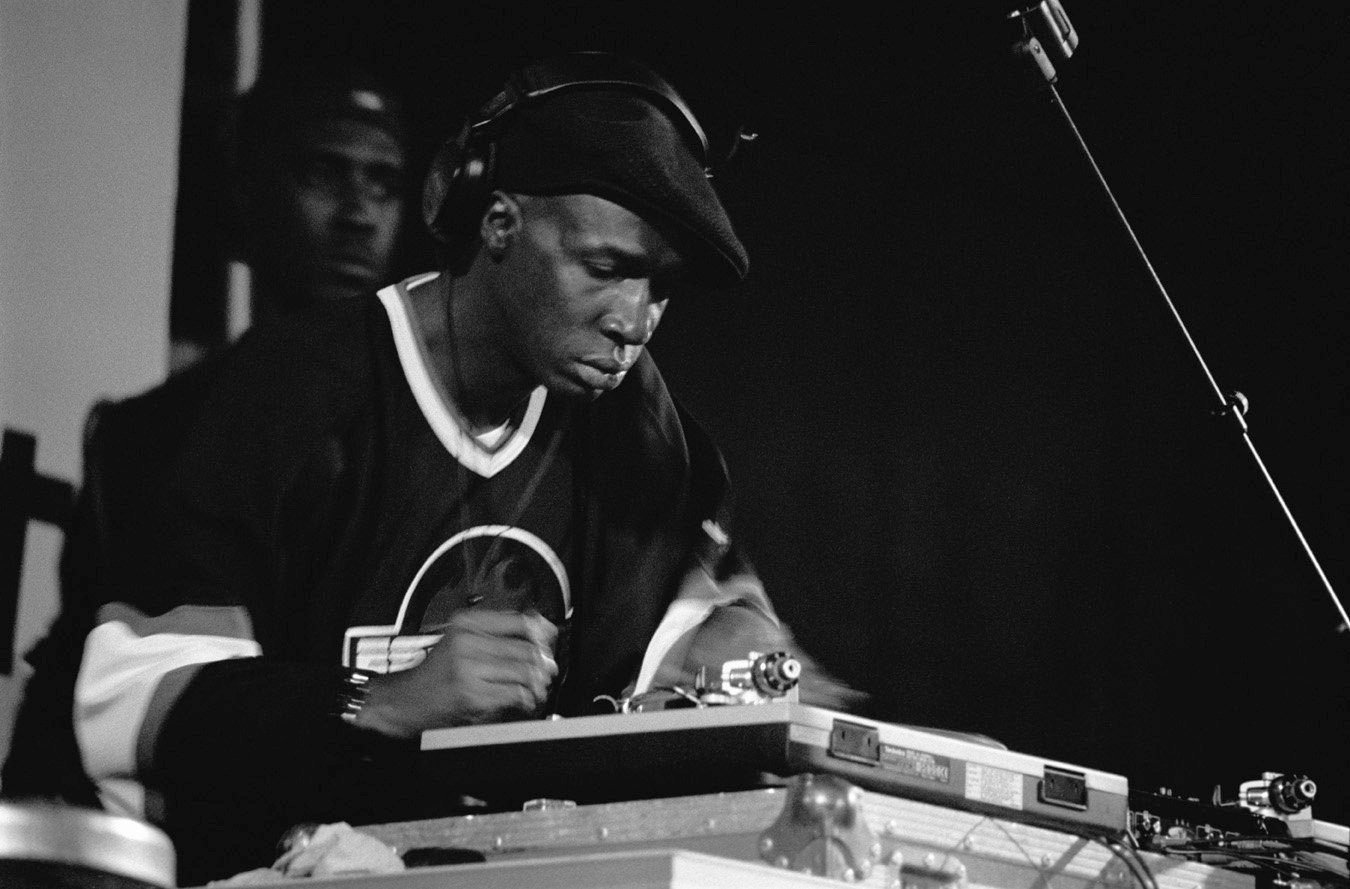
Grandmaster Flash, considéré comme l'un des pionniers du hip-hop.
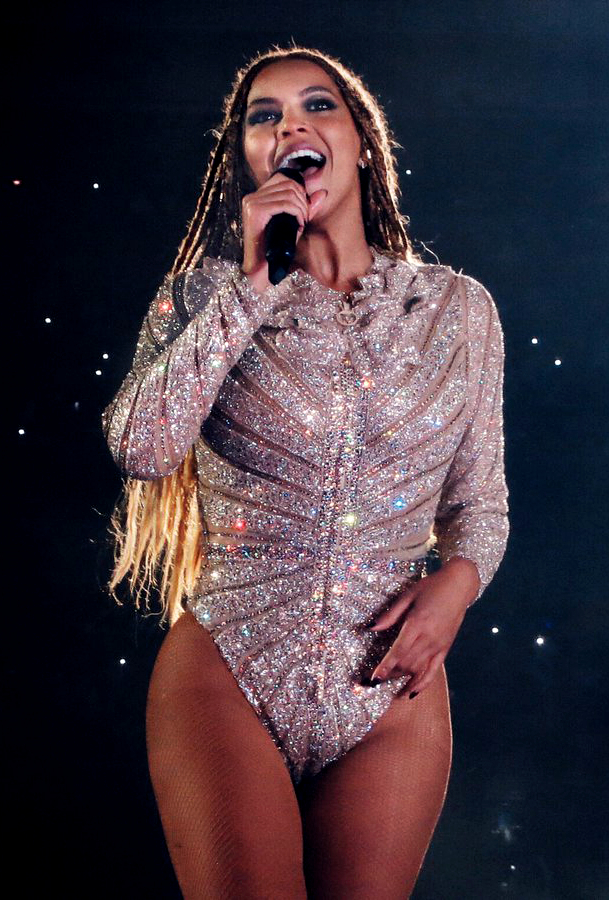
Beyoncé, chanteuse afro-américaine la mieux payée de toute l'histoire des artistes noirs [92].
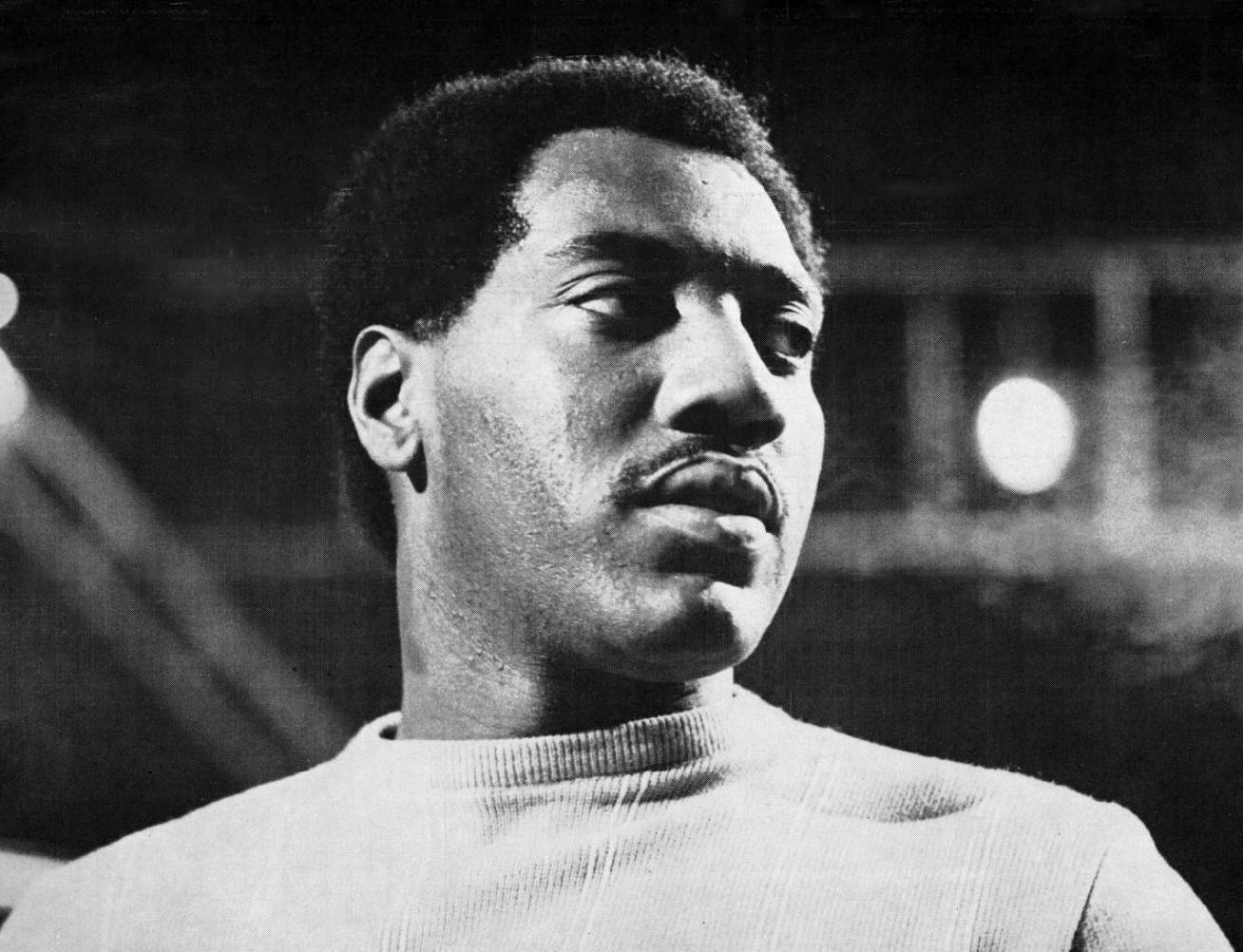
Otis Redding, chanteur de musique soul
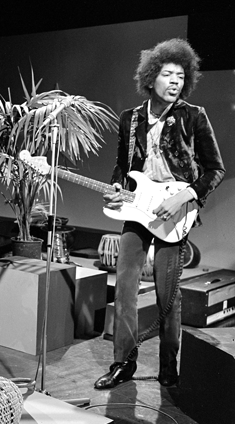
Jimi Hendrix en 1967, considéré comme l'un des plus grands guitaristes.
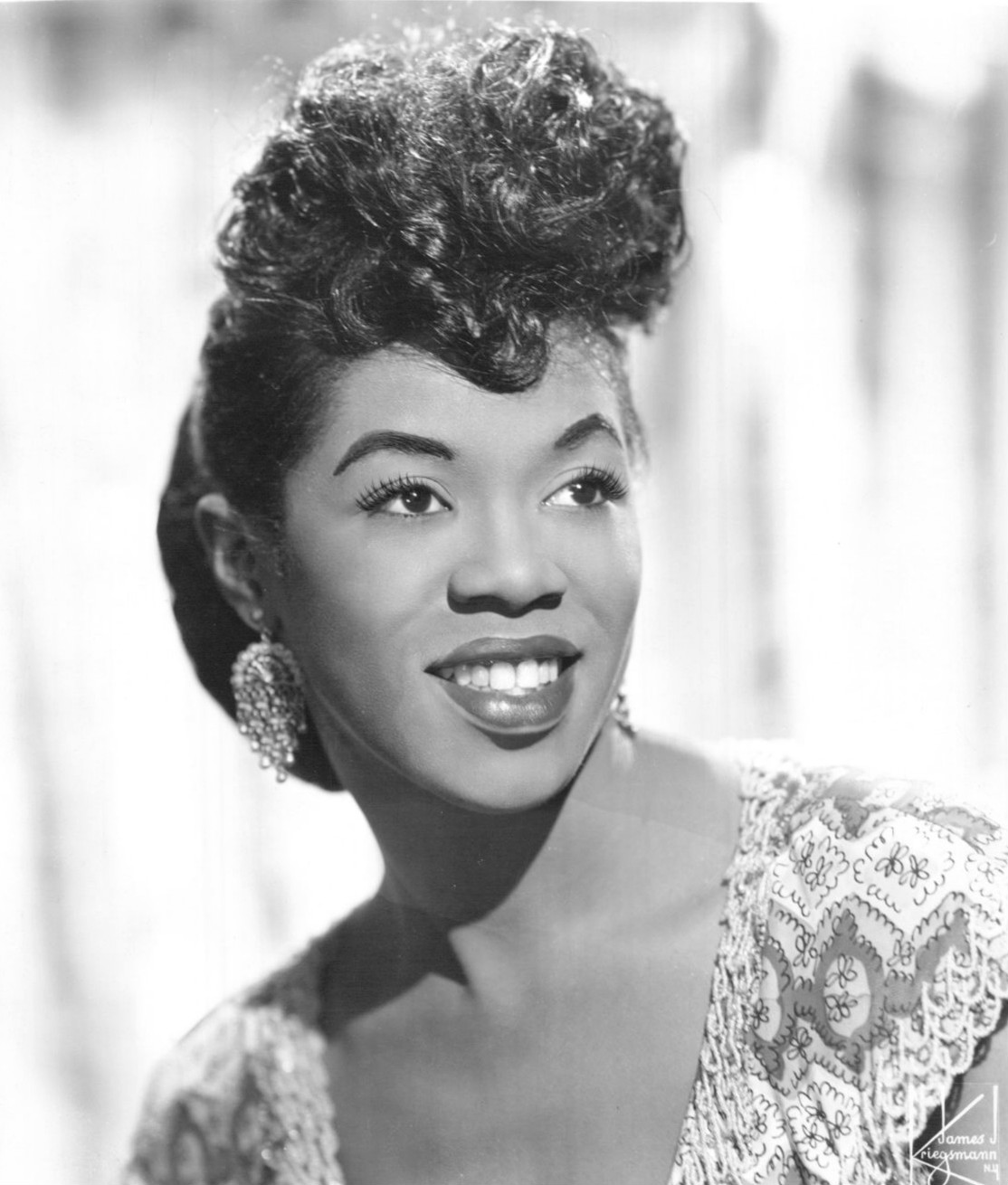
Sarah Vaughan en 1955.
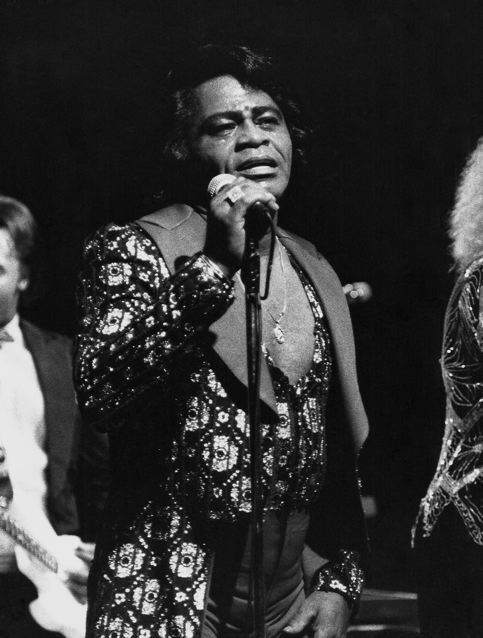
James Brown en 1987.
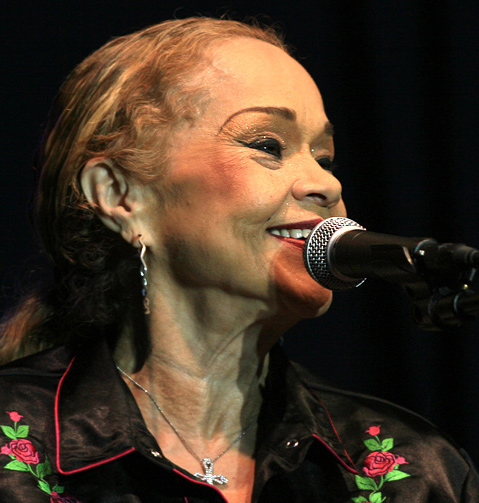
Etta James en 2006. Elle est introduite au Rock and Roll Hall of Fame en 1993.
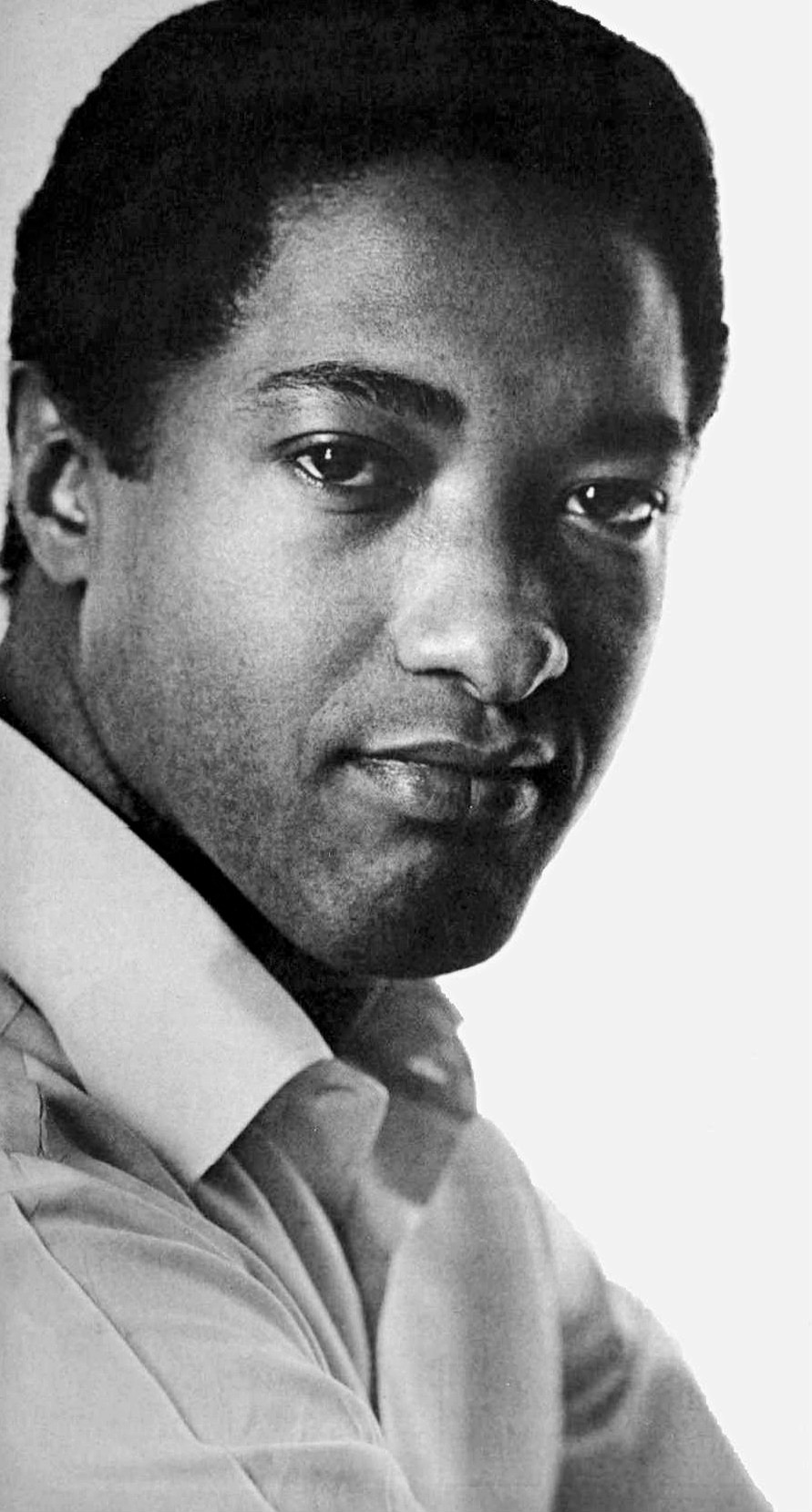
Sam Cooke en avril 1963. Il est retrouvé mort le 11 décembre 1964 dans un motel californien d'une balle de revolver, il est victime d'un complot à cause de ses positions pour le Mouvement afro-américain des droits civiques.
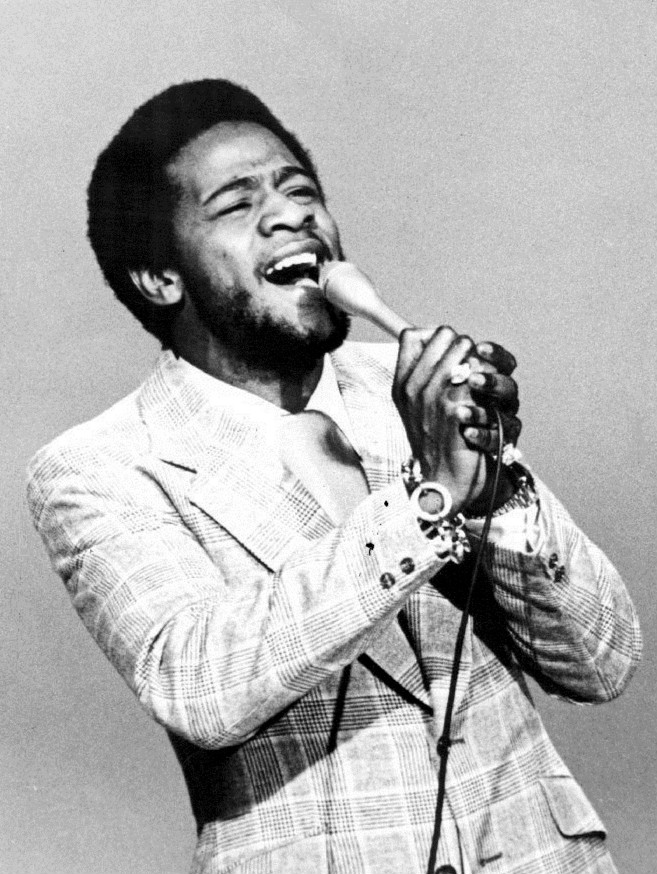
Al Green en 1973. Au cours de sa carrière, il a reçu 11 Grammy Awards.
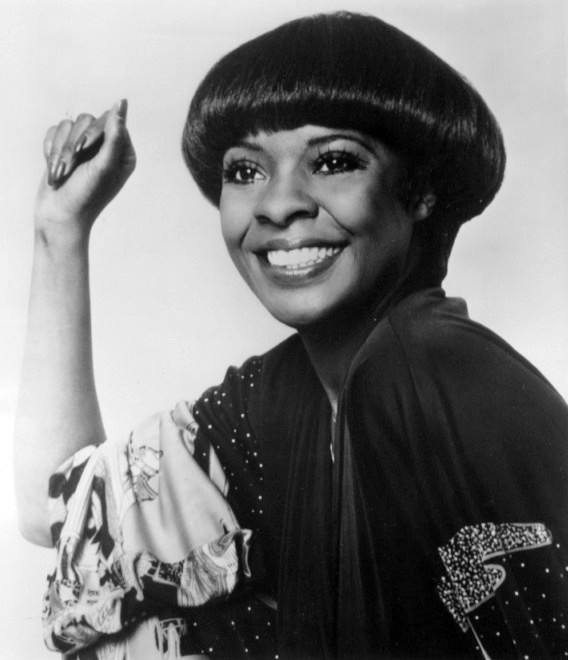
Thelma Houston en 1977. Elle reçoit le Grammy de la meilleure chanteuse R&B en 1977.
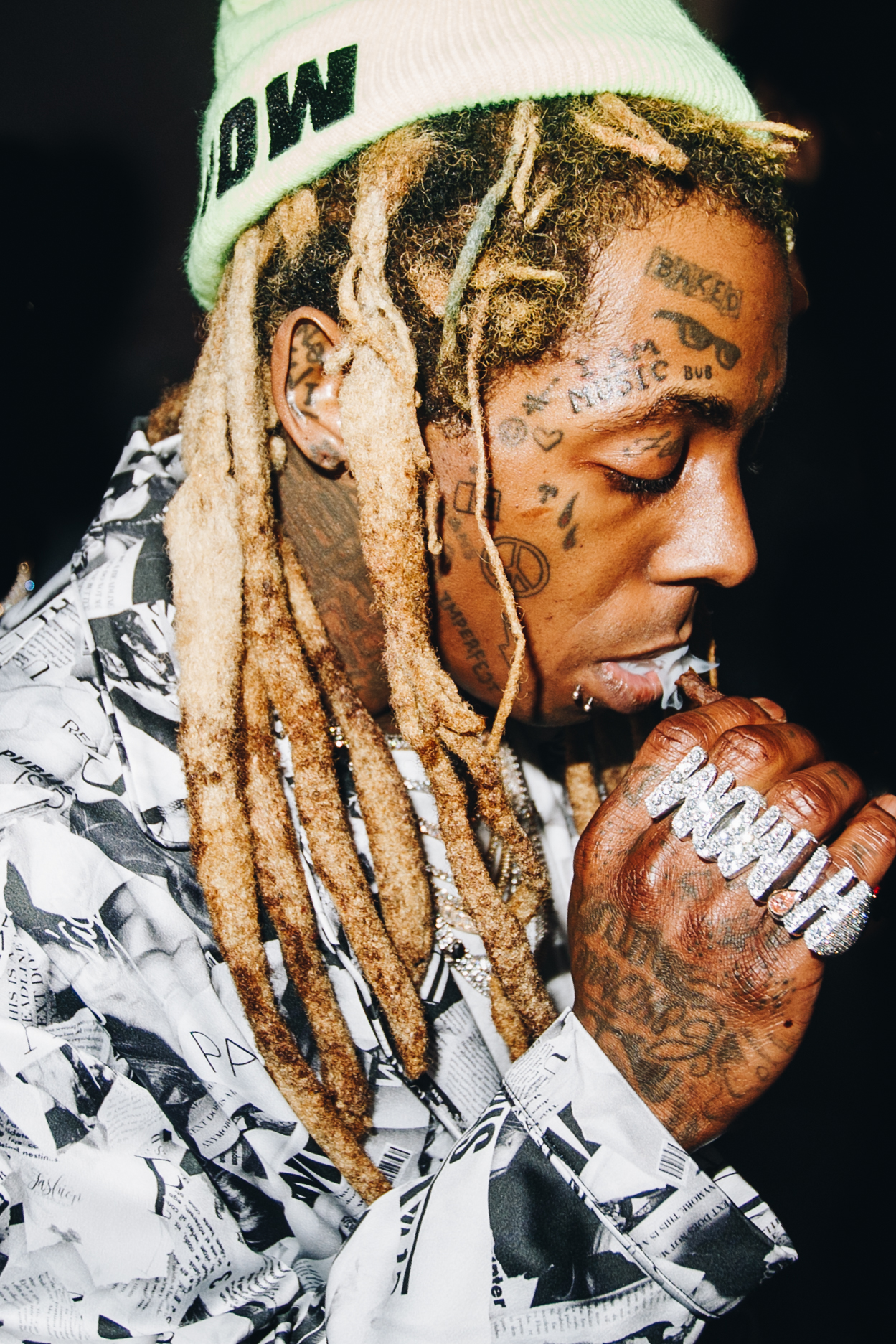
Rappeur Lil Wayne
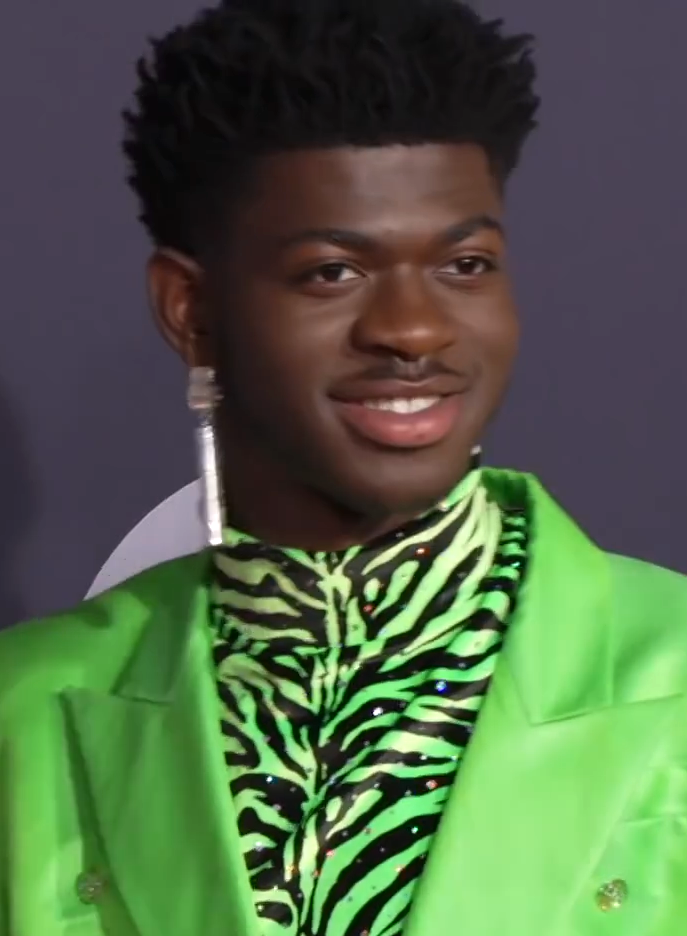
Rappeur Lil Nas X

### Littérature et sciences
Phillis Wheatley est considérée comme la première poétesse afro-américaine des États-Unis. En 1770, elle écrivit un hommage poétique au calviniste George Whitefield, qui obtint une large audience à Boston, où elle vivait.

#### Écrivains et scientifiques
- Toni Morrison, prix Nobel de littérature
- Derek Walcott, prix Nobel de littérature
- Robert Hayden, Poète Lauréat des États-Unis
- Langston Hughes, dramaturge et poète, figure de proue de la Renaissance de Harlem.
- Maya Angelou
- Alice Walker
- George Washington Carver, agronome et inventeur
- Neil deGrasse Tyson, astrophysicien
- Sapphire, auteur de l'histoire qui a inspiré Precious, film primé aux Oscars.
- Benjamin Banneker, mathématicien et inventeur noir affranchi, auteur de traités.
- Lewis Howard Latimer, inventeur
- Dorothy Johnson Vaughan, mathématicienne ayant travaillé pour le National Advisory Committee for Aeronautics (NACA), l'ancienne NASA avant d'intégrer le centre de recherche Langley du NACA en 1943, puis à la NASA en 1961.
- Shirley Ann Jackson, physicienne américaine, spécialisée dans le domaine de la physique des matières condensées et des matériaux opto-électroniques.
- Patricia Era Bath, ophtalmologiste et chercheuse, parmi ses innovations, figure notamment la technique d'opération de la cataracte par rayon laser utilisée dans le monde entier.
- Valerie Thomas, physicienne de la NASA, inventeure du transmetteur d'illusion en 3D
- Roger Arliner Young, spécialiste de zoologie, de biologie et de biologie marine, première femme afro-américaine à obtenir un doctorat en zoologie
- Dorothy Lavinia Brown, également connue en tant que Dr D, était une chirurgienne, politicienne et professeure, première femme afro-américaine chirurgien des États du Sud des États-Unis et première Afro-Américaine élue au Parlement du Tennessee.
- Mary Winston Jackson, mathématicienne et ingénieure en aérospatiale
- Katherine Coleman Goble Johnson, physicienne, mathématicienne et ingénieure spatiale américaine,
- Mark Dean, informaticien,
- Anna J. Cooper, écrivaine, enseignante, éducatrice et l'une des plus éminentes érudites afro-américaines. Quatrième femme afro-américaine à obtenir un doctorat.
- Richard Wright, l'auteur de Black Boy (1944) : un jeune garçon noir qui veut devenir écrivain dans les années 1930, son histoire.
- Alex Haley auteur du fameux Racines.
- Zora Neale Hurston
- John Howard Griffin l'auteur de Dans la peau d'un noir (Black Like Me). Griffin (blanc) explique la vie d'un noir aux États-Unis.
- Ernest J. Gaines, auteur de romans décrivant la vie des Afro-Américains des années 1940, il écrit entre autres Dites-leur que je suis un homme (A lesson before Dying).
- Pendant le New Deal, le gouvernement fédéral cherche à reconstituer la mémoire collective des esclaves noirs dans le cadre de la WPA (Writers’ Project Administration).

#### Théâtre
- Audra McDonald

### Au cinéma

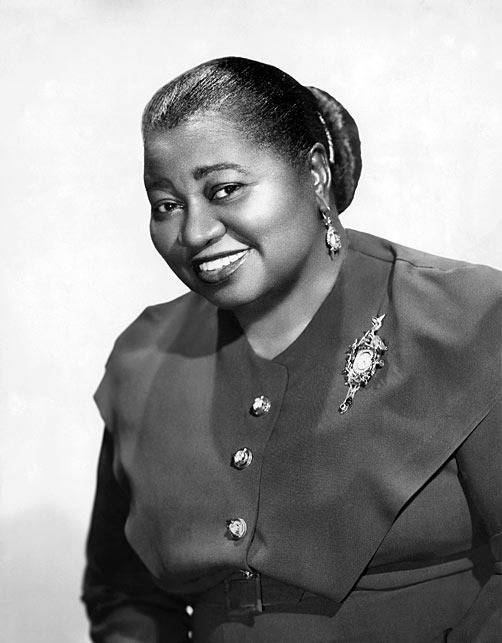
Hattie McDaniel, première personne afro-américaine à remporter un oscar (meilleure actrice dans un second rôle) en 1940 pour son rôle dans Autant en emporte le vent[93].
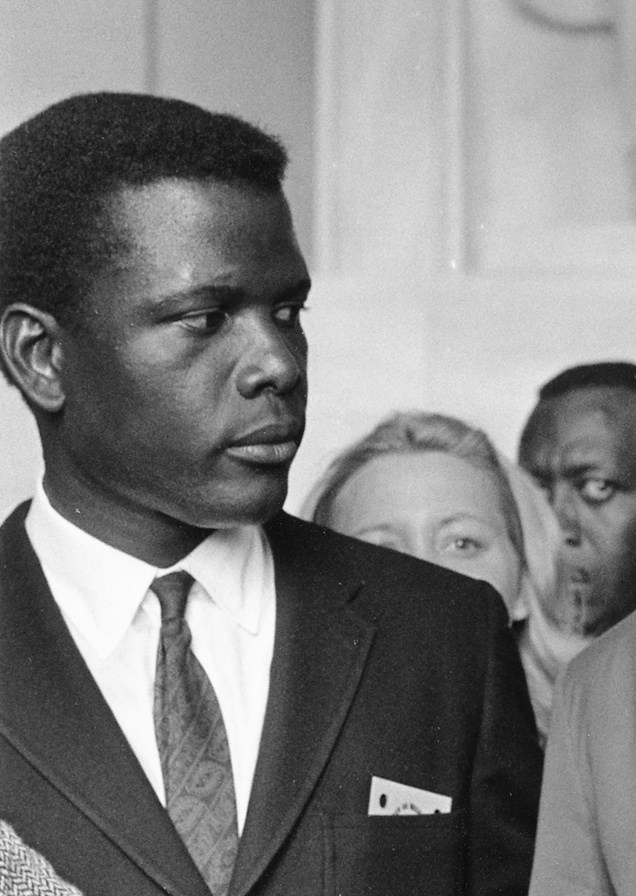
Sidney Poitier, premier Afro-Américain à remporter oscar (meilleur acteur) en 1963 et un Golden Globe (meilleur acteur dans un film dramatique) en 1964 pour son rôle dans Le Lys des champs[93].
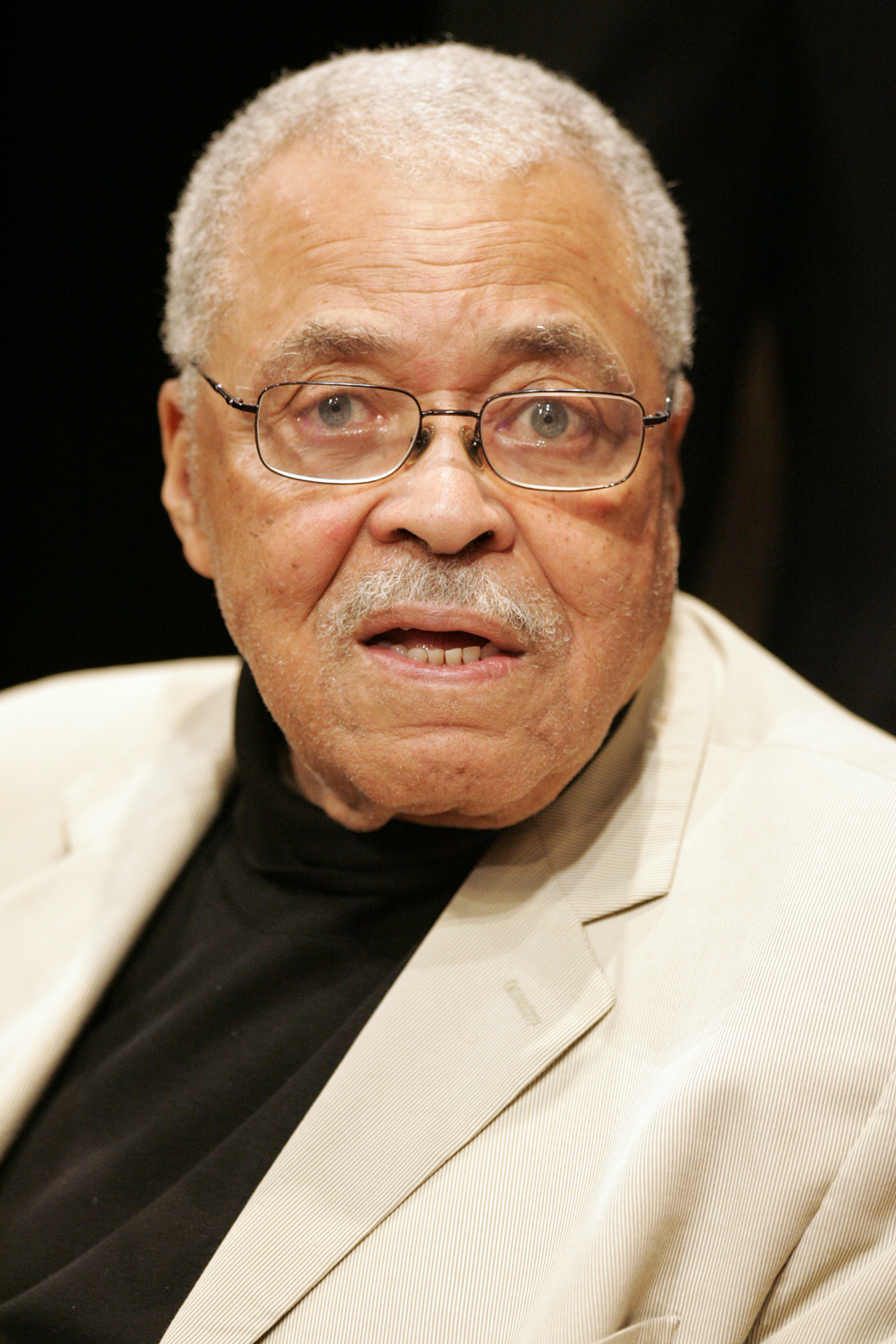
James Earl Jones, il joue dans Star Wars et Conan le Barbare, en 1971 il reçoit l'Golden Globe de la révélation masculine de l'année pour L'Insurgé.
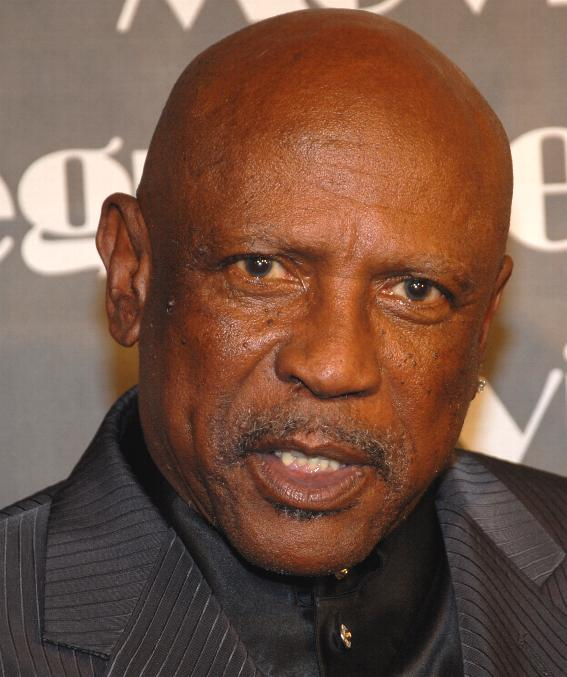
Louis Gossett Jr., Oscar du meilleur acteur dans un second rôle en 1982 et Golden Globe du meilleur acteur dans un second rôle en 1983 pour son rôle dans Officier et Gentleman.
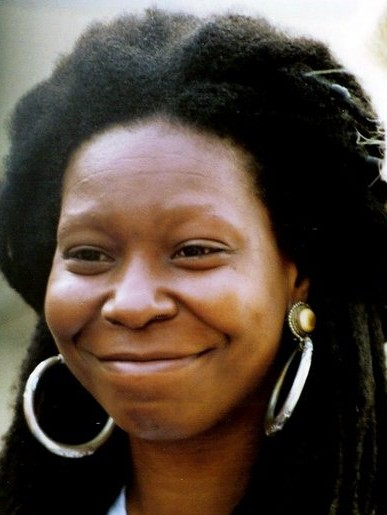
Whoopi Goldberg, première Afro-Américaine à remporter un Golden Globe pour le cinéma (meilleure actrice dans un film dramatique), pour son rôle dans La Couleur pourpre en 1985 et Oscar de la meilleure actrice dans un second rôle en 1990 et Golden Globe de la meilleure actrice dans un second rôle en 1991 pour son rôle dans Ghost.
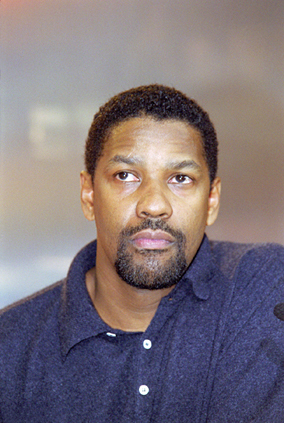
Denzel Washington, Oscar du meilleur acteur dans un second rôle en 1989 et Golden Globe du meilleur acteur dans un second rôle en 1990 pour son rôle dans Glory, Golden Globe du meilleur acteur dans un film dramatique en 2000 pour son rôle dans Hurricane Carter et Oscar du meilleur acteur en 2002 pour son rôle dans Training Day.
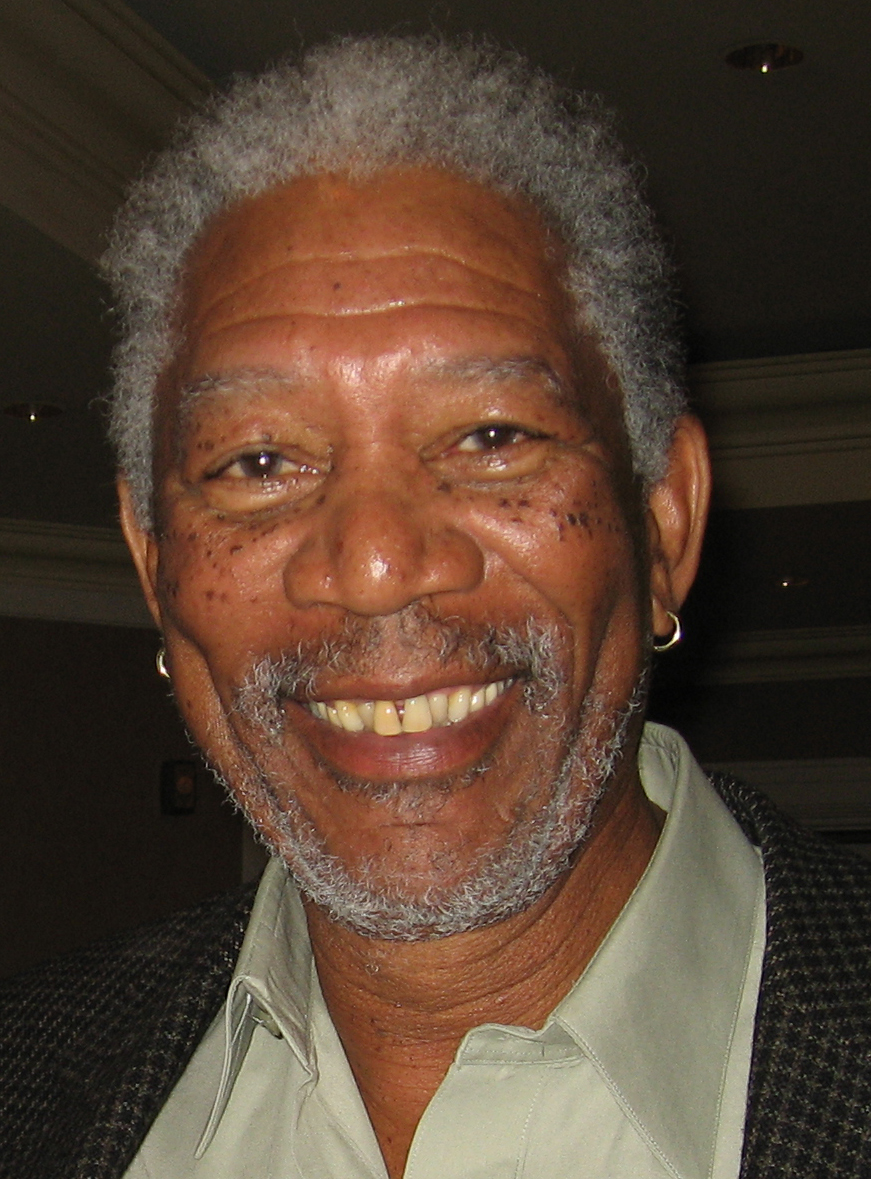
Morgan Freeman, Golden Globe du meilleur acteur dans un film musical ou une comédie en 1990 pour son rôle dans Miss Daisy et son chauffeur et Oscar du meilleur acteur dans un second rôle en 2004 pour son rôle dans Million Dollar Baby.
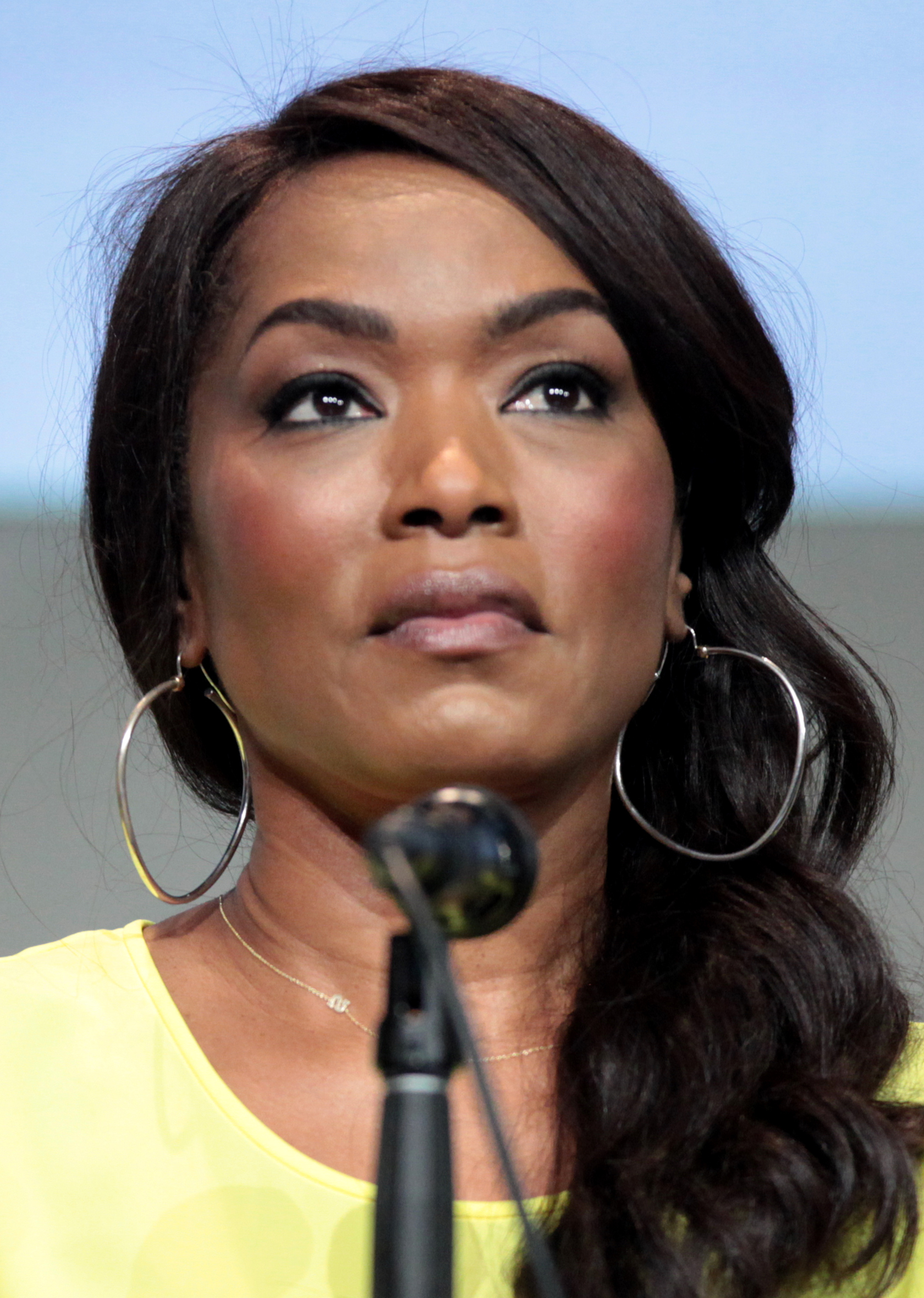
Angela Bassett, Golden Globe de la meilleure actrice dans un film musical ou une comédie en 1994 pour son rôle dans Tina.
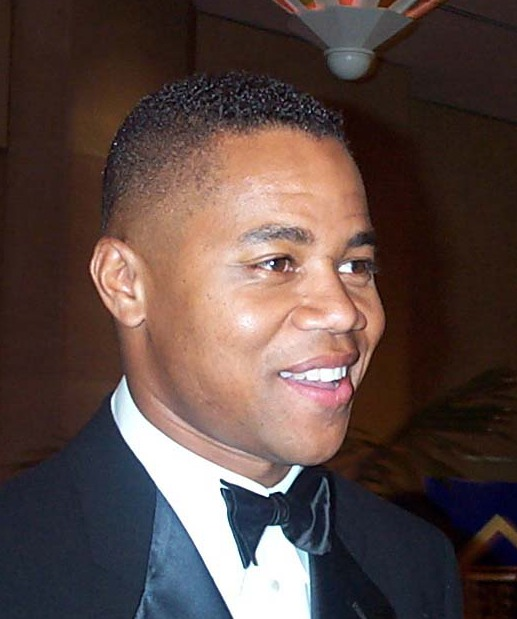
Cuba Gooding Jr., Oscar du meilleur acteur dans un second rôle en 1996 pour son rôle dans Jerry Maguire.
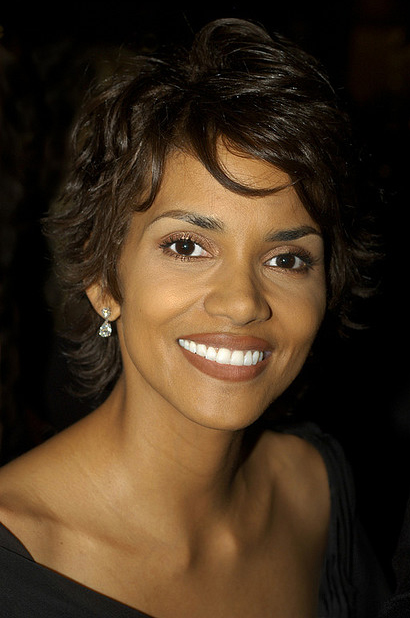
Halle Berry, première personnalité afro-américaine à remporter un oscar pour meilleure actrice pour son rôle dans À l'ombre de la haine en 2002.
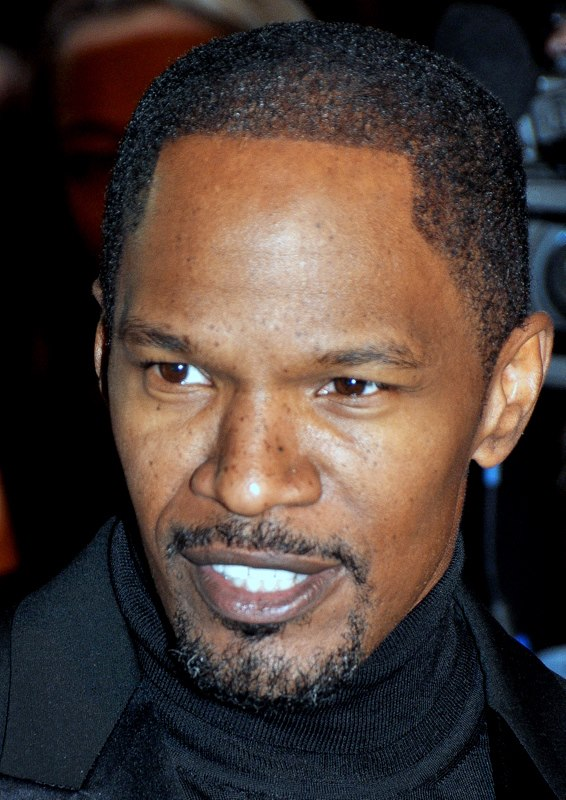
Jamie Foxx, Oscar du meilleur acteur et Golden Globe du meilleur acteur dans un film musical ou une comédie en 2005 pour son rôle dans Ray.
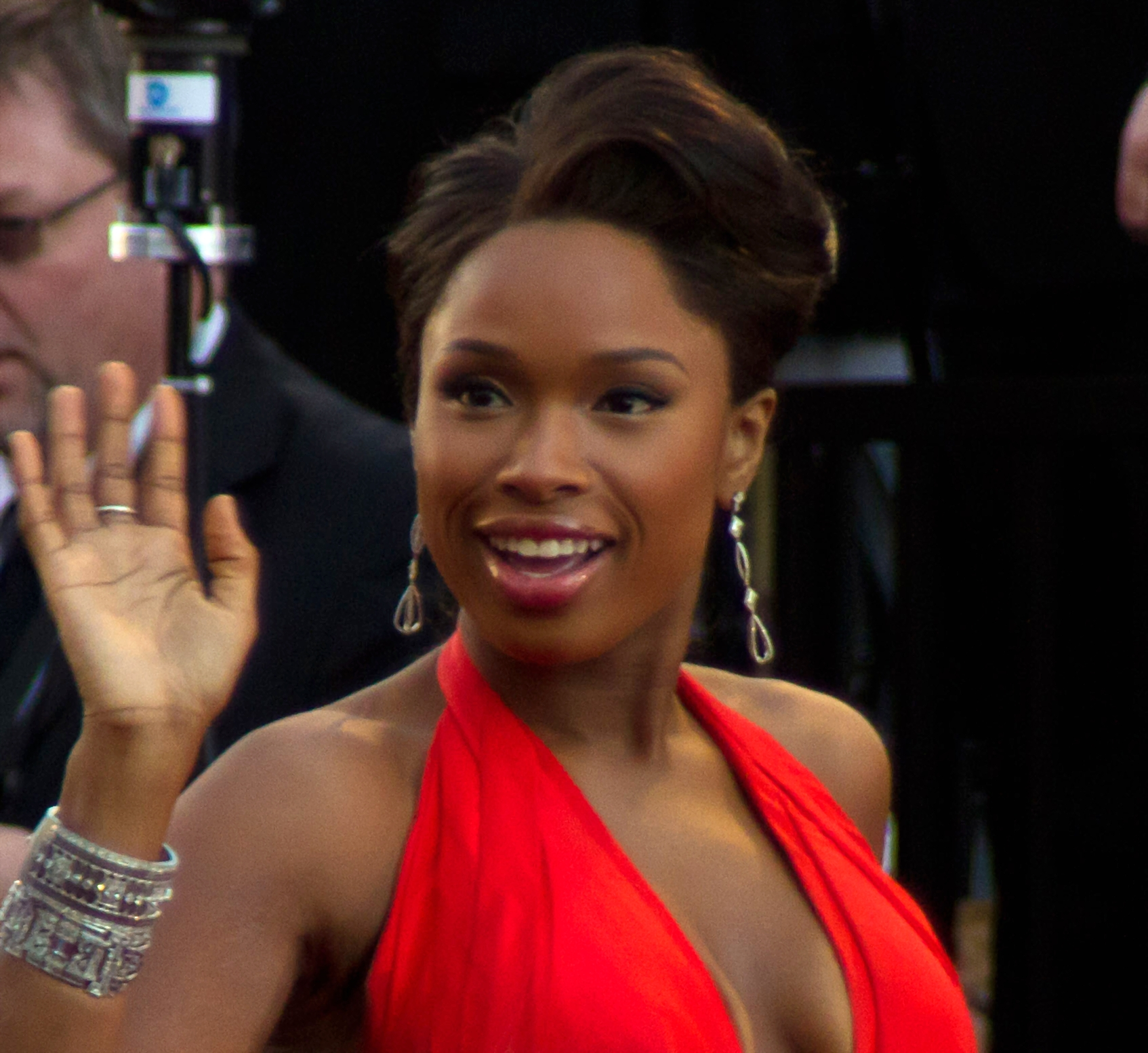
Jennifer Hudson, Oscar de la meilleure actrice dans un second rôle en 2006 et Golden Globe de la meilleure actrice dans un second rôle en 2007 pour son rôle dans Dreamgirls.
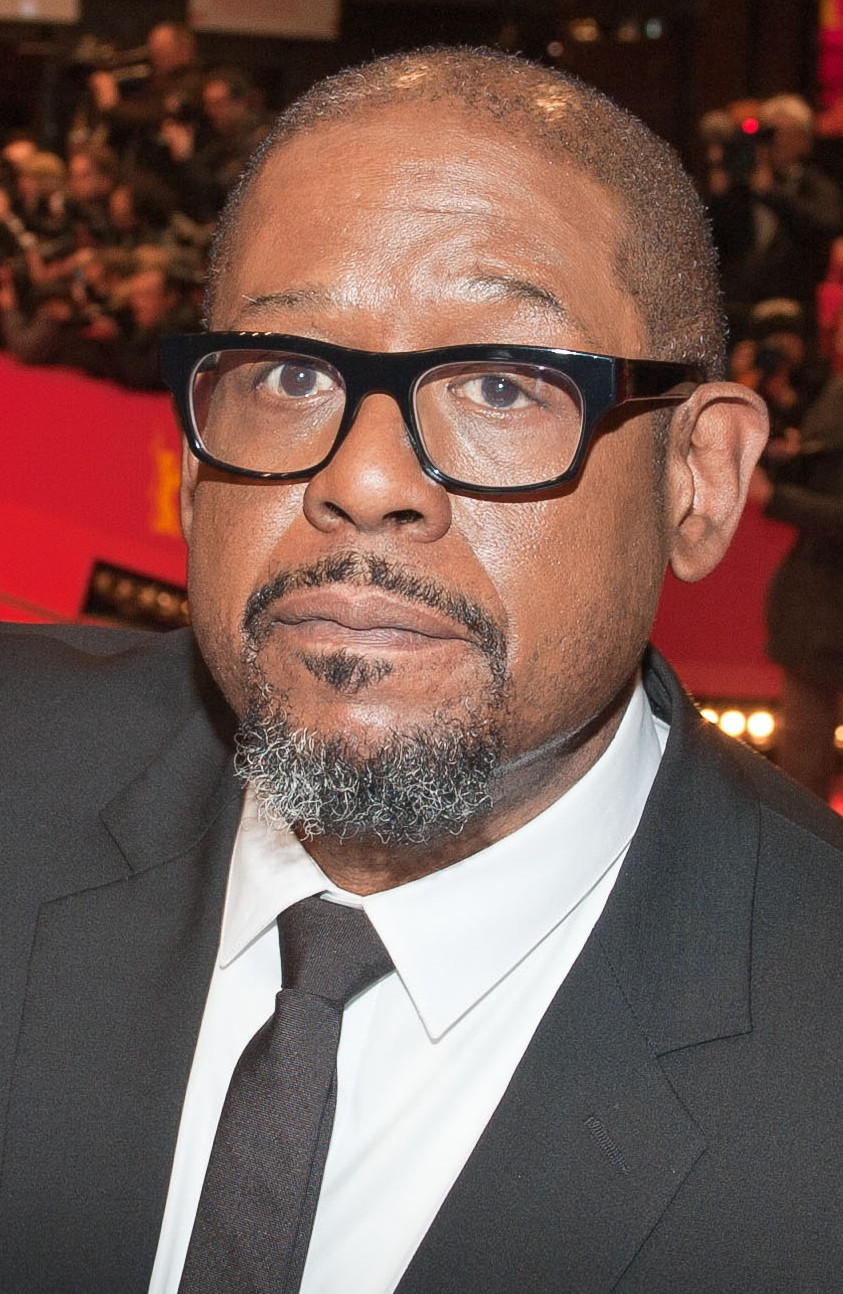
Forest Whitaker, Oscar du meilleur acteur en 2006 et Golden Globe du meilleur acteur dans un film dramatique en 2007 pour son rôle dans Le Dernier Roi d'Écosse.
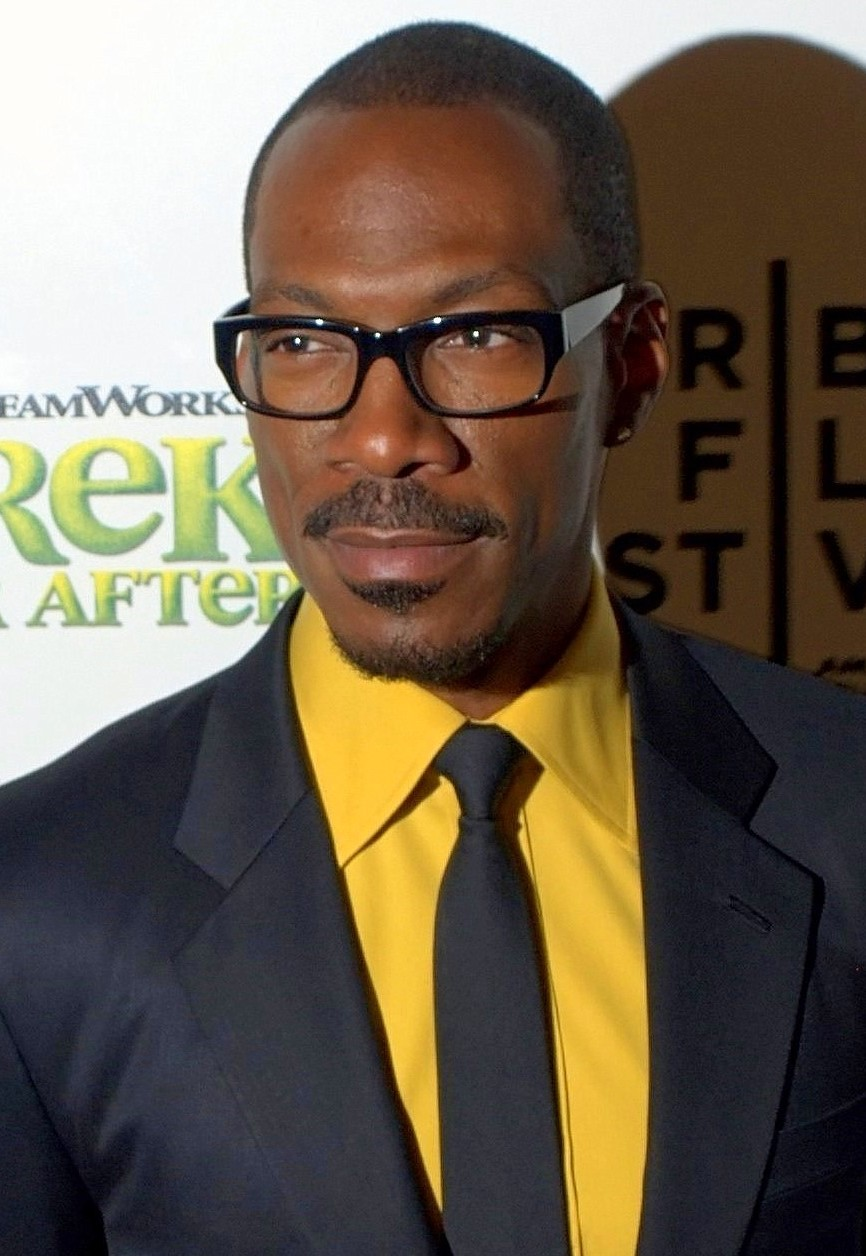
Eddie Murphy, Golden Globe du meilleur acteur dans un second rôle en 2007 pour son rôle dans Dreamgirls.
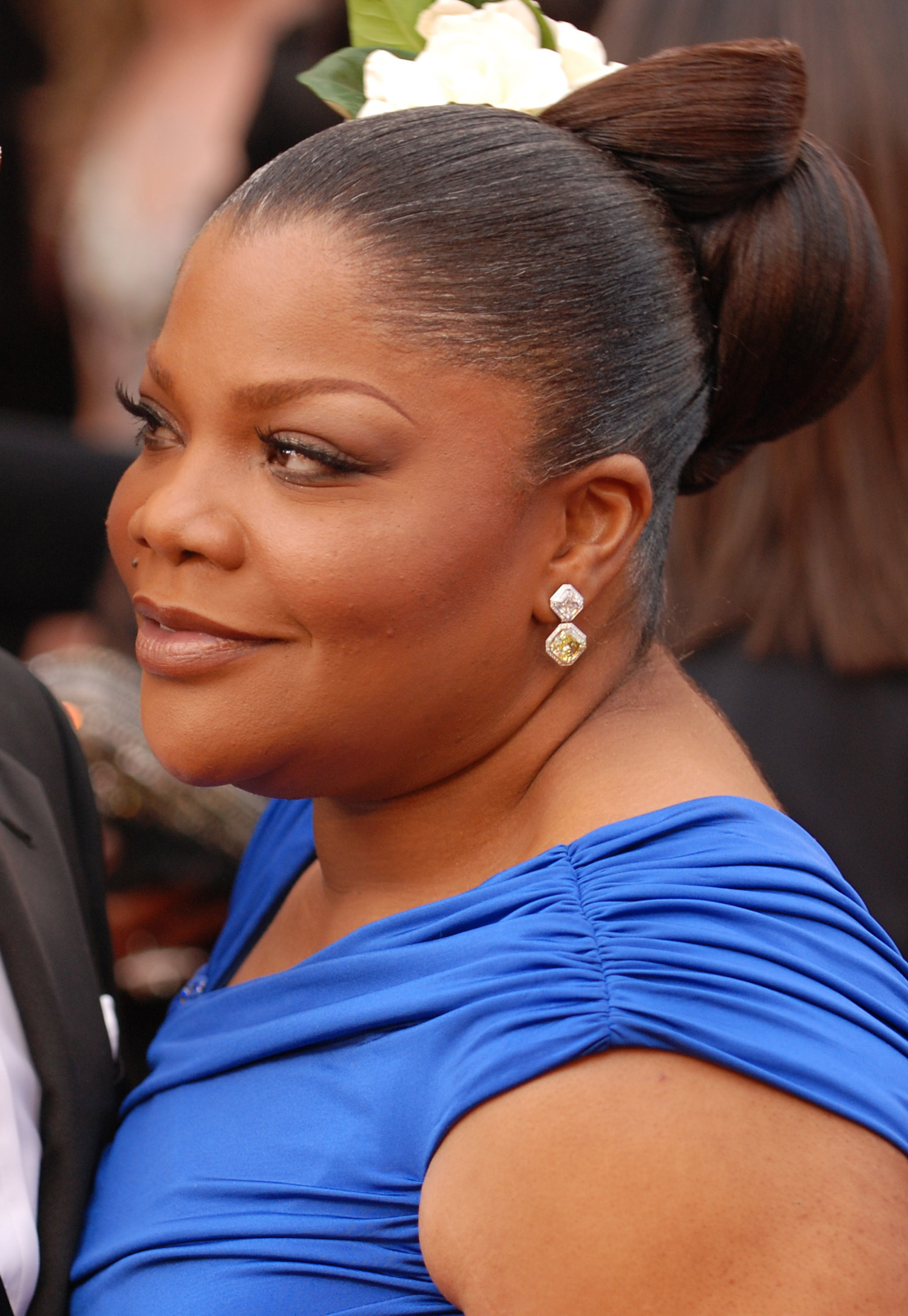
Mo'Nique, Oscar de la meilleure actrice dans un second rôle en 2009 et Golden Globe de la meilleure actrice dans un second rôle en 2010 pour son rôle dans Precious.
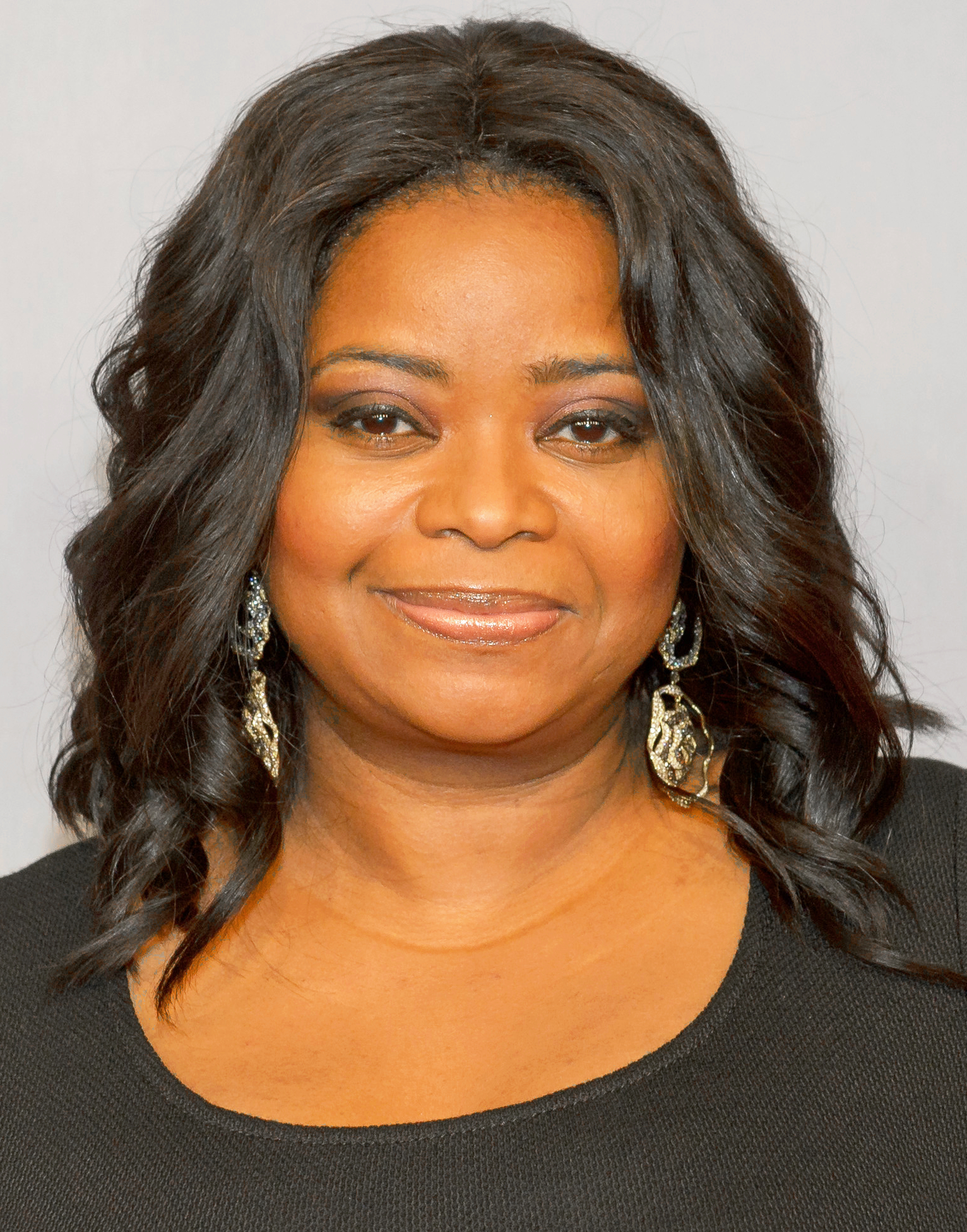
Octavia Spencer, Oscar de la meilleure actrice dans un second rôle en 2011 et Golden Globe de la meilleure actrice dans un second rôle en 2012 pour son rôle dans La Couleur des sentiments.
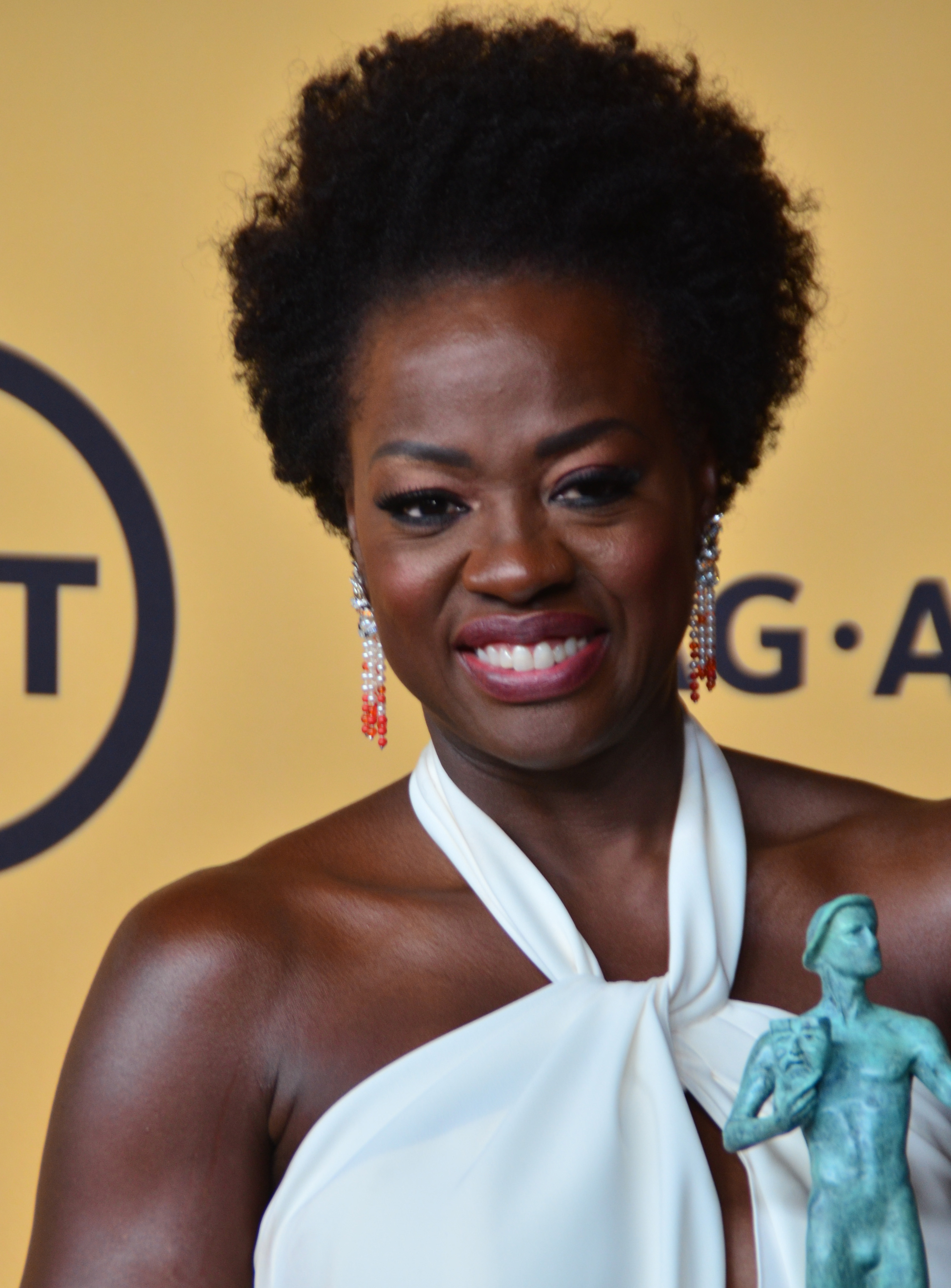
Viola Davis, Oscar de la meilleure actrice dans un second rôle en 2016 et Golden Globe de la meilleure actrice dans un second rôle en 2017 pour son rôle dans Fences.
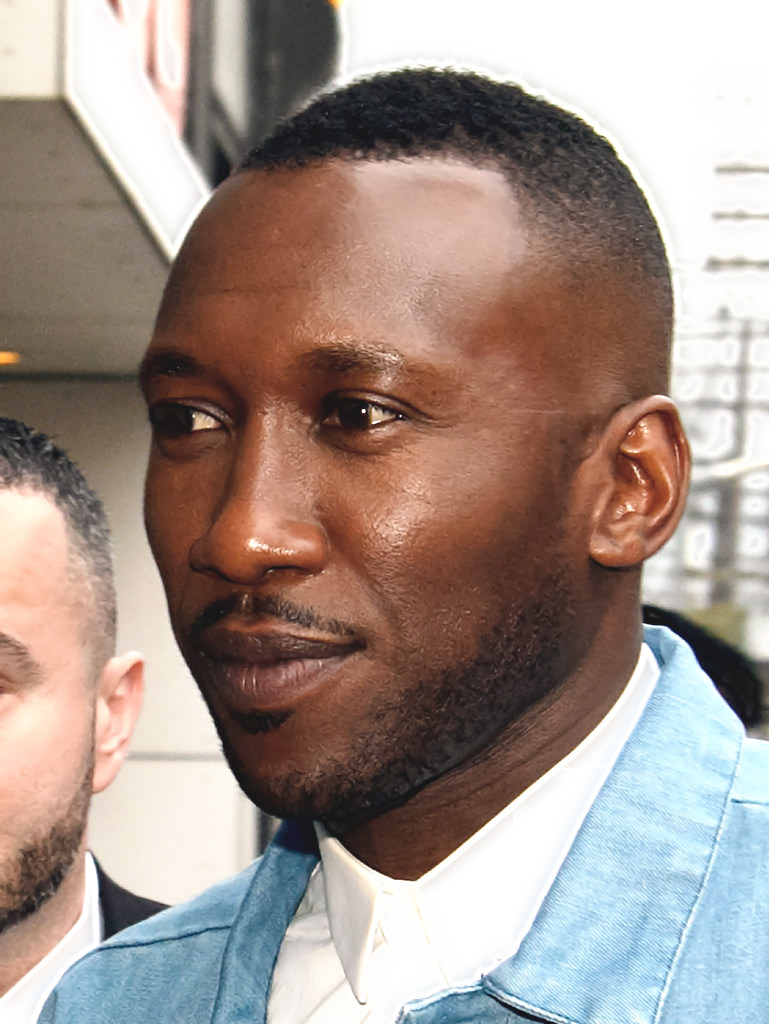
Mahershala Ali, Oscar du meilleur acteur dans un second rôle en 2016 pour son rôle dans Moonlight.
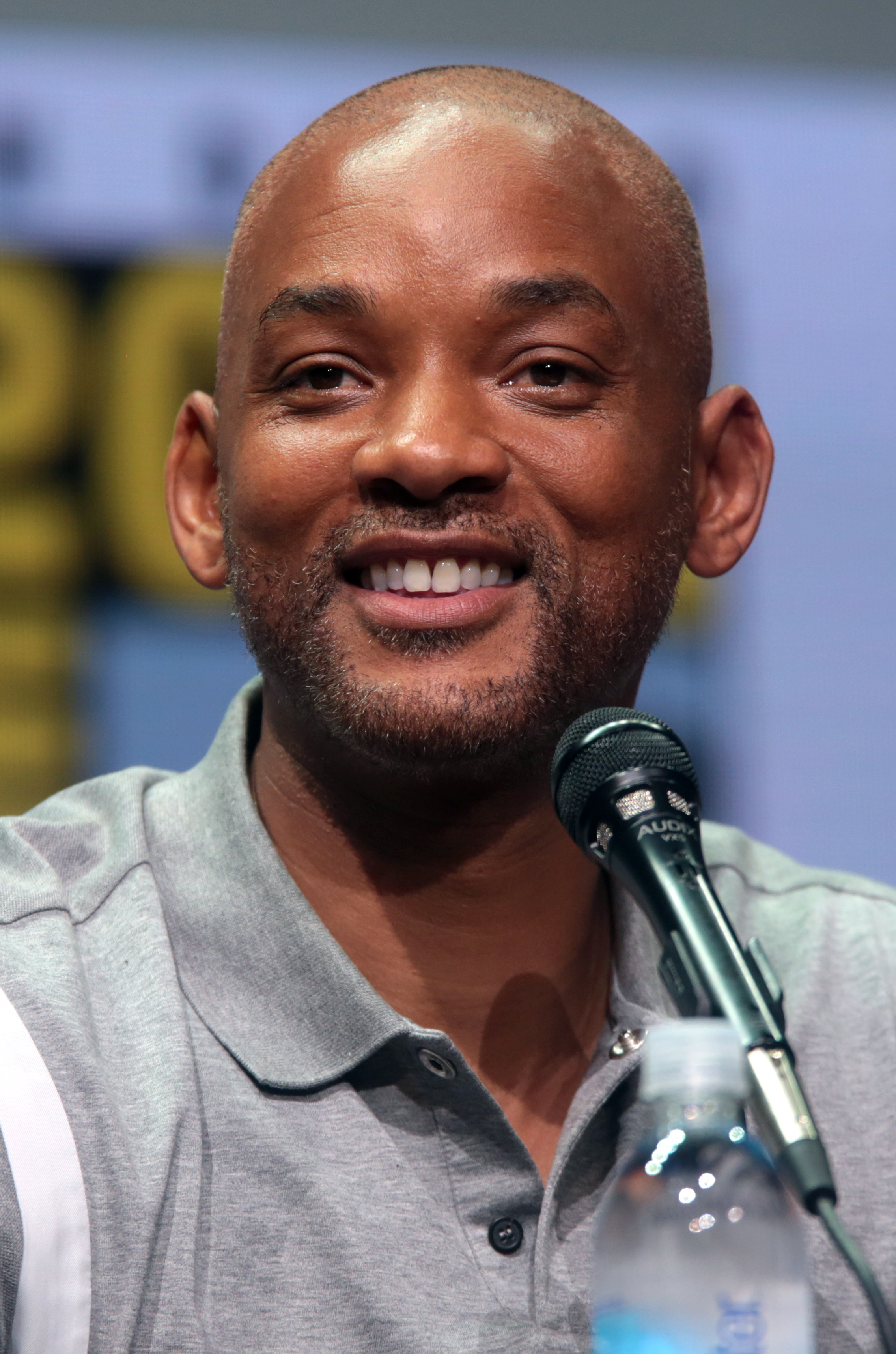
Will Smith, seul acteur à avoir tourné dans douze films classés premiers au box-office américain dès leur premier week-end de diffusion[94].

Plusieurs cérémonies récompensent de façon spécifique les accomplissements au cinéma d'Afro-Américains (NAACP Image Awards depuis 1967, Black Reel Awards depuis 2000…)

#### Films
De nombreux films au cinéma racontent la vie afro-américaine dont parmi les plus emblématiques :
- Un petit coin aux cieux (1943) (Cabin in the Sky) de Vincente Minnelli et Busby Berkeley avec une distribution entièrement afro-américaine, dont une toute jeune Lena Horne.
- Carmen Jones (1954) d'Otto Preminger, adapté de l'opéra de Georges Bizet avec Dorothy Dandridge, nommée aux Oscars. Le film été sélectionné en 1992 dans le cadre de la National Film Registry.
- Du silence et des ombres (1962) (To Kill A Mockingbird), adaptation du célèbre roman d'Harper Lee. Ce film a remporté trois Oscars et a été qualifié de « culturellement important » par la Bibliothèque du Congrès en 1995, où la copie principale est maintenant conservée.
- Devine qui vient dîner... (1967) de Stanley Kramer
- Sweet Sweetback's Baadasssss Song (1971) de Melvin Van Peebles, premier film initiateur du genre blaxploitation
- La Couleur pourpre (1985) de Steven Spielberg.
- Mississippi Burning (1988) d'Alan Parker, nommé sept fois aux Oscars, dont celui du meilleur film et lauréat de plusieurs BAFTA.
- Glory (1989) de Edward Zwick, raconte l'histoire des volontaires du 54e régiment du Massachusetts pendant la guerre de Sécession, un régiment constitué uniquement d'enrôlés noir-américains[95].
- Do the Right Thing (1989) de Spike Lee
- Miss Daisy et son chauffeur (1989) de Bruce Beresford.
- Malcolm X (1992) de Spike Lee
- La Revanche de Jesse Lee (1993) de Mario Van Peebles
- Corrina, Corrina (1994) de Jessie Nelson
- Bad Boys (1995) de Michael Bay
- Le Droit de tuer ? (1996) (A Time To Kill) de Joel Schumacher
- Les Fantômes du passé (1996) (Ghosts of Mississippi) de Rob Reiner, qui raconte l'histoire vraie du procureur Bobby DeLaughter, décidé à faire condamner un membre raciste du KKK coupable de l'assassinat de l'activiste Medgar Evers.
- Amistad (1997) de Steven Spielberg.
- Soul Food (1997) de George Tillman, Jr.
- Ali (2001) de Michael Mann, le film raconte l'ensemble de la carrière du boxeur Mohamed Ali qui est interprété par Will Smith dans le film.
- Bad Boys 2 (2003) de Michael Bay
- La Couleur du mensonge (2003) de Robert Benton,
- Madea, grand-mère justicière (2005) (Diary of a mad Black woman) comédie de Tyler Perry
- Écrire pour exister (2007) (Freedom Writers)
- Precious (2009) de Lee Daniels
- La Couleur des sentiments (The Help) (2011) de Tate Taylor, l'histoire de plusieurs femmes de ménage afro-américaines dans les années 1960 dans le Mississippi, qui vont oser écrire un livre qui remet en cause leur statut social.
- Django Unchained (2012) de Quentin Tarantino qui narre l'histoire d'un esclave affranchi dans les plantations du sud des États-Unis.
- Twelve Years a Slave (2013) de Steve McQueen retrace l'histoire d'un Afro-Américain libre devenu esclave durant 12 années à la suite d'un piège.
- NWA: Straight Outta Compton (2015) de F. Gary Gray, le film met en scène la carrière du groupe de rap qui a suscité la polémique, NWA.
- Loving (2016) de Jeff Nichols, film racontant l'histoire vraie du jugement Loving v. Virginia de la Cour suprême des États-Unis : un homme blanc, Richard Loving, et une femme noire, mariés à Washington, se sont vu refuser la propriété, la reconnaissance de leur mariage, et leurs droits civils quand ils sont revenus en Virginie, en raison d'une ancienne loi sur le métissage.
- Les Figures de l'ombre (2017) de Theodore Melfi

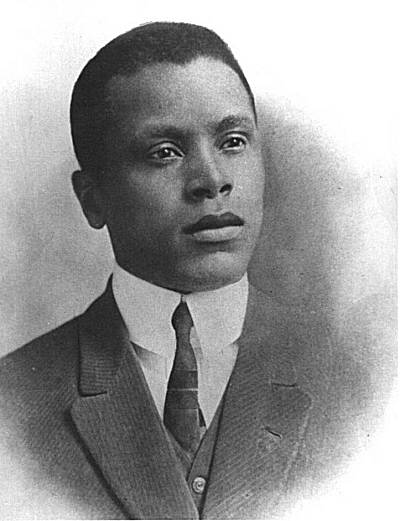
Oscar Micheaux, figure majeure des race films dans l'entre-deux-guerres[96].
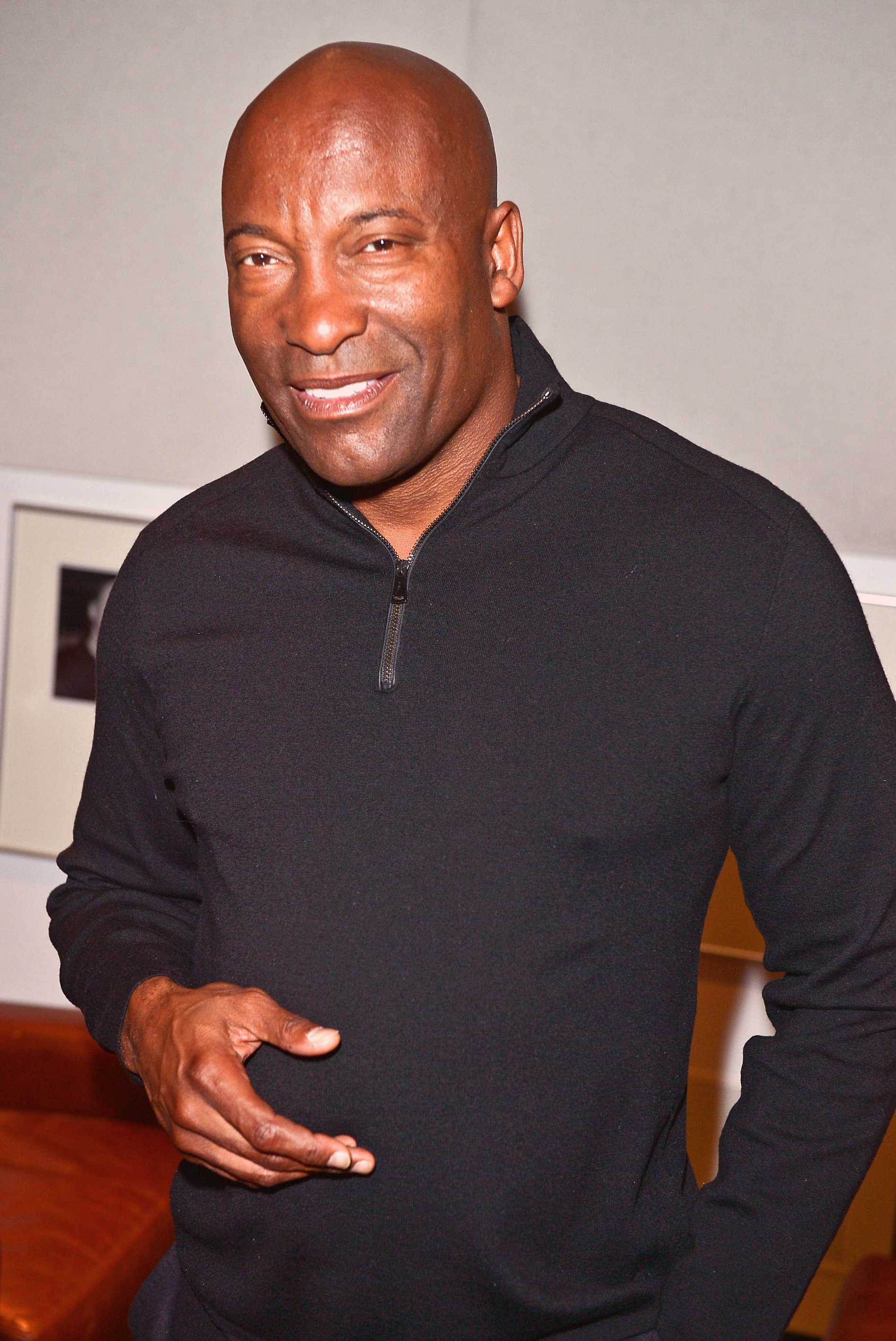
John Singleton, nommé pour l'Oscar du meilleur réalisateur en 1992 pour Boyz n the Hood.
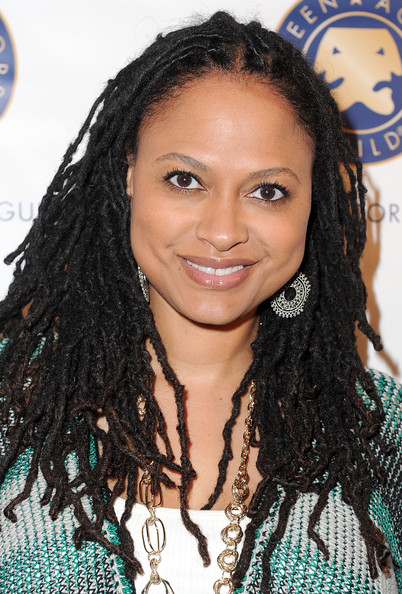
Ava DuVernay, nommée pour le Golden Globes du meilleur réalisateur 2015 pour Selma.
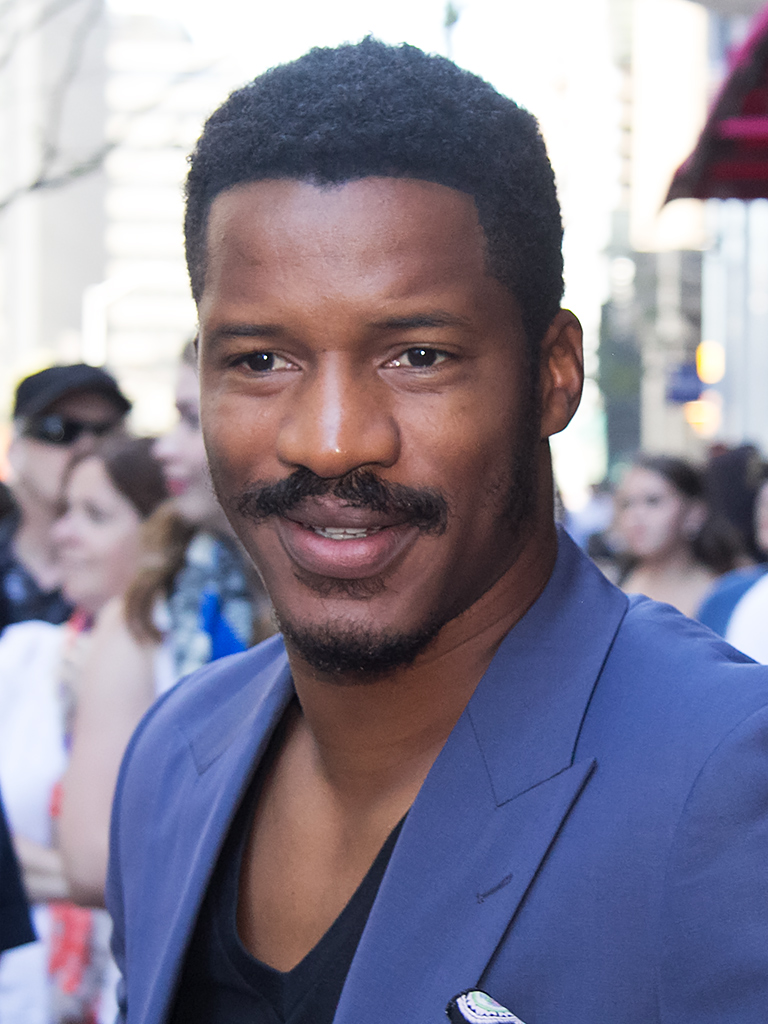
Nate Parker, Grand prix du film dramatique au Festival de Sundance 2016 pour The Birth of a Nation.
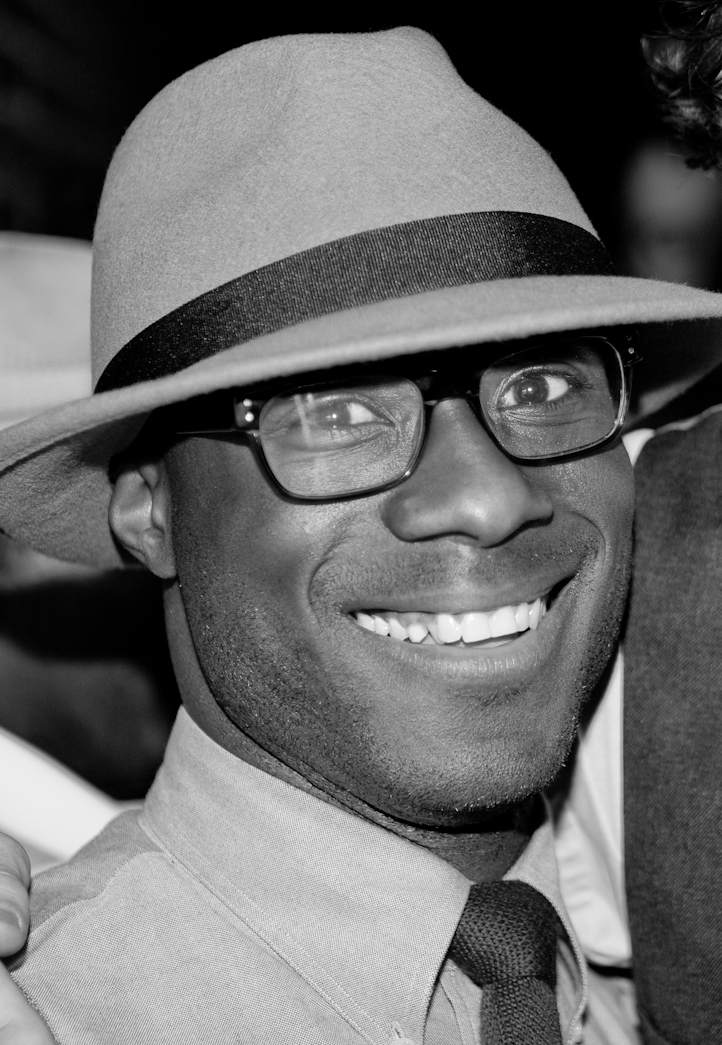
Barry Jenkins, nommé pour le Golden Globes du meilleur réalisateur 2017 pour Moonlight.
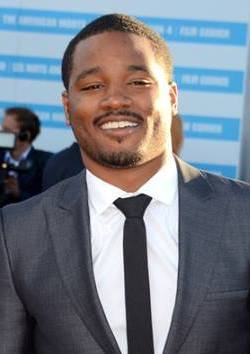
Ryan Coogler, réalisateur du Blockbuster Black Panther meilleur film tiré d'un comic aux Saturn Award 2018.
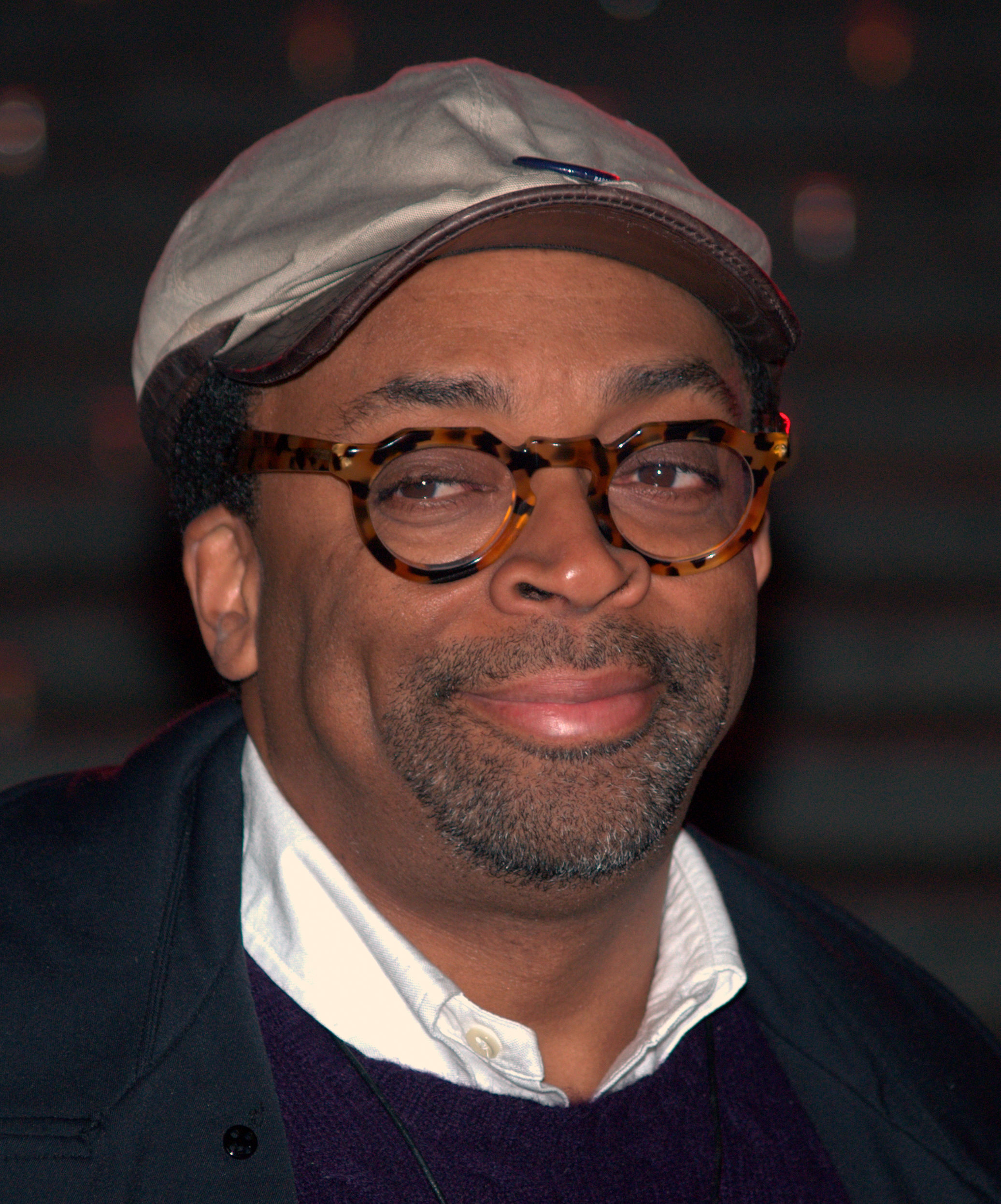
Spike Lee, Grand prix du Festival de Cannes en 2018 pour BlacKkKlansman : J'ai infiltré le Ku Klux Klan.
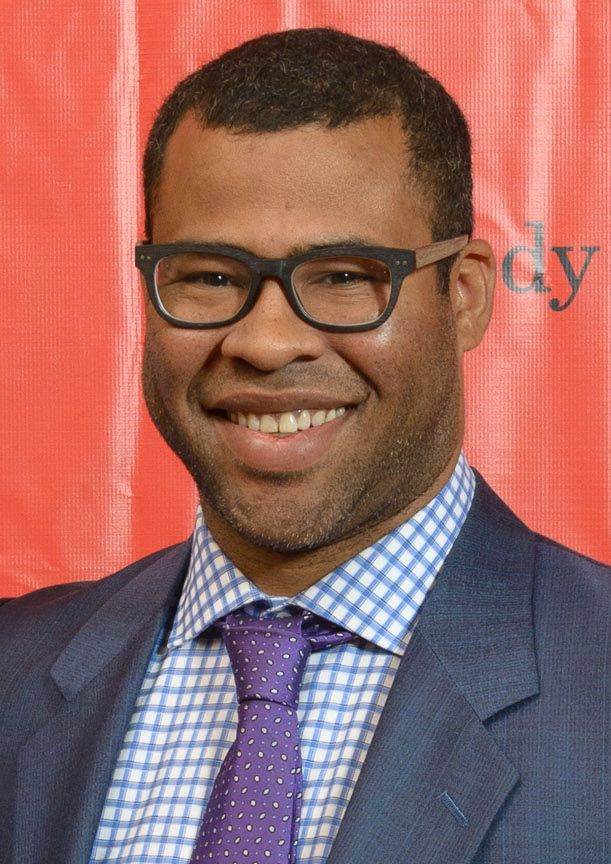
Jordan Peele, premier Afro-Américain à recevoir l'Oscar du meilleur scénario original en 2018 pour Get Out[97].

#### Séries télévisées

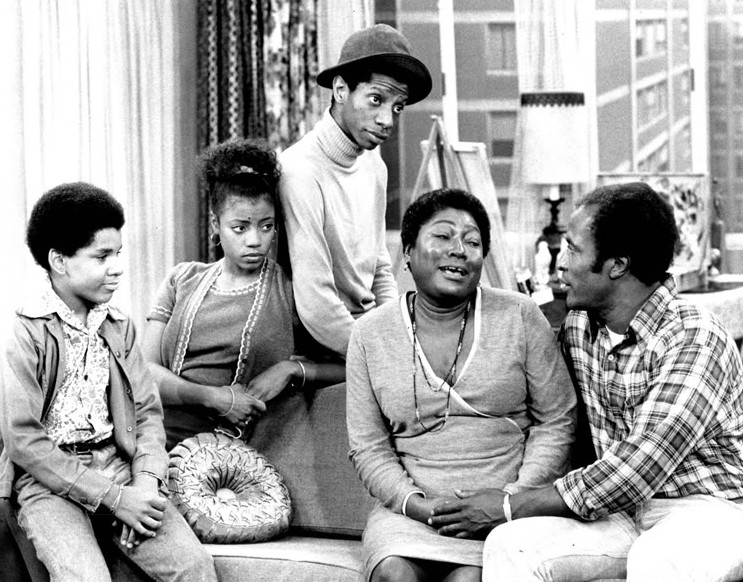
La série La Famille Ewans, 1974-1979, avec Esther Rolle et John Amos.
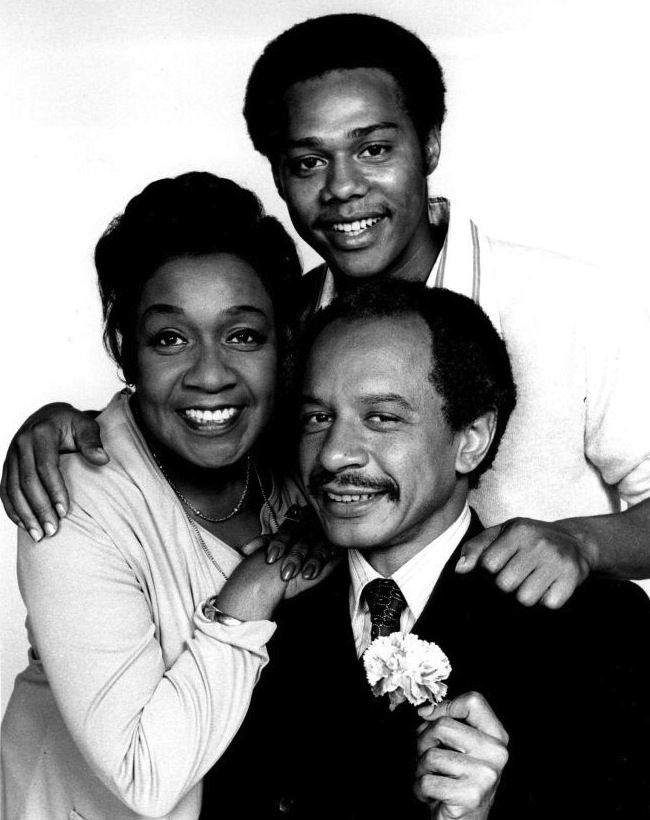
La série The Jeffersons, 1975-1982.
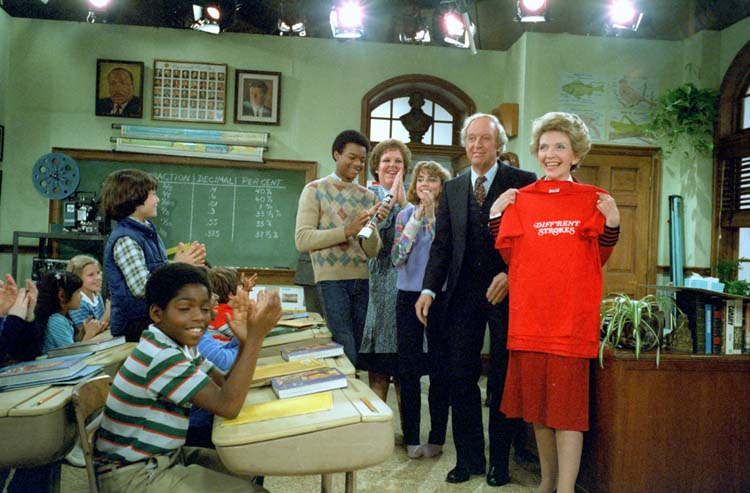
Le plateau de tournage dArnold et Willy en 1983, accueillant la Première dame Nancy Reagan.

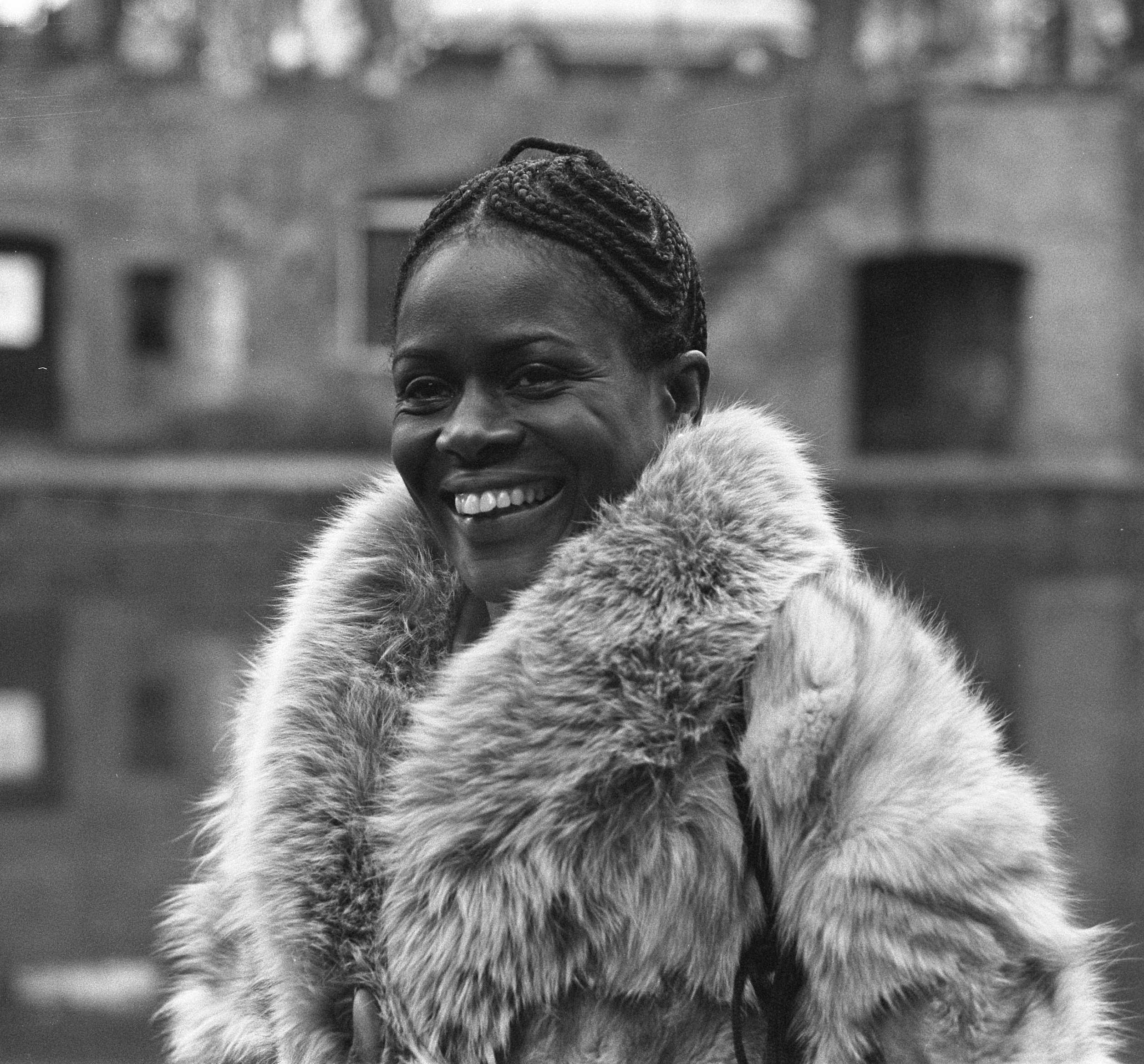
Cicely Tyson, première personne noire à occuper un rôle principal dans une série télévisée, East Side/West Side (1963-1964).
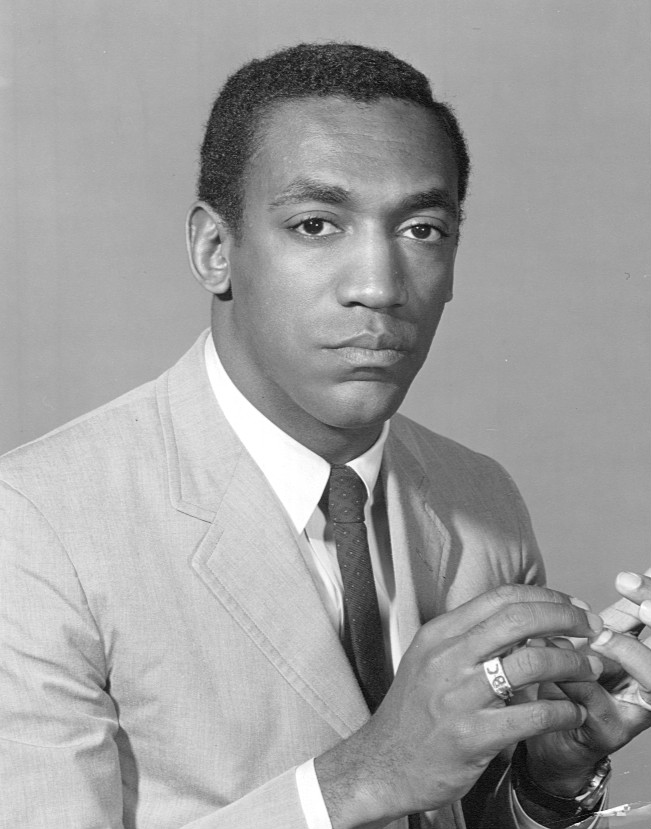
Bill Cosby, premier Afro-Américain à remporter un Emmy Award en 1966 pour son rôle dans Les Espions, puis de nouveau en 1967 et en 1968. Golden Globe du meilleur acteur dans une série télévisée musicale ou comique en 1988 pour son rôle dans Cosby Show.
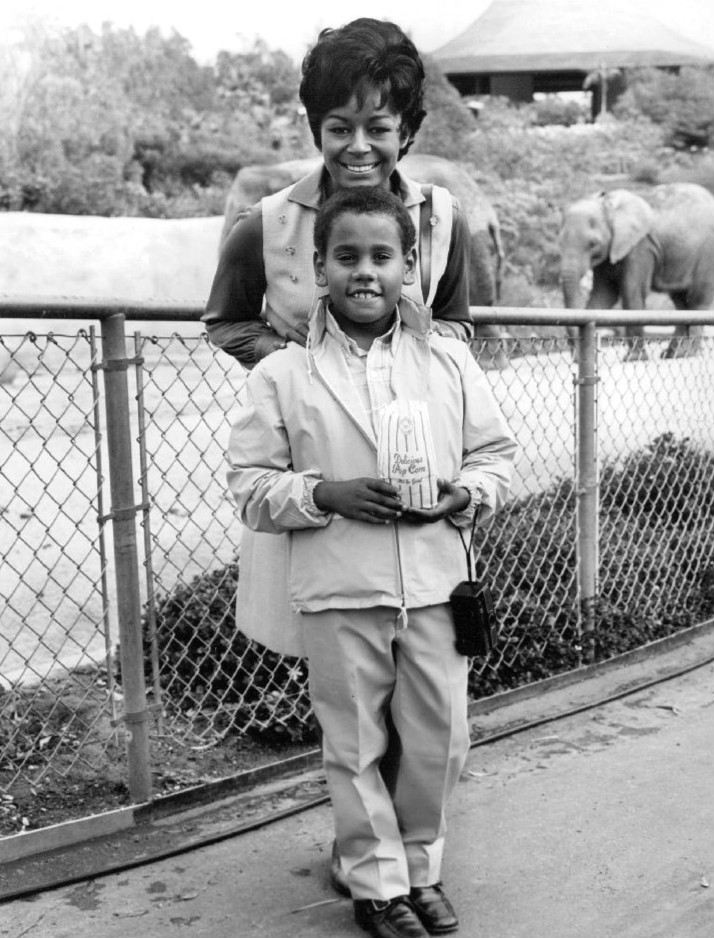
Gail Fisher, première Afro-Américaine à remporter un Emmy Award en 1970 et un Golden Globe en 1971 pour son rôle dans Mannix.
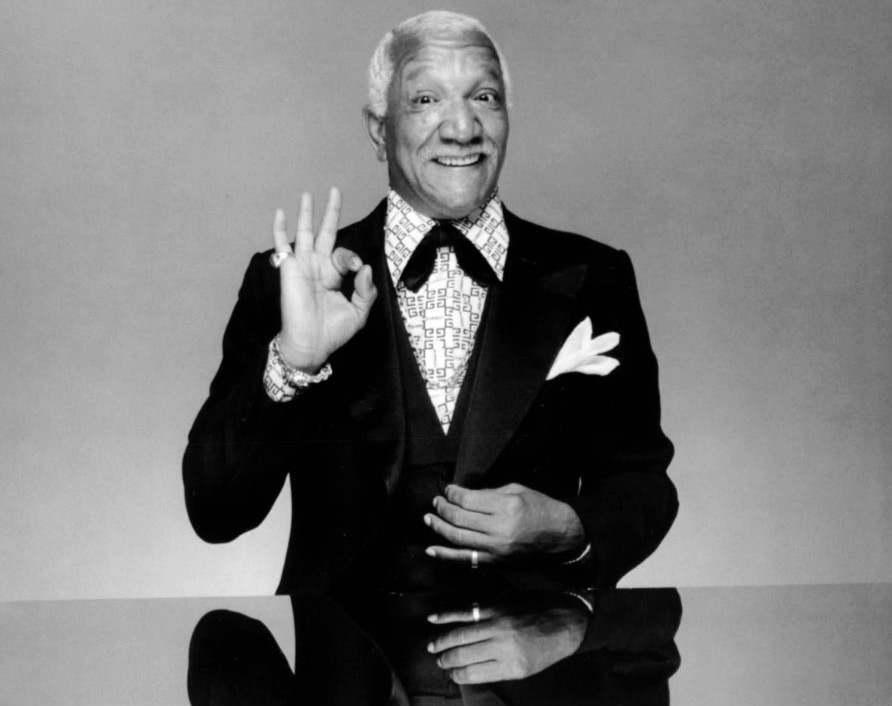
Redd Foxx, Golden Globe du meilleur acteur dans une série télévisée musicale ou comique en 1973 pour son rôle dans Sanford and Son.
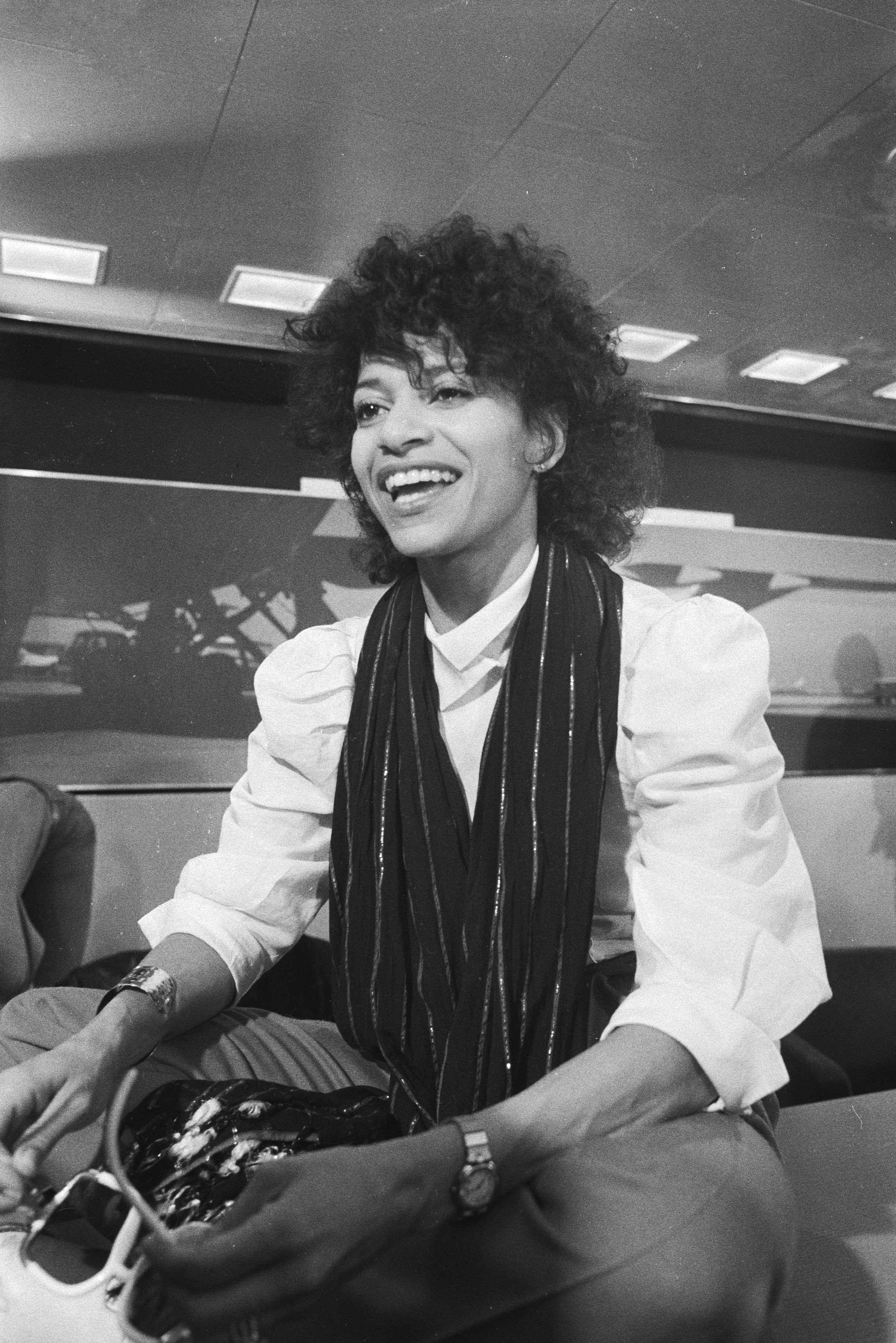
Debbie Allen, Golden Globe de la meilleure actrice dans une série télévisée musicale ou comique en 1983 pour son rôle dans Fame.
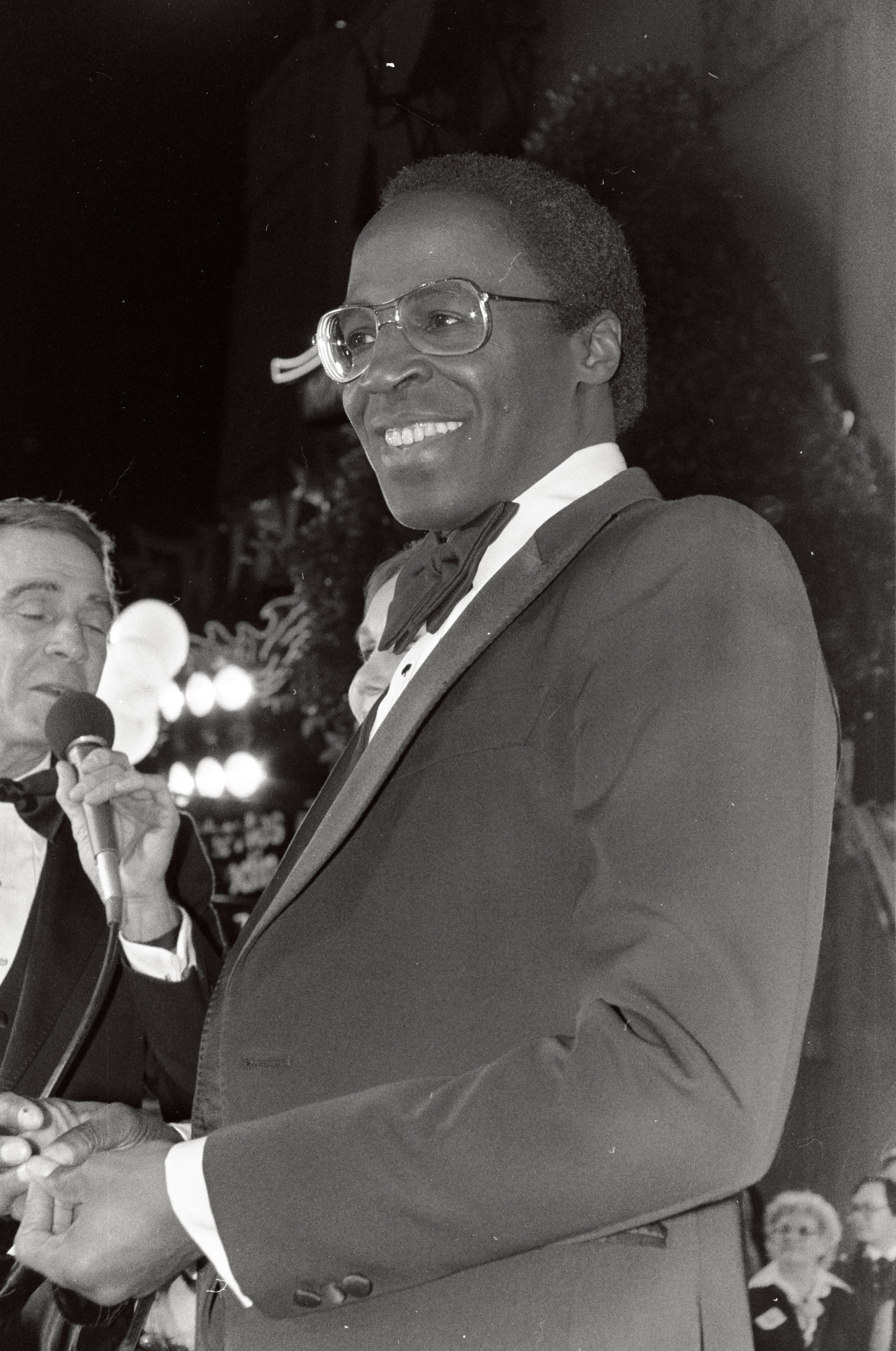
Robert Guillaume, Primetime Emmy Award du meilleur acteur dans une série télévisée comique en 1985 pour son rôle dans Benson.
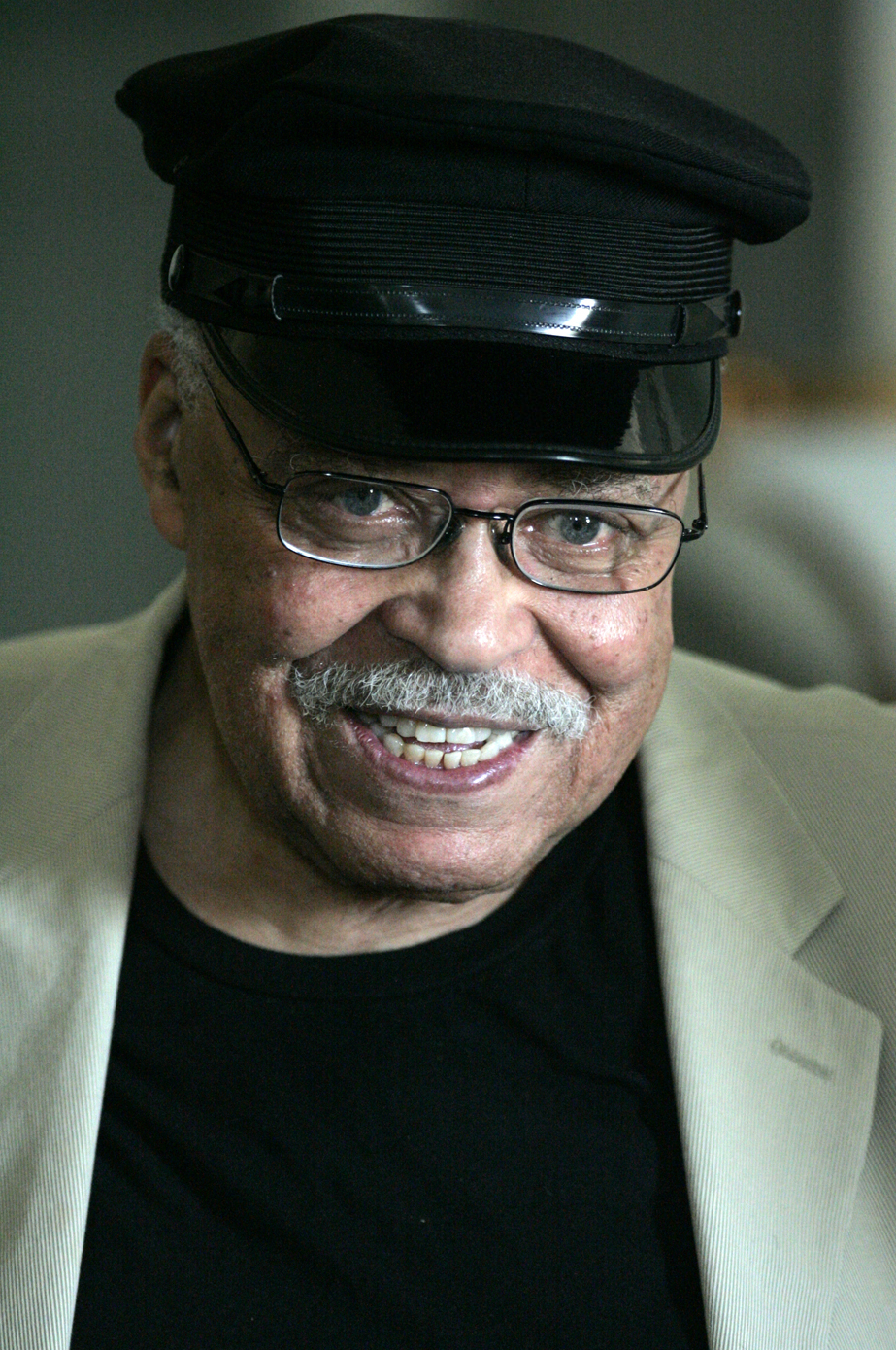
James Earl Jones, Primetime Emmy Award du meilleur acteur dans une série télévisée dramatique en 1991 pour son rôle dans Gabriel Bird.
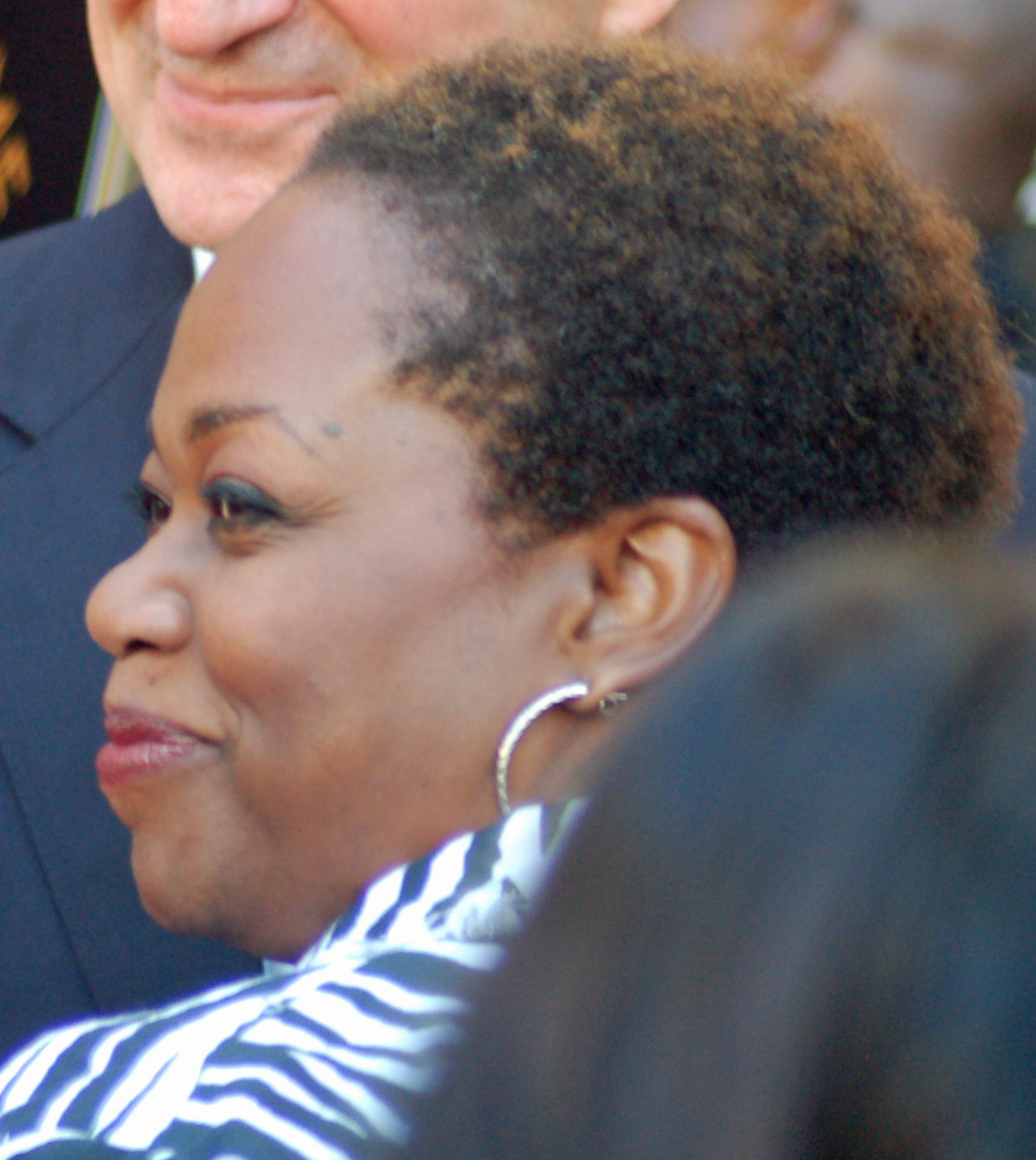
Regina Taylor, Golden Globe de la meilleure actrice dans une série télévisée dramatique en 1993 pour son rôle dans I'll Fly Away.
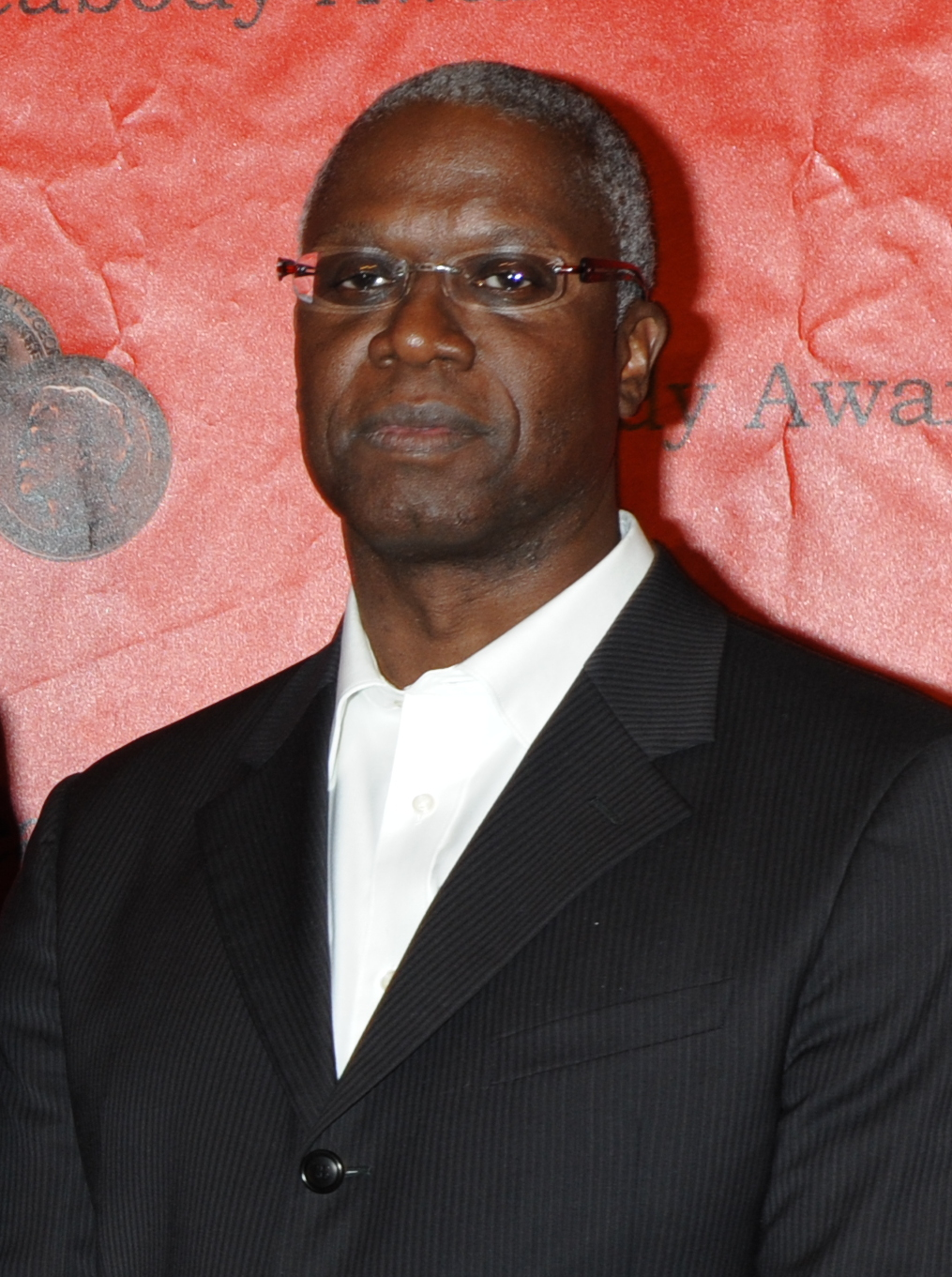
Andre Braugher, Primetime Emmy Award du meilleur acteur dans une série télévisée dramatique en 1998 pour son rôle dans Homicide.
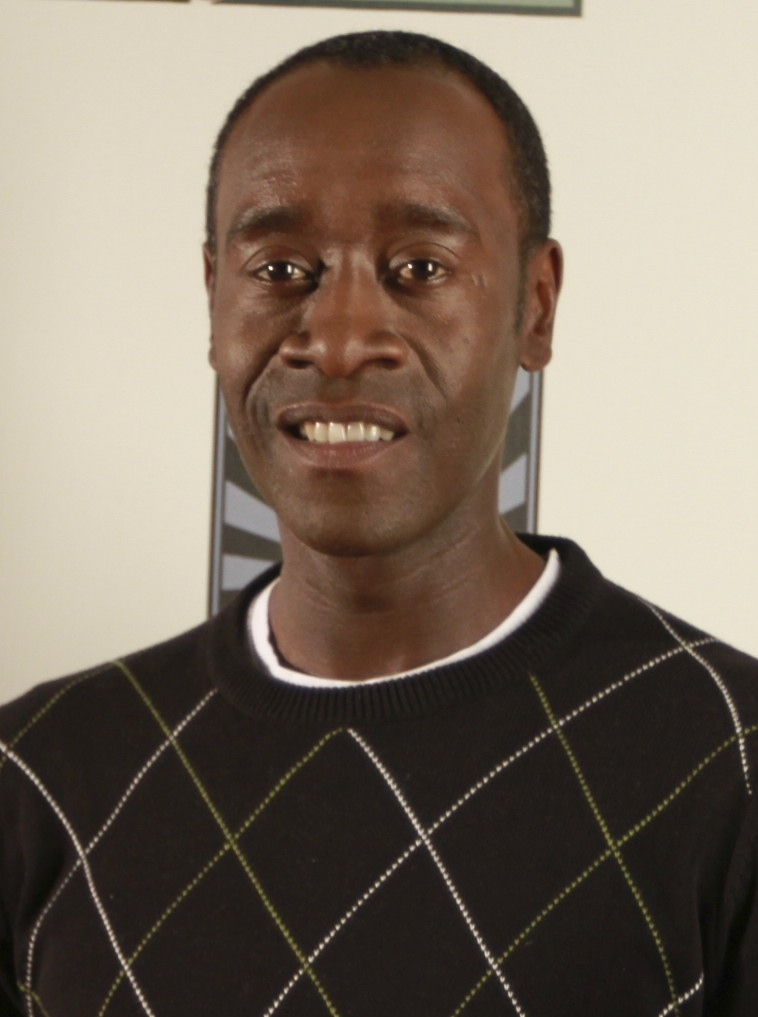
Don Cheadle, Golden Globe du meilleur acteur dans une série télévisée musicale ou comique en 2013 pour son rôle dans House of Lies.
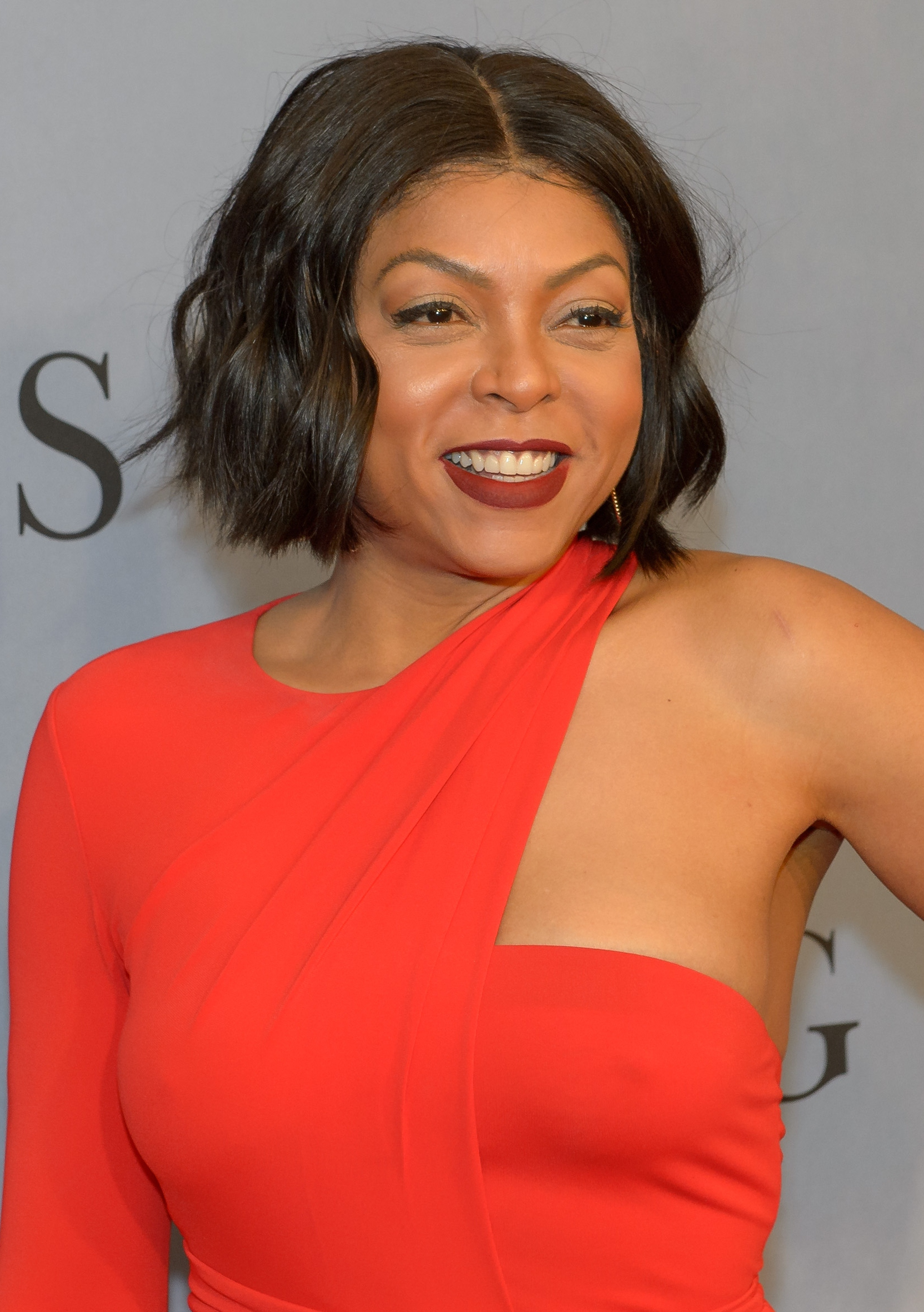
Taraji P. Henson, Golden Globe de la meilleure actrice dans une série télévisée dramatique en 2014 pour son rôle dans Scandal.
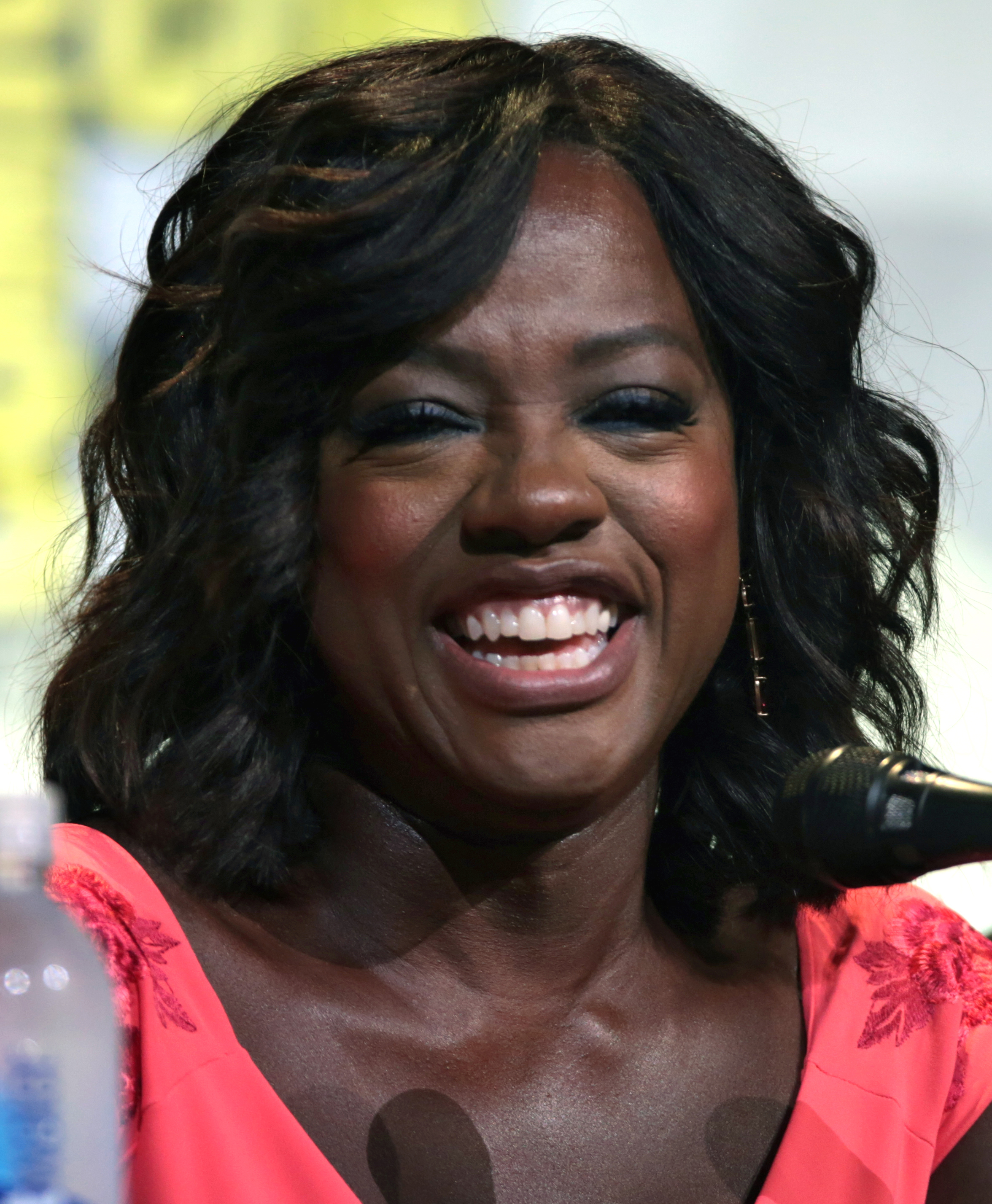
Viola Davis, Primetime Emmy Award de la meilleure actrice dans une série télévisée dramatique en 2015 pour son rôle dans Murder.
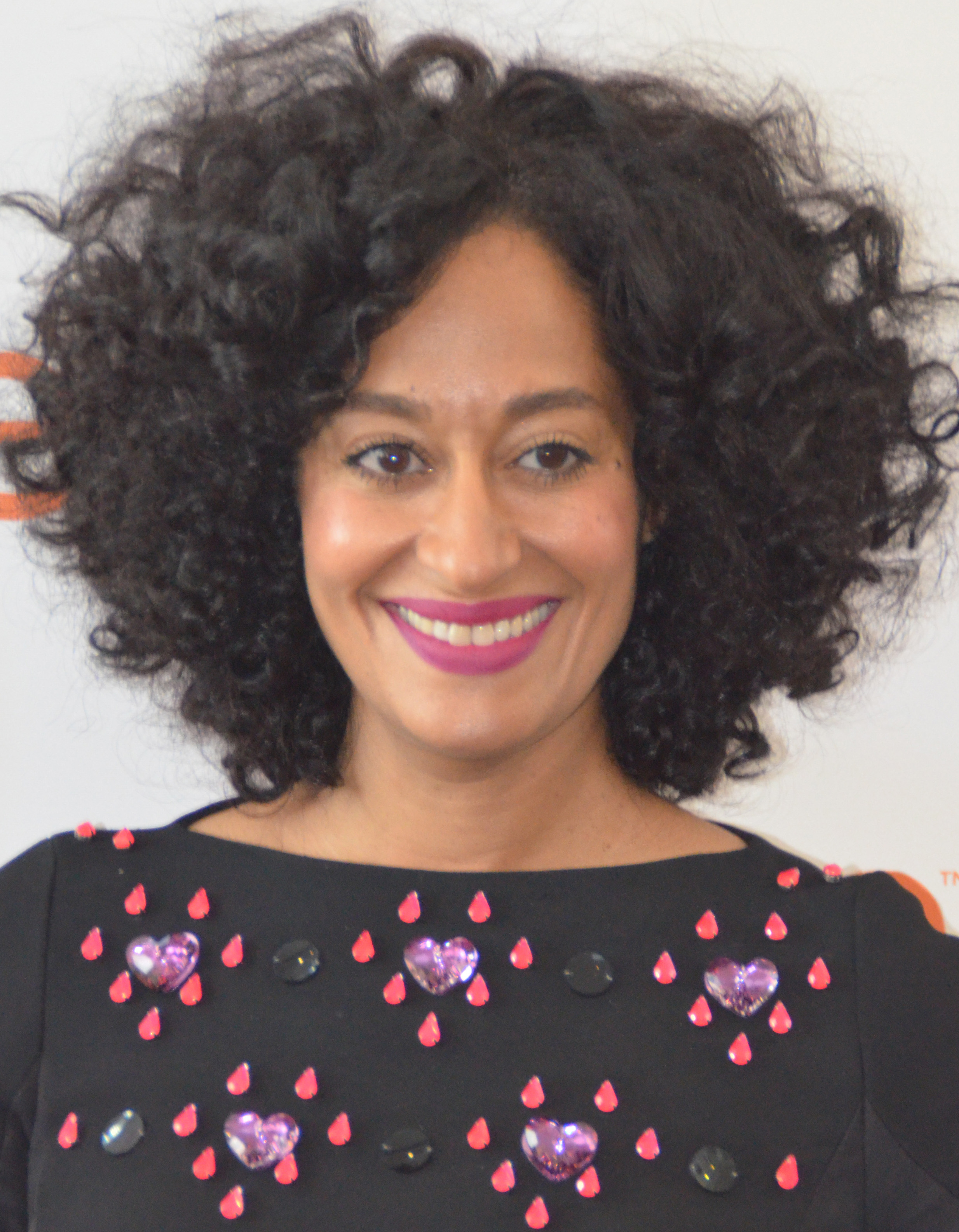
Tracee Ellis Ross, Golden Globe de la meilleure actrice dans une série télévisée musicale ou comique en 2017 pour son rôle dans black-ish.
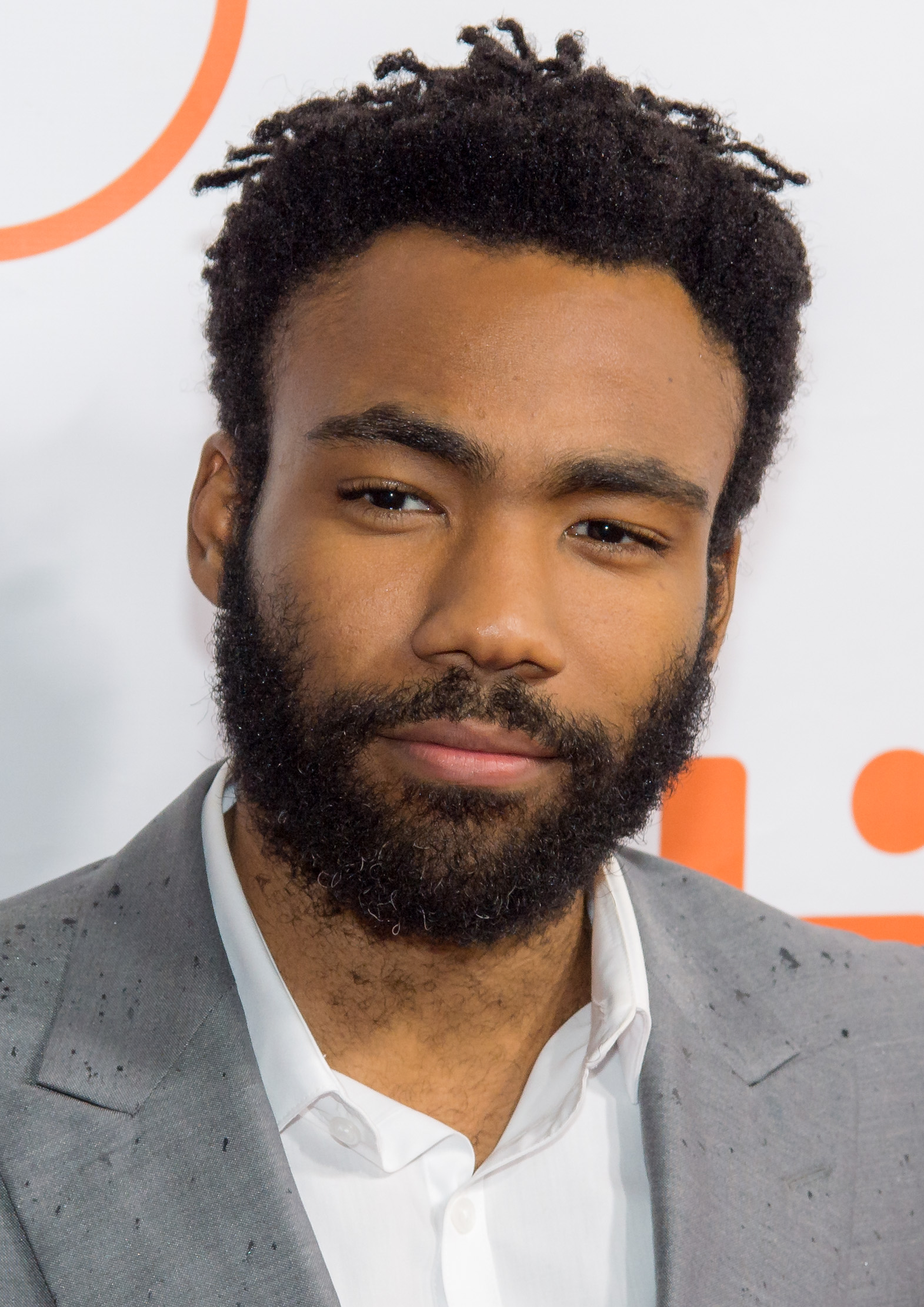
Donald Glover, Golden Globe du meilleur acteur dans une série télévisée musicale ou comique et Primetime Emmy Award du meilleur acteur dans une série télévisée comique en 2017 pour son rôle dans Atlanta.
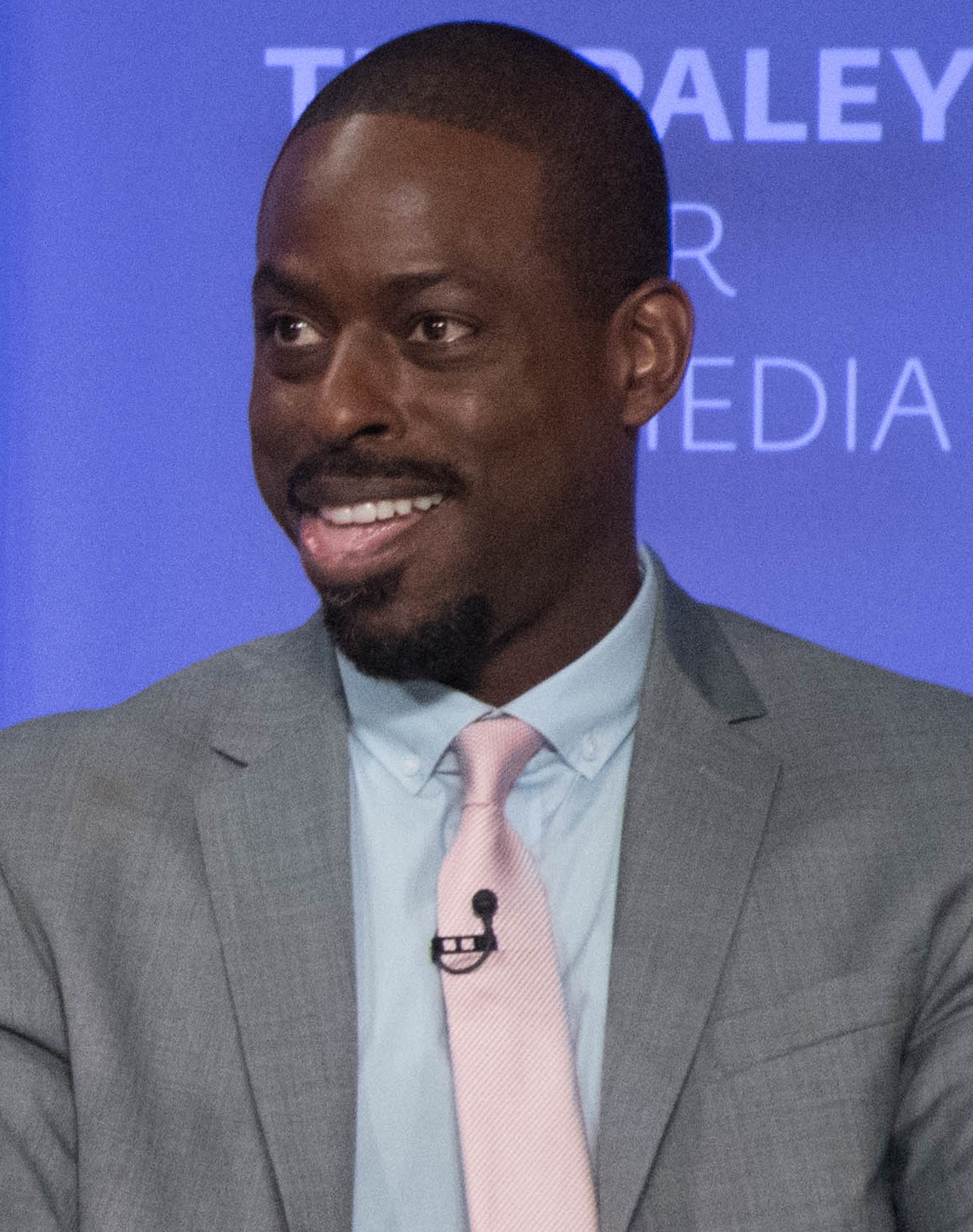
Sterling K. Brown, Primetime Emmy Award du meilleur acteur dans une série télévisée dramatique en 2017 pour son rôle dans This Is Us.
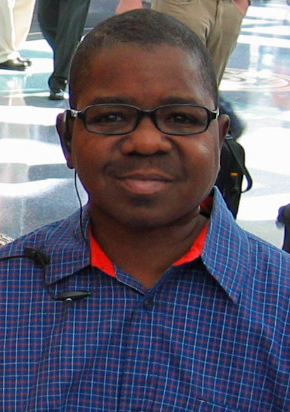
Gary Coleman, l'acteur principal de la série Arnold et Willy.

#### Téléfilms

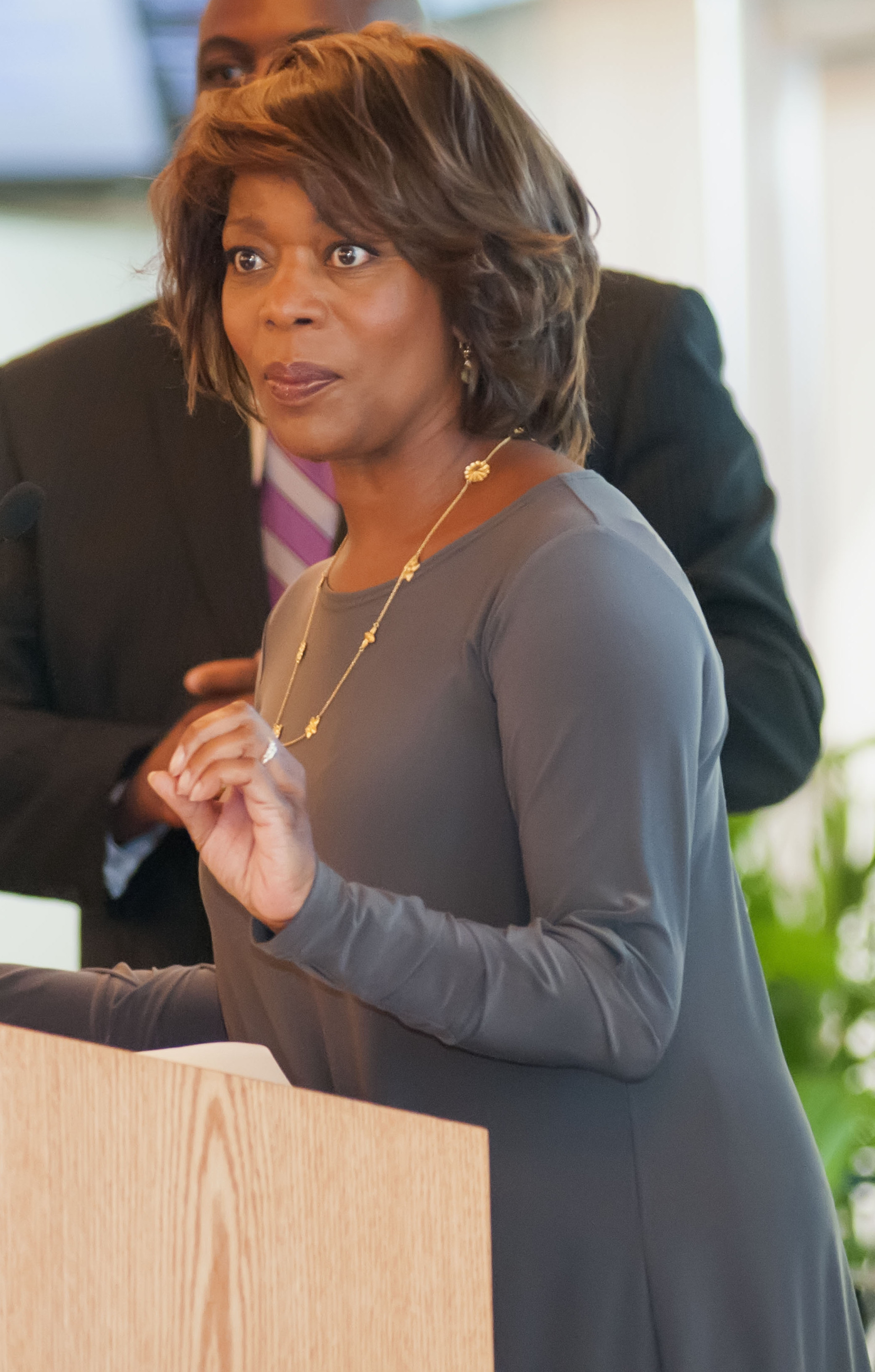
Alfre Woodard, Golden Globe de la meilleure actrice dans une mini-série ou un téléfilm en 1998 pour son rôle dans La Couleur du sang et en 2001 pour son rôle dans Holiday Heart.
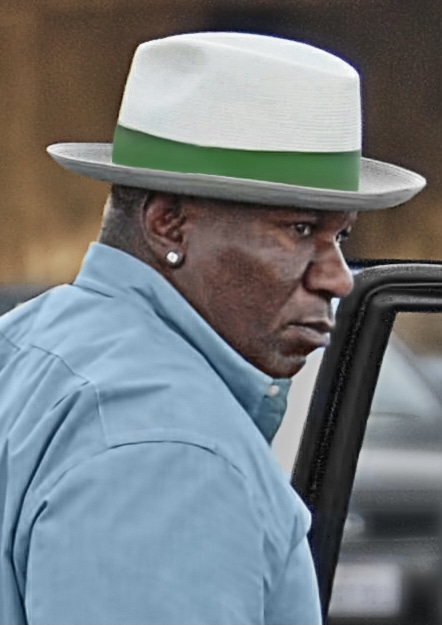
Ving Rhames, Golden Globe du meilleur acteur dans une mini-série ou un téléfilm en 1998 pour son rôle dans Don King: Only in America.

#### Talk-shows

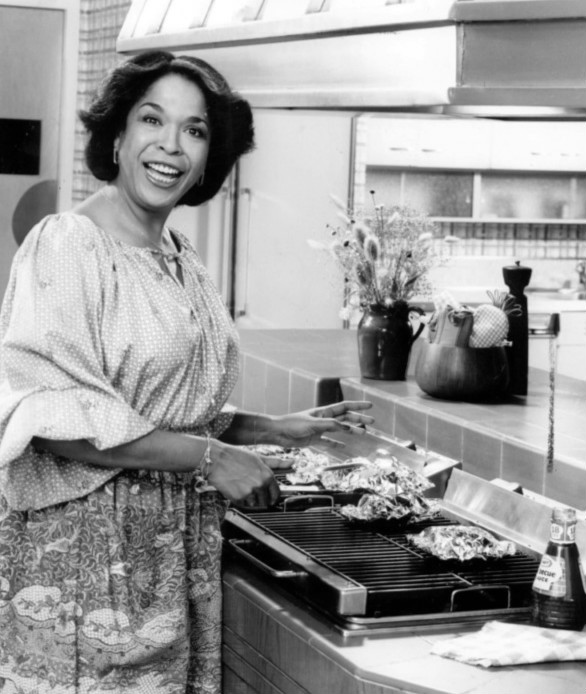
Della Reese, première femme noire à animer un talk-show en 1969.
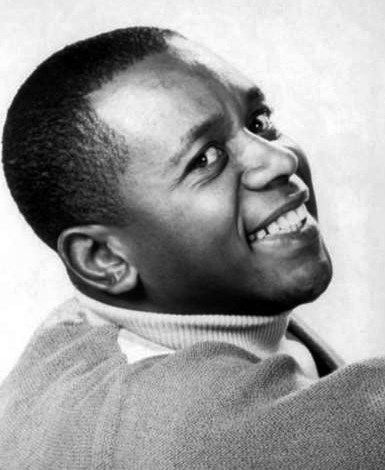
Flip Wilson premier Afro-Américain à remporter un Golden Globe en 1971 pour sa présentation du The Flip Wilson Show.
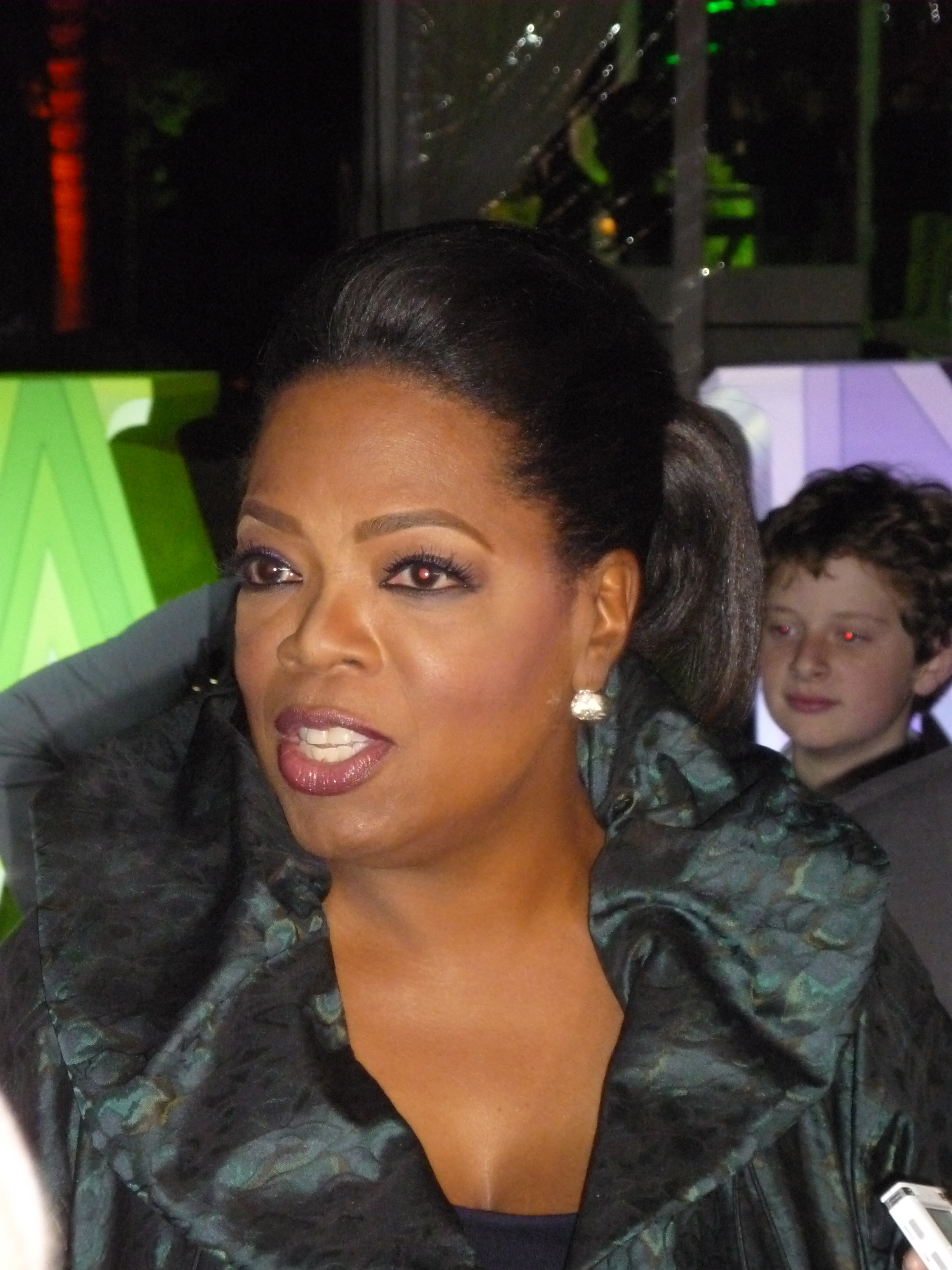
Oprah Winfrey, présentatrice du talk-show le plus regardé de l'histoire des États-Unis (The Oprah Winfrey Show, 1986-2011).

### Sport

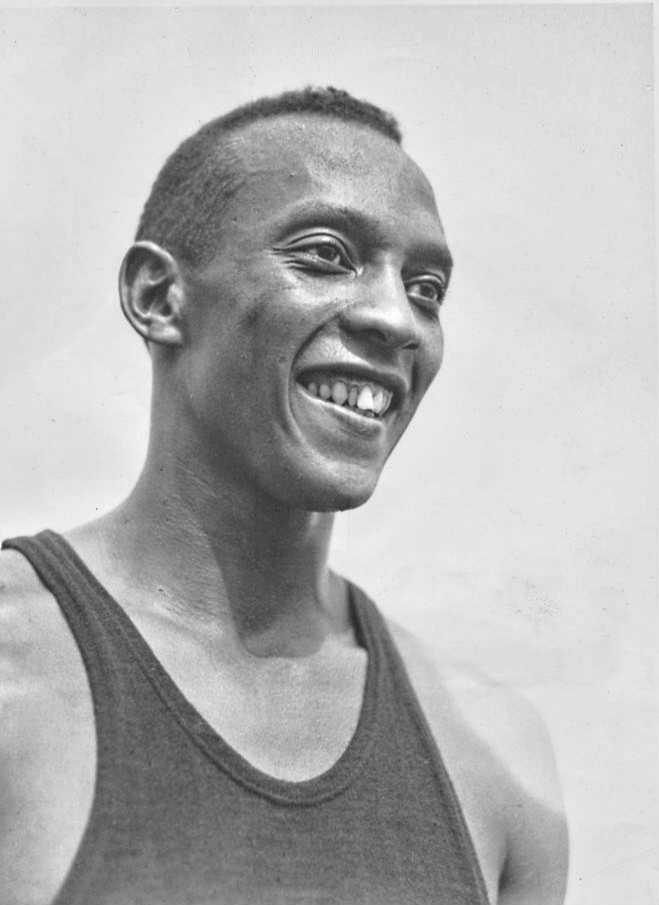
Jesse Owens en 1936.
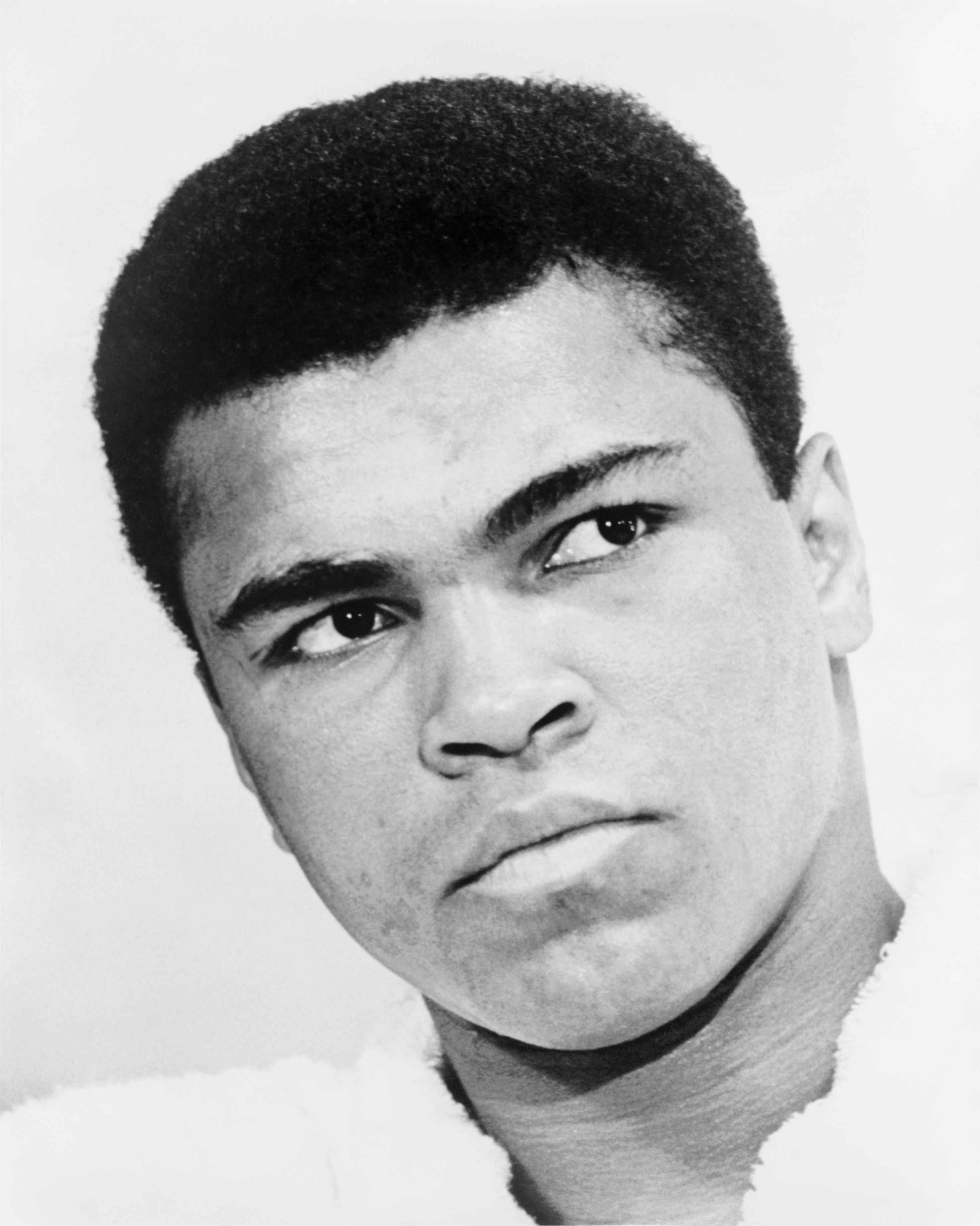
Mohamed Ali en 1967.
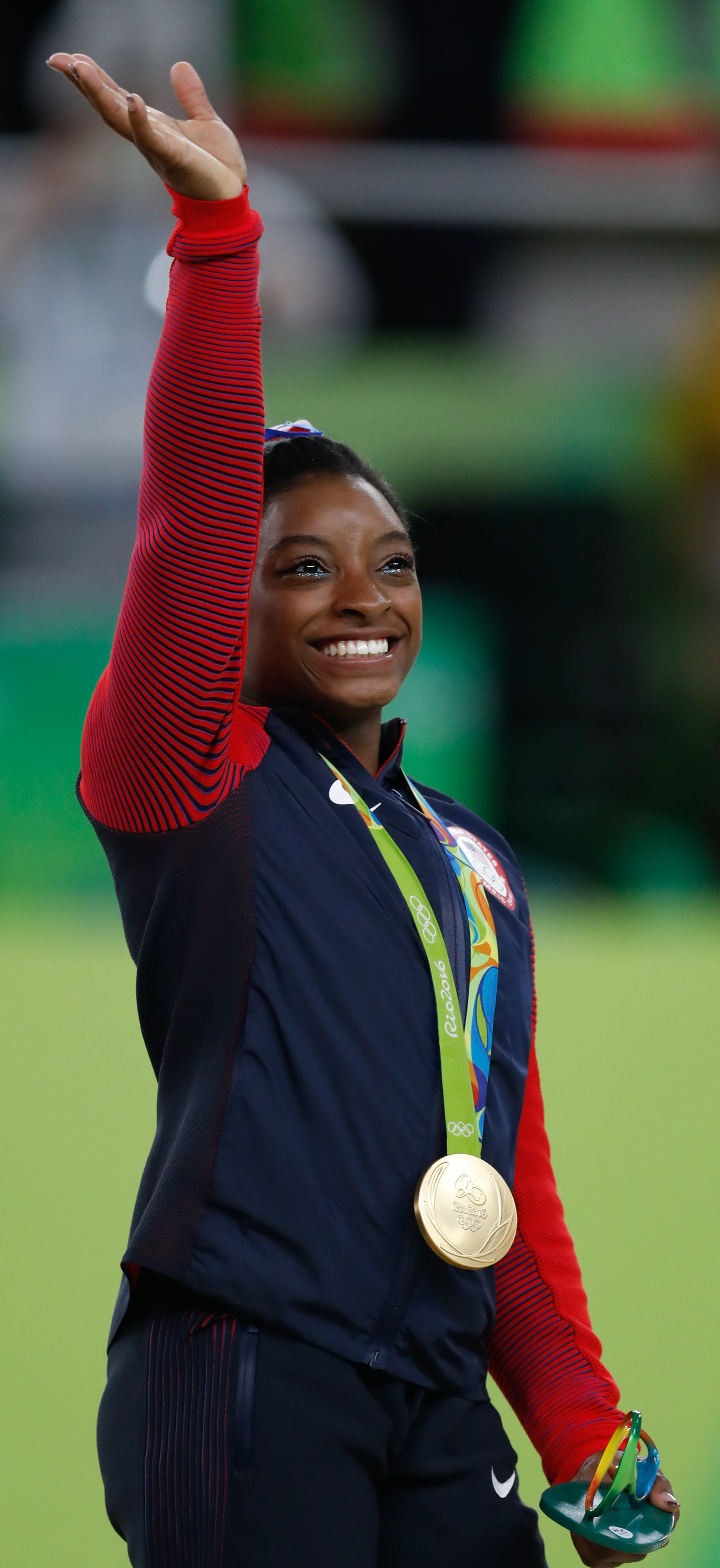
Simone Biles à Rio de Janeiro en 2016.
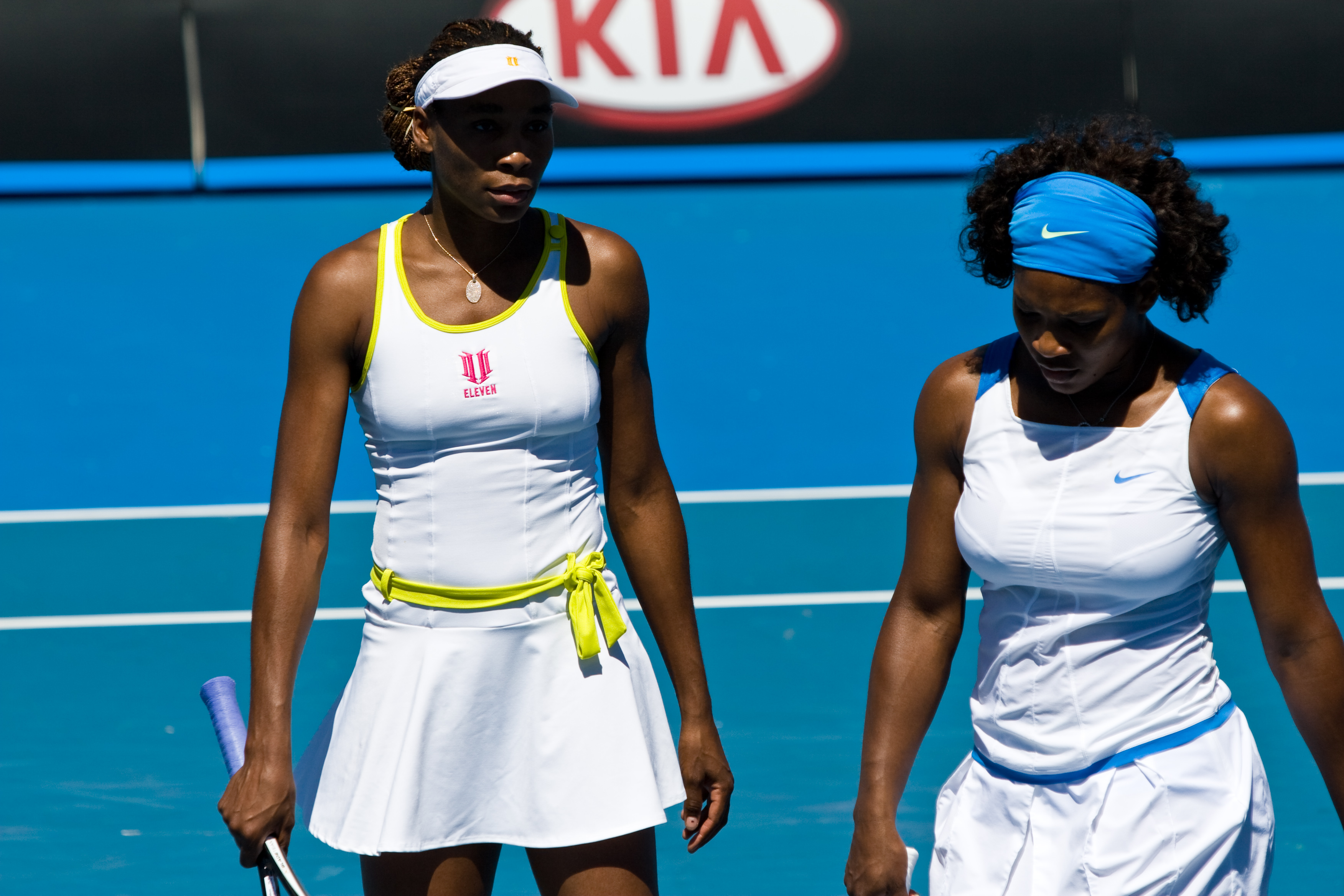
Serena Williams et Venus Williams en 2009.
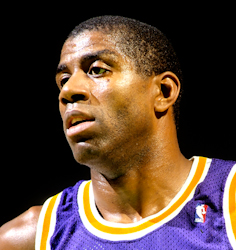
Magic Johnson en 1987.
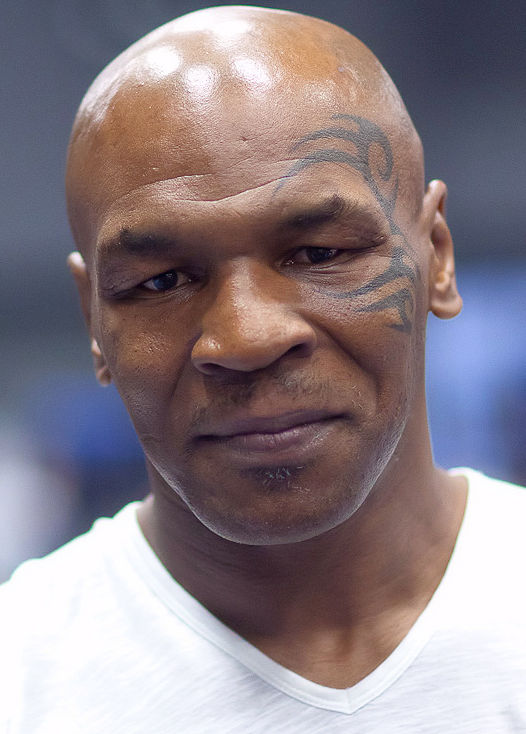
Mike Tyson en 2011.
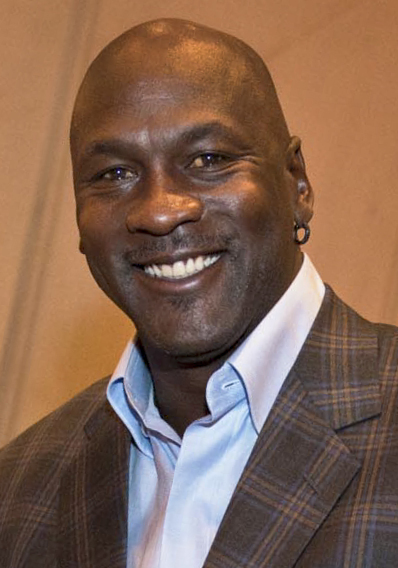
Michael Jordan en 2015.